# Lista gatunków z rodzaju turzyca
Lista gatunków z rodzaju turzyca Carex – lista gatunków rodzaju roślin należącego do rodziny ciborowatych (Cyperaceae Juss.). Według The Plant List w obrębie tego rodzaju rozróżniono 2062 gatunki, natomiast kolejne 202 taksony ma status gatunków niepewnych.
Wykaz gatunków
- Carex aboriginum M.E.Jones
- Carex abrupta Mack.
- Carex abscondita Mack.
- Carex acaulis d'Urv.
- Carex accrescens Ohwi
- Carex acicularis Boott
- Carex acidicola Naczi
- Carex acocksii C.Archer

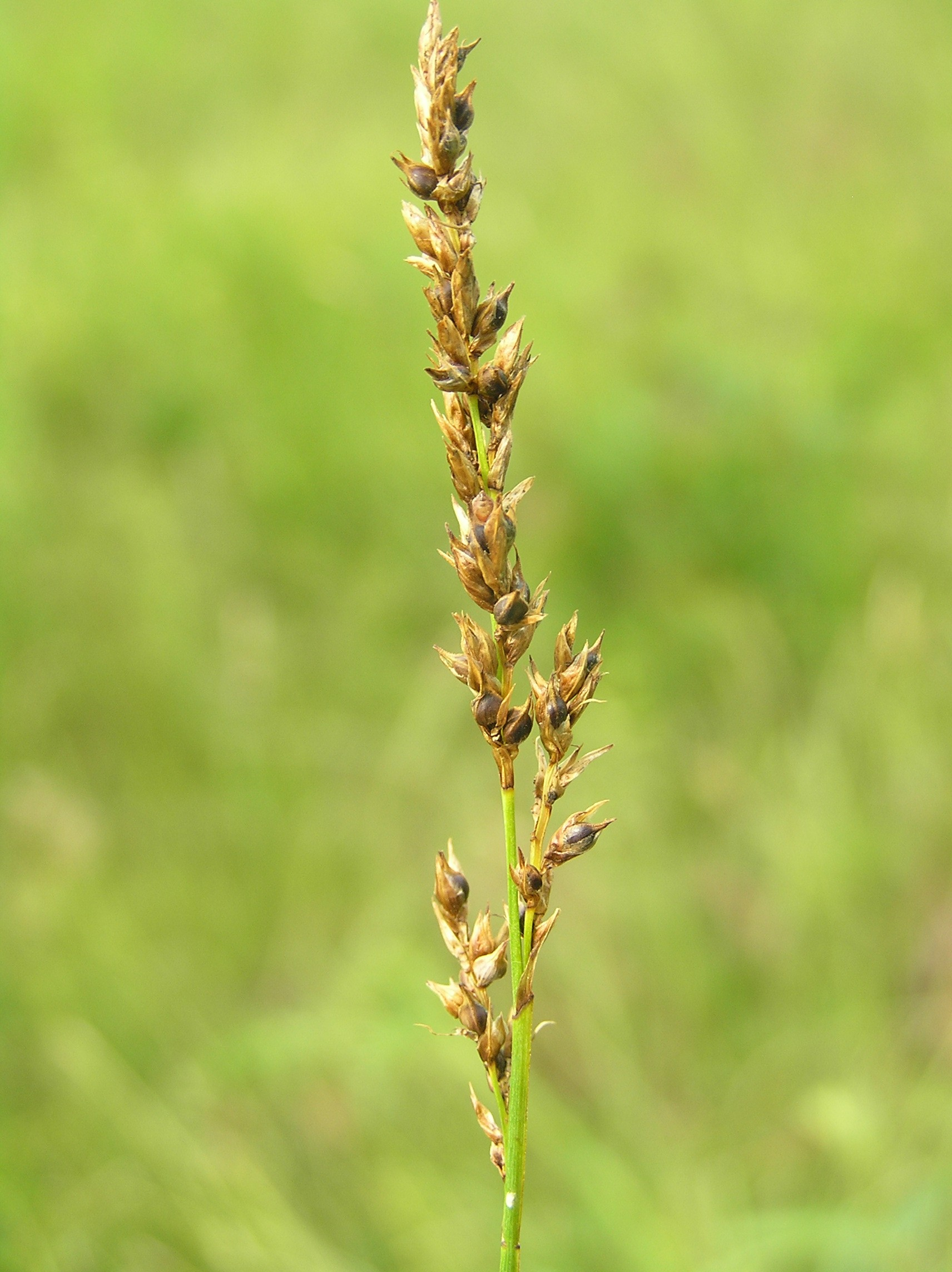
Carex appropinquata

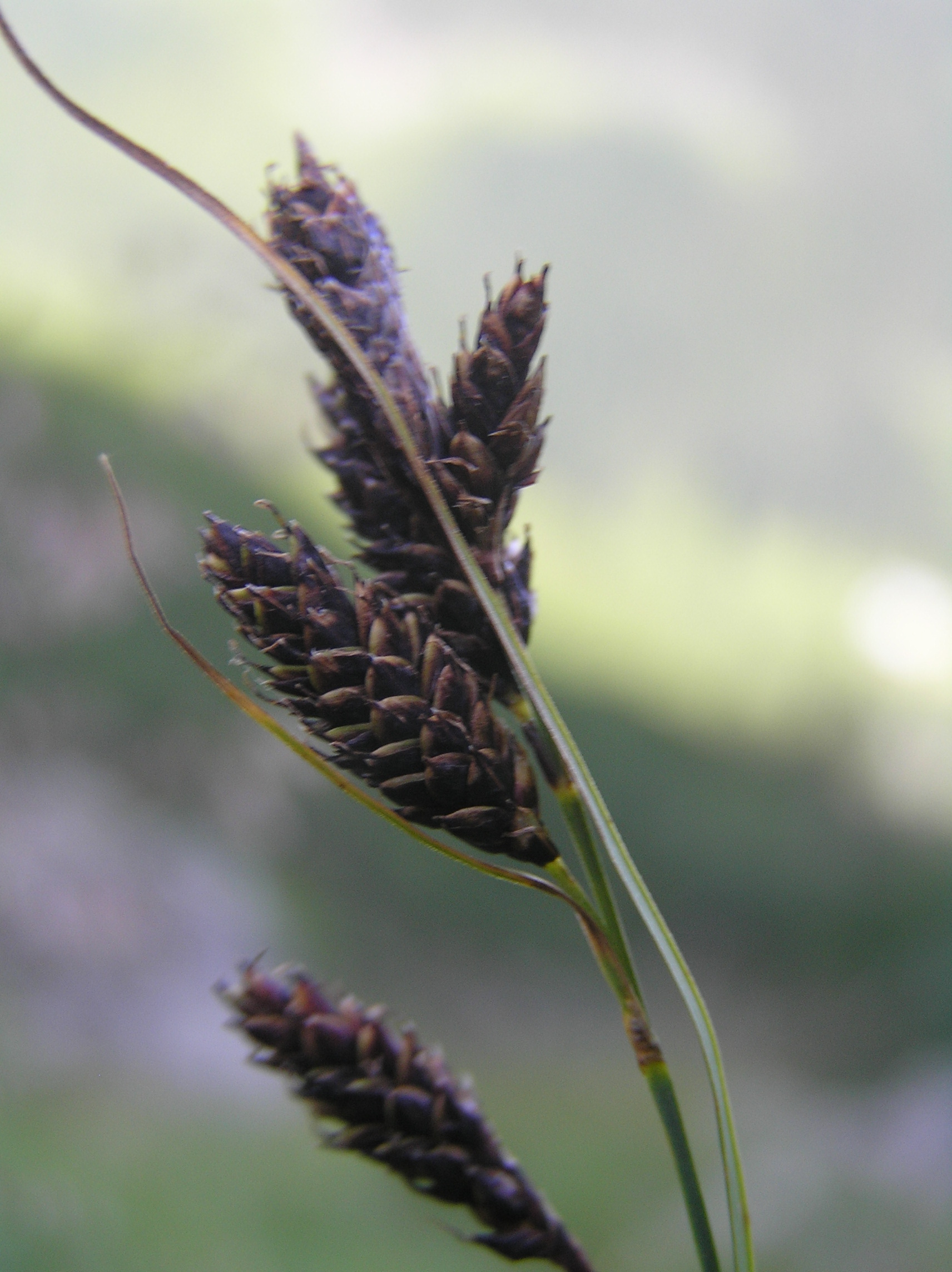
Carex aterrima

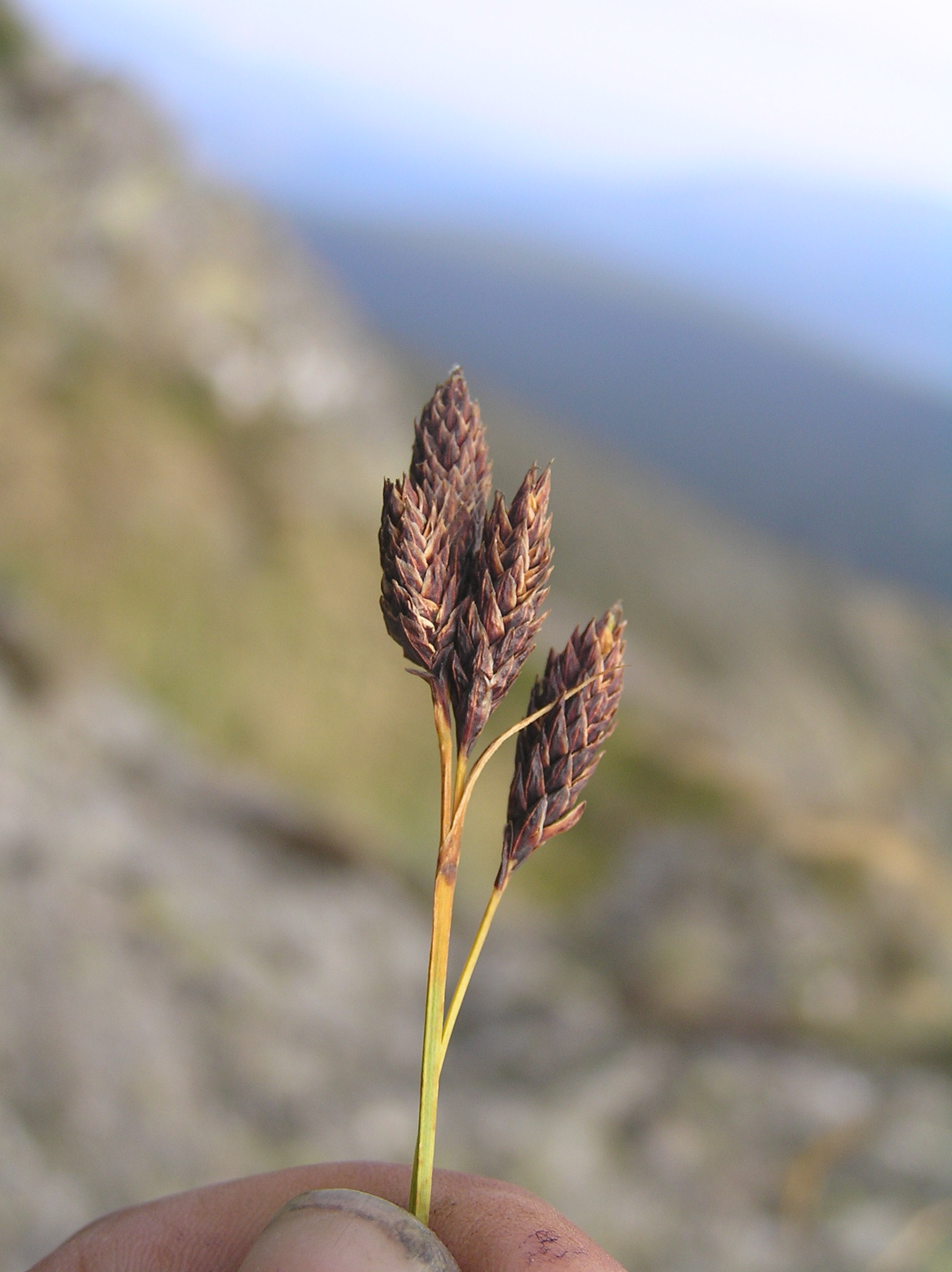
Carex atrata

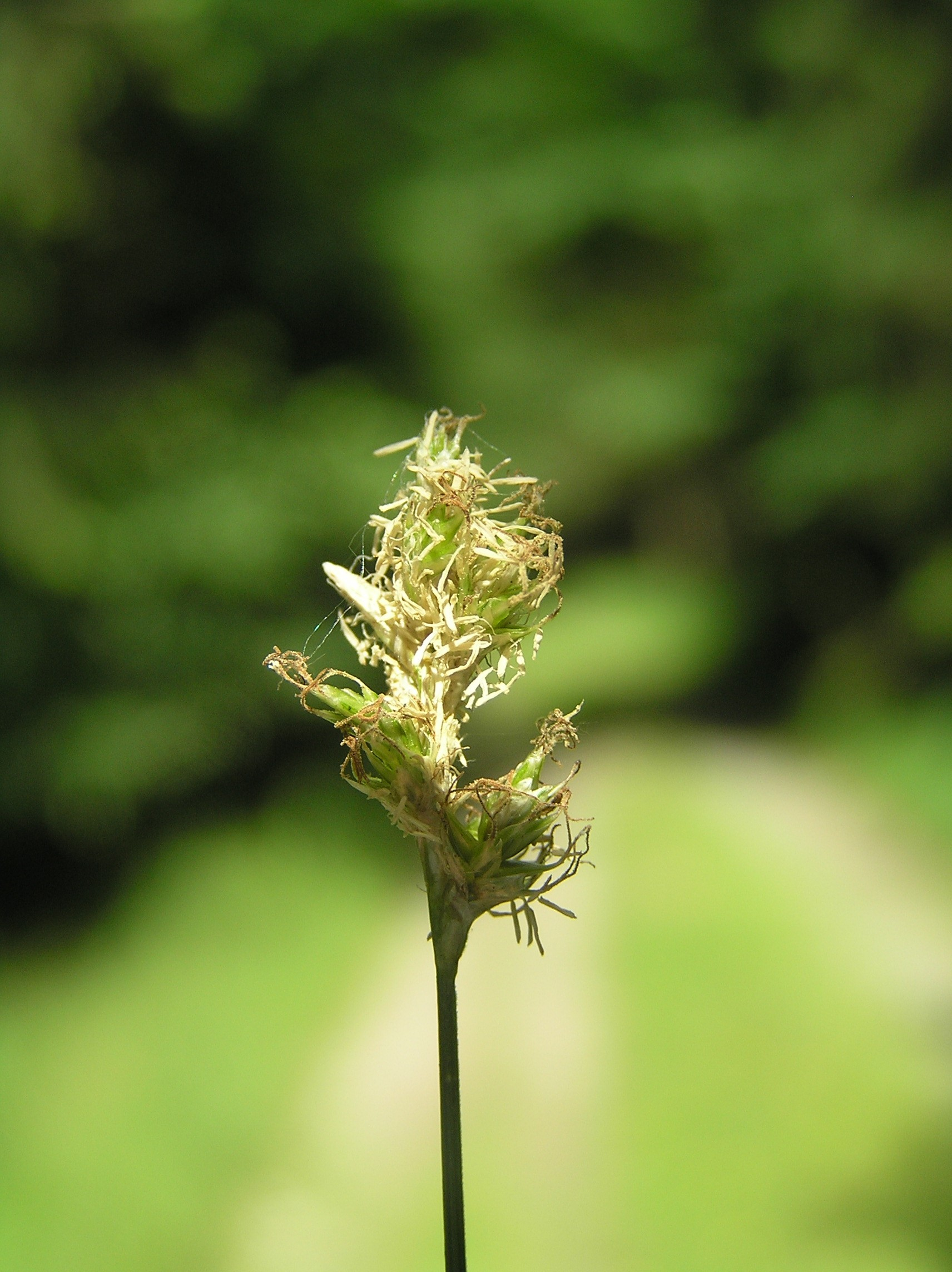
Carex brizoides

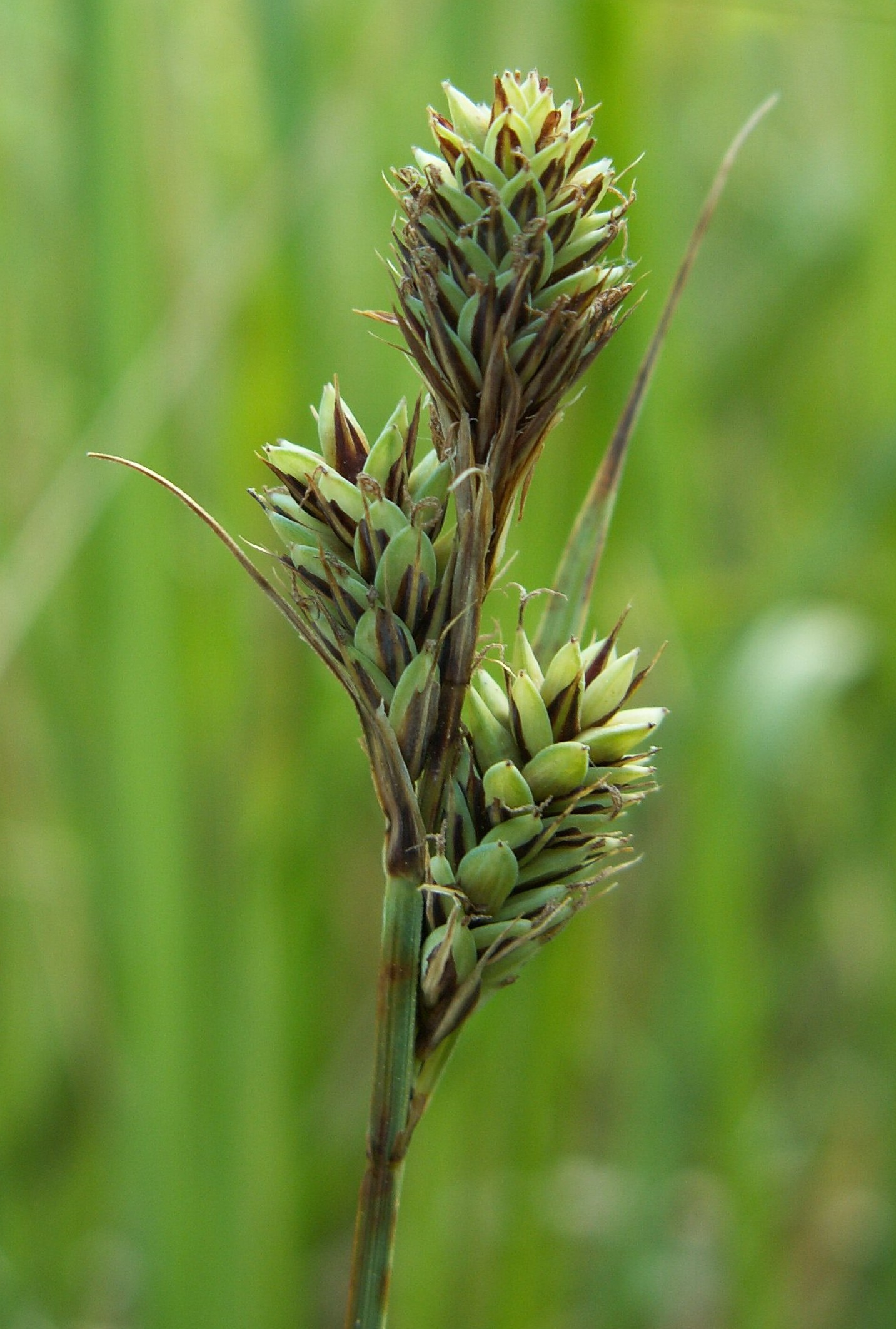
Carex buxbaumii

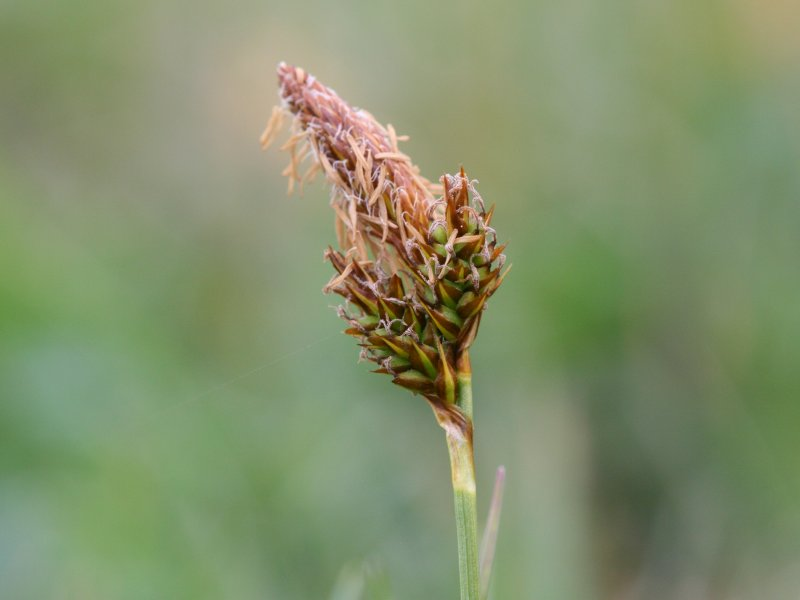
Carex caryophyllea

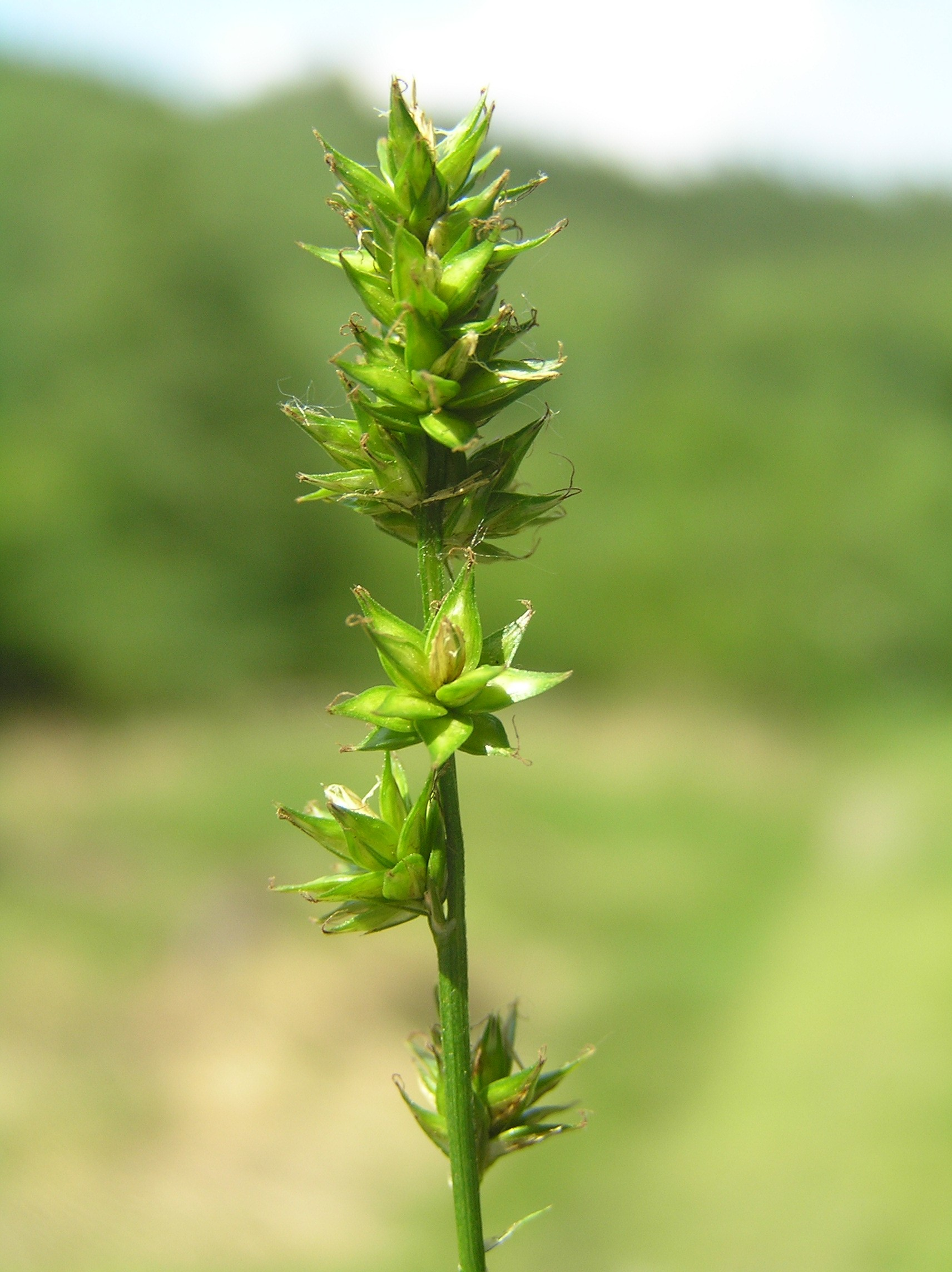
Carex chabertii

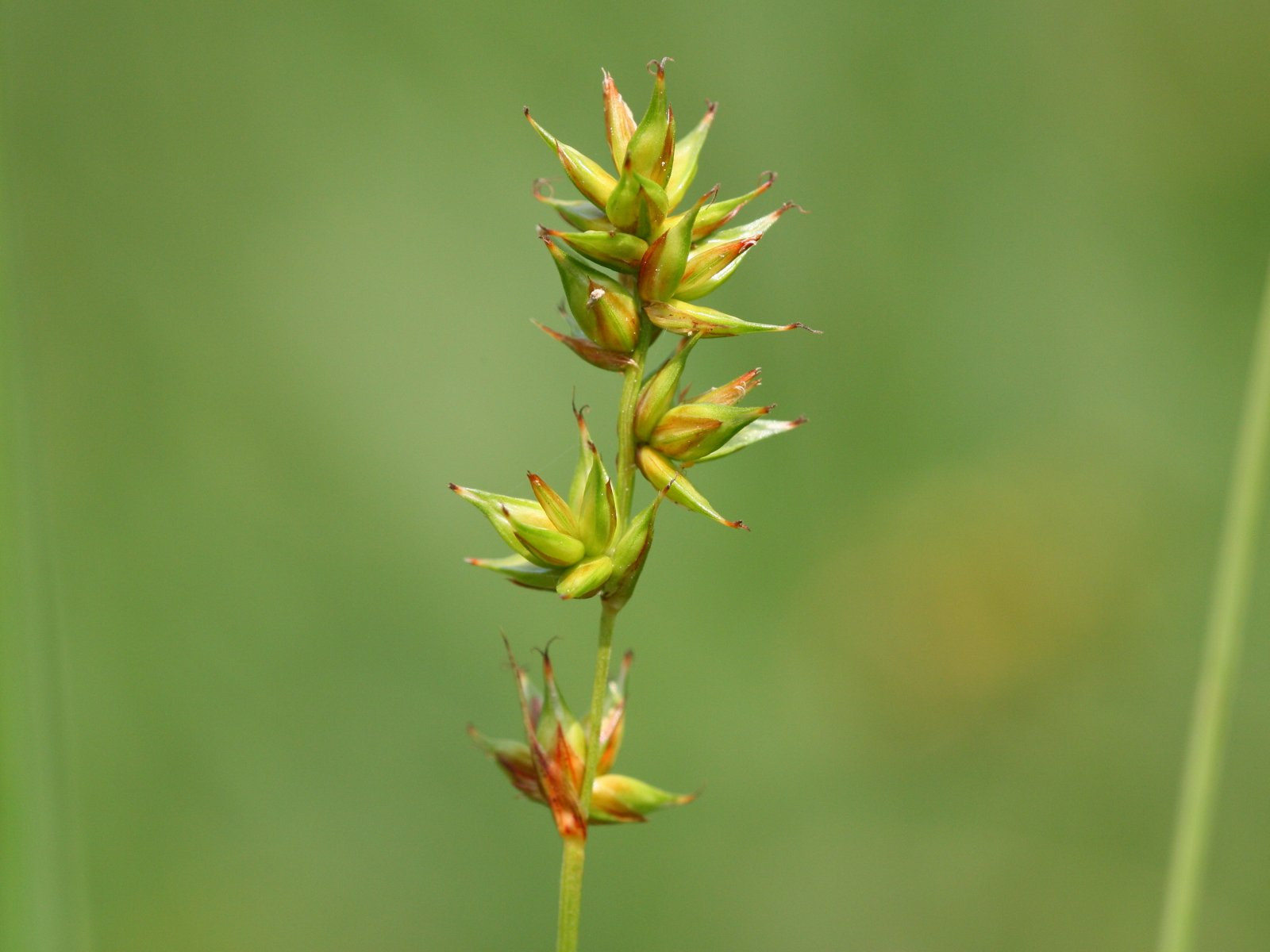
Carex contigua

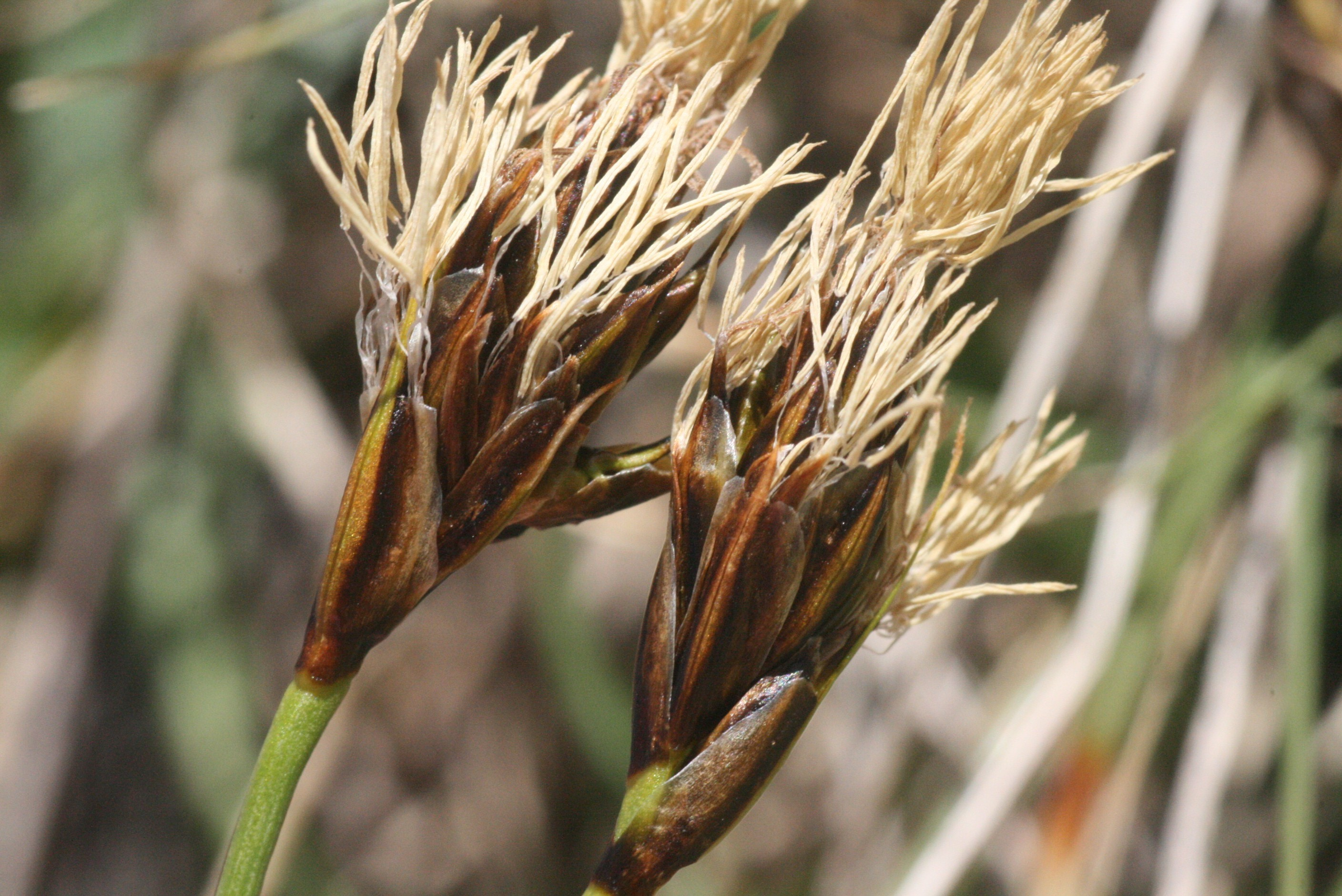
Carex curvula

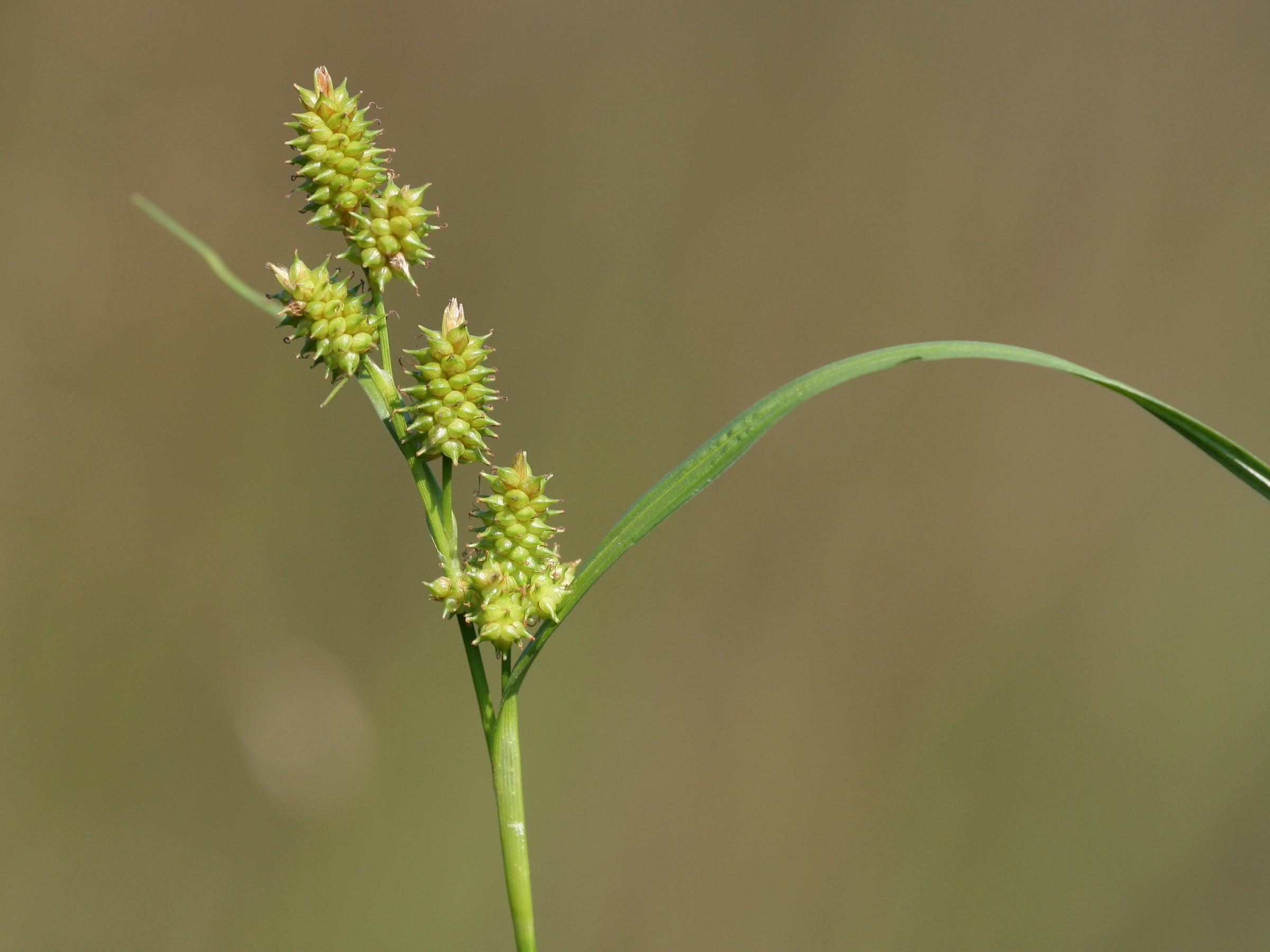
Carex demissa

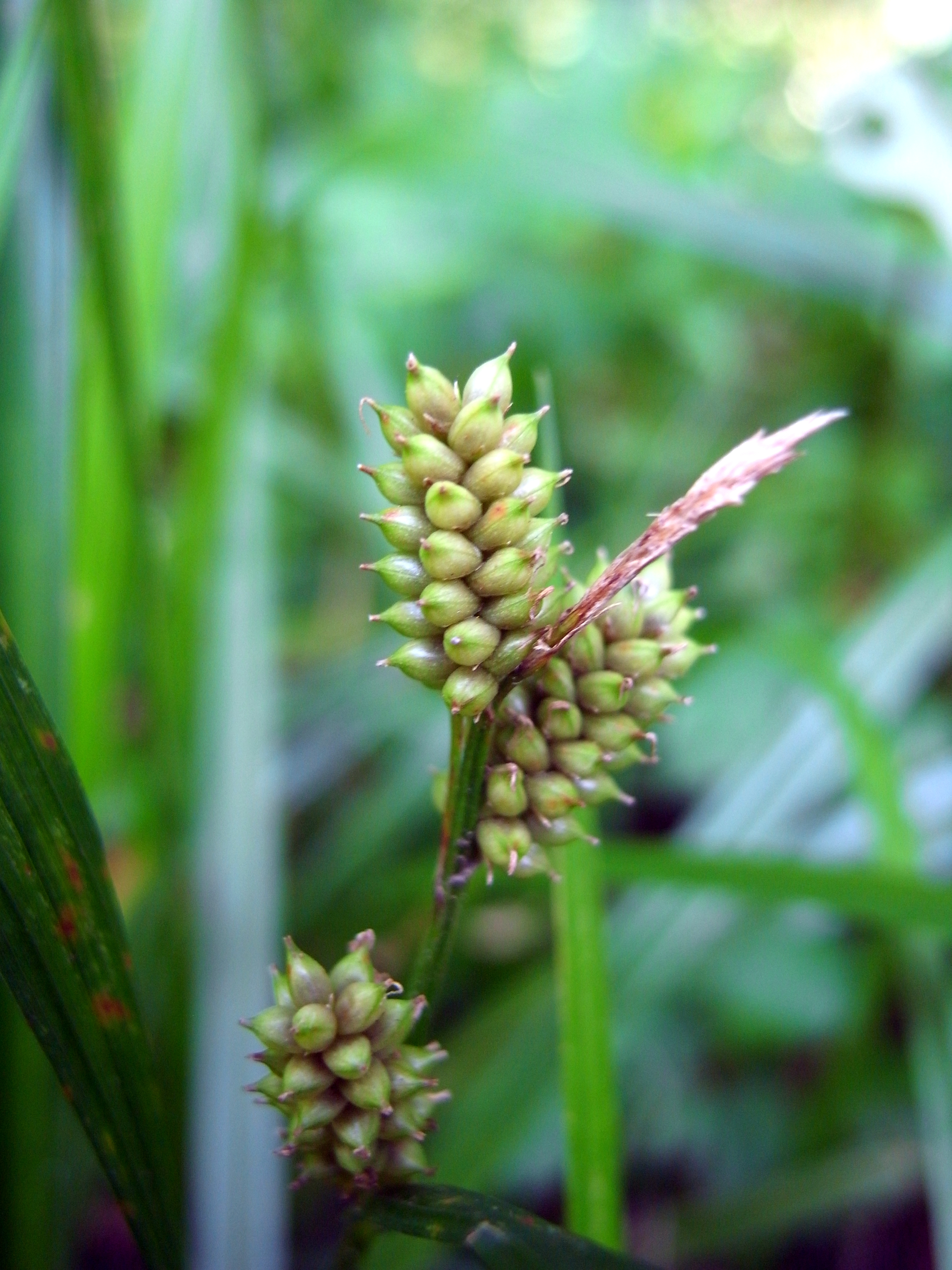
Carex dickinsii

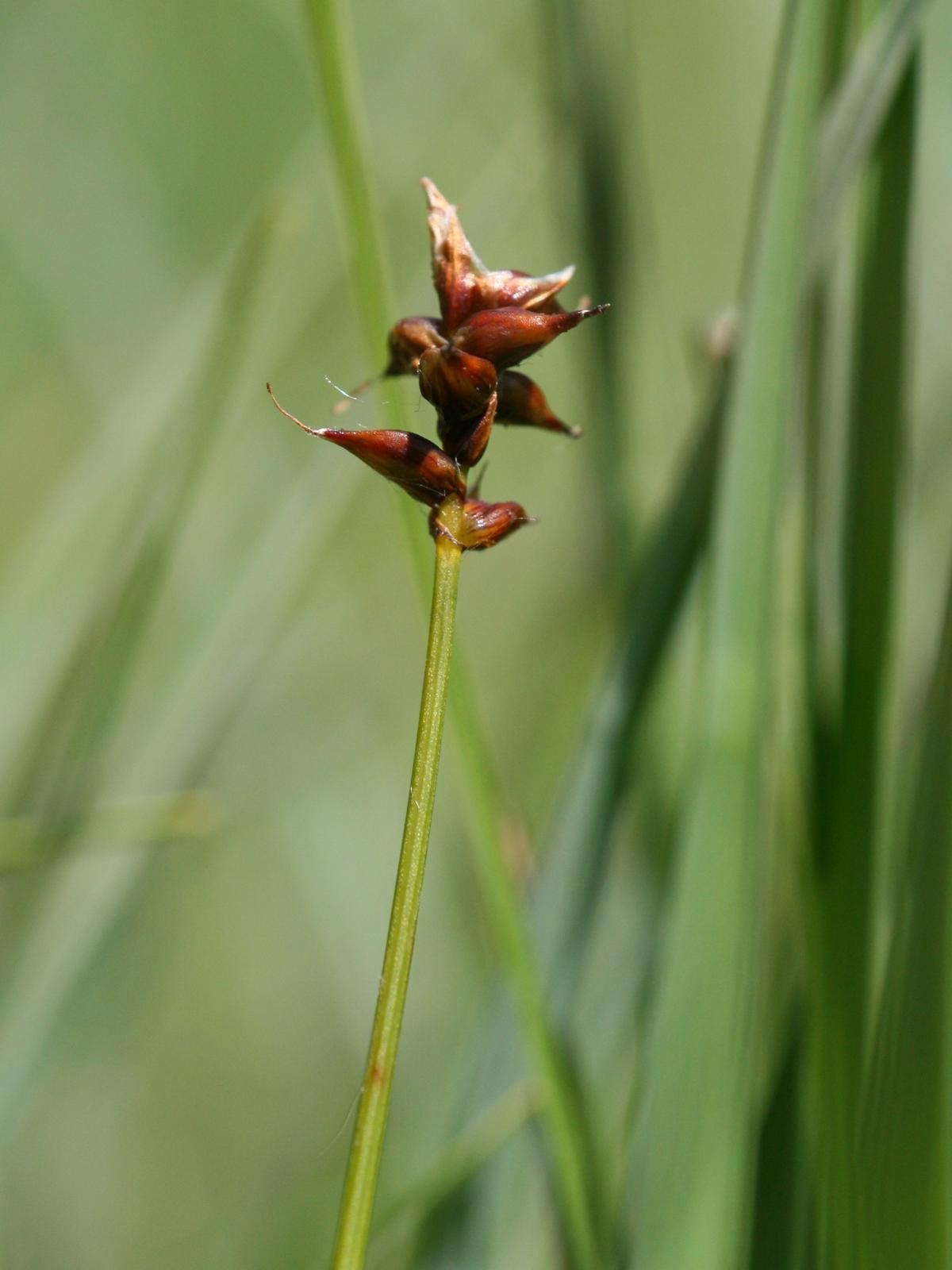
Carex dioica

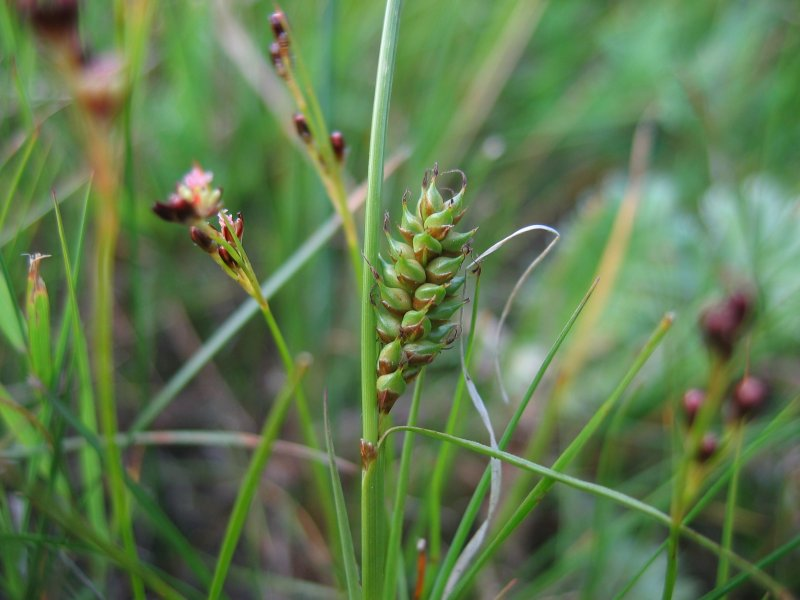
Carex distans

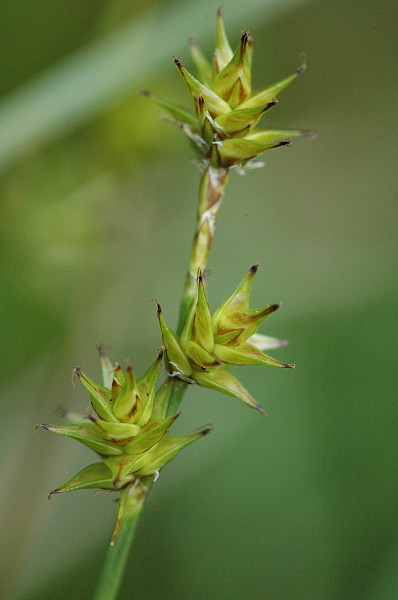
Carex.echinata

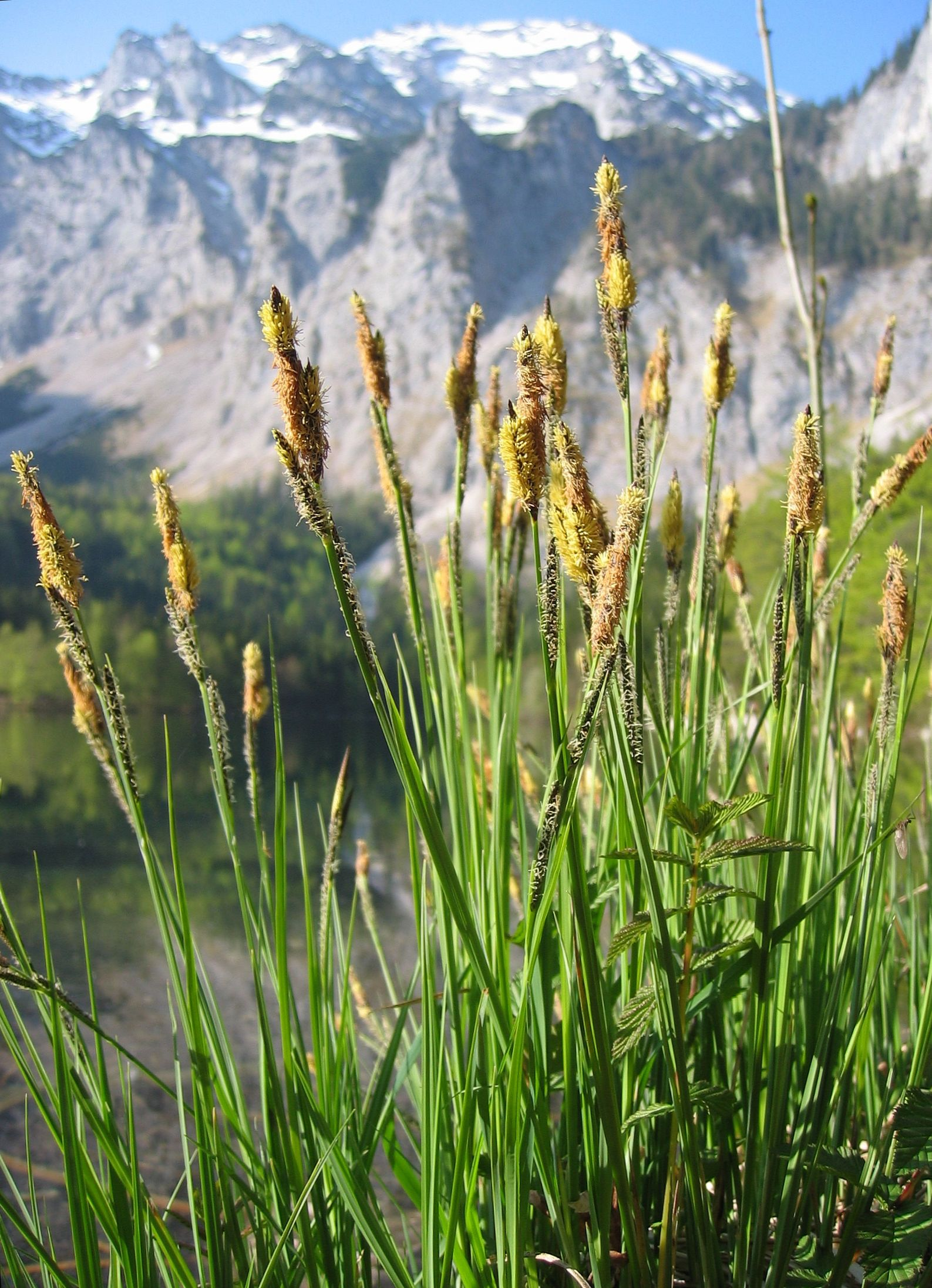
Carex elata

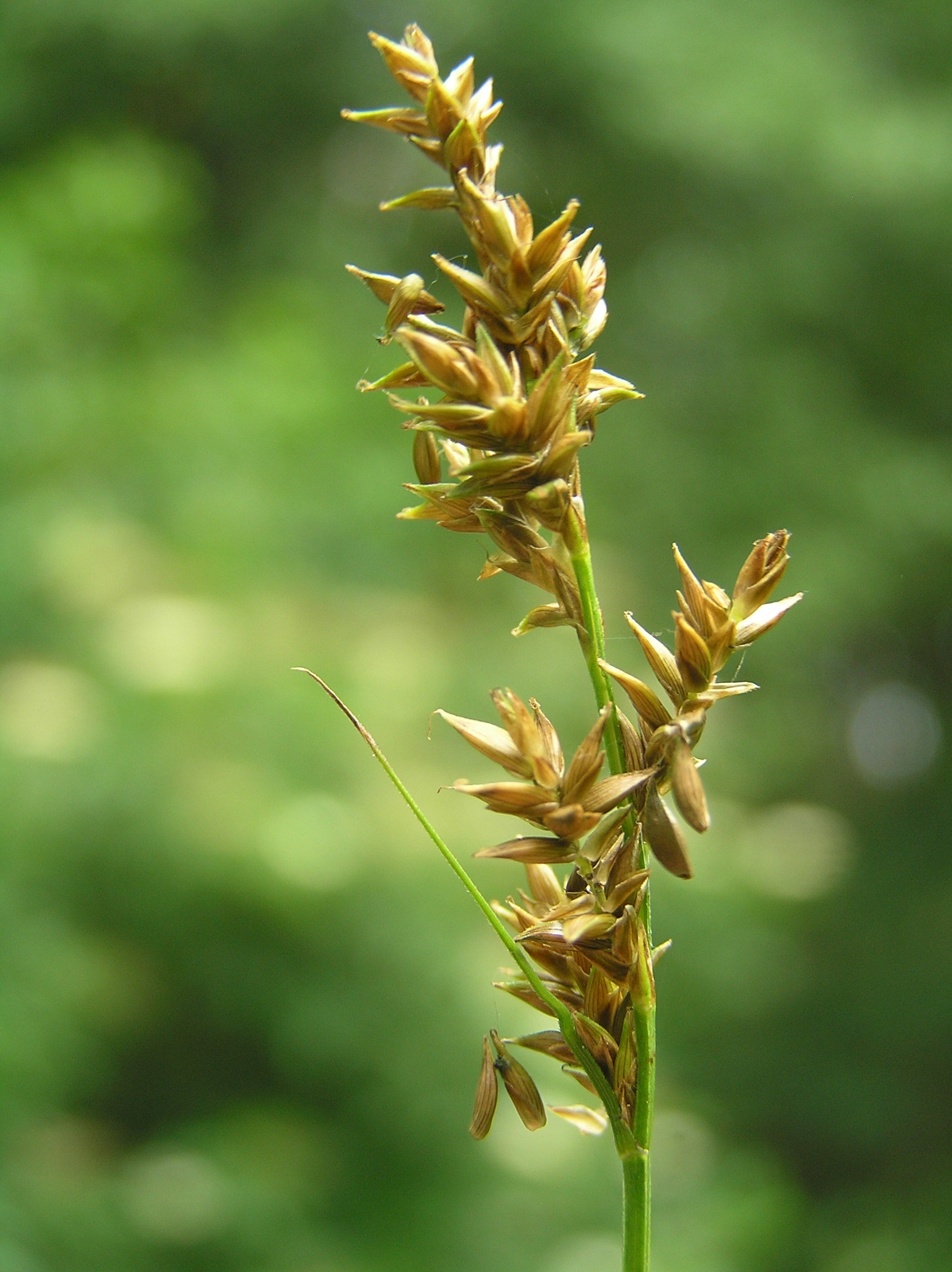
Carex elongata

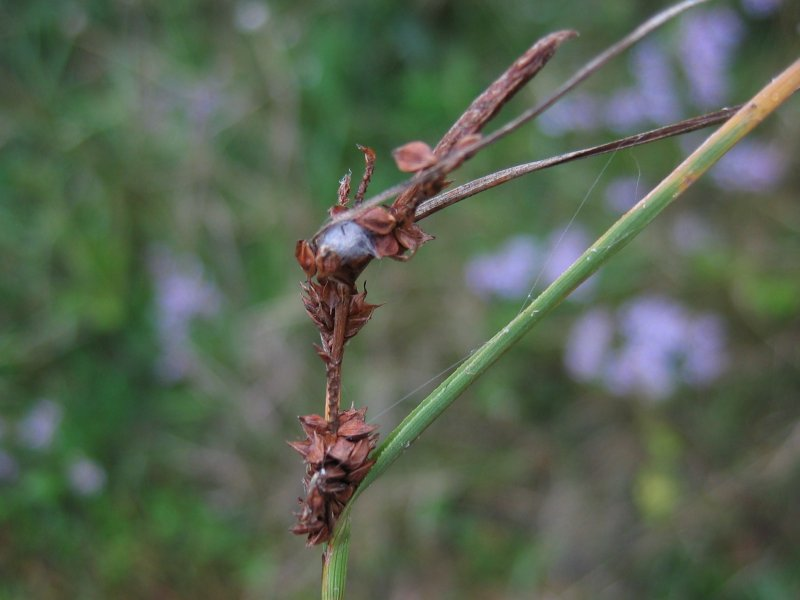
Carex extensa

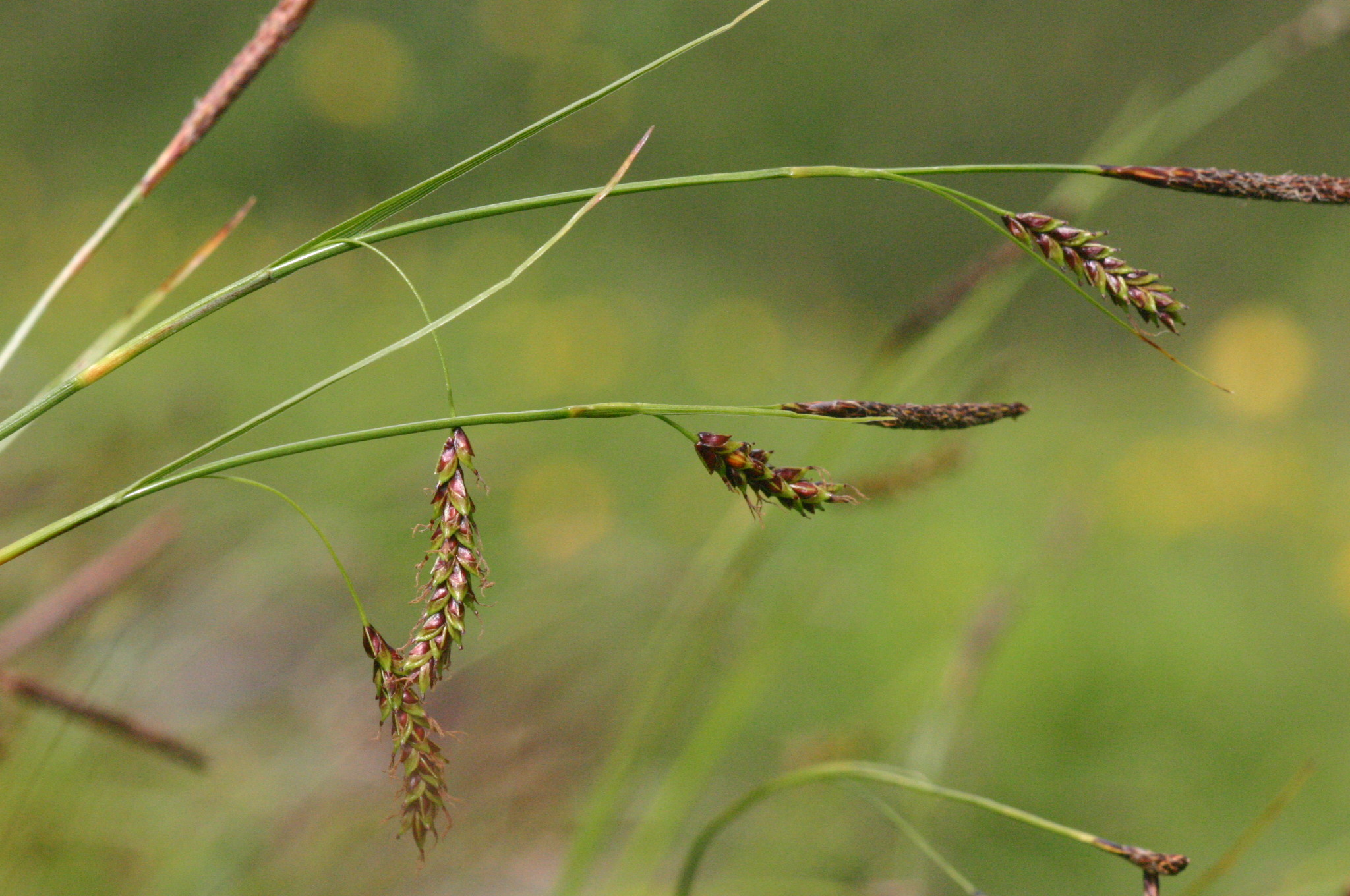
Carex ferruginea

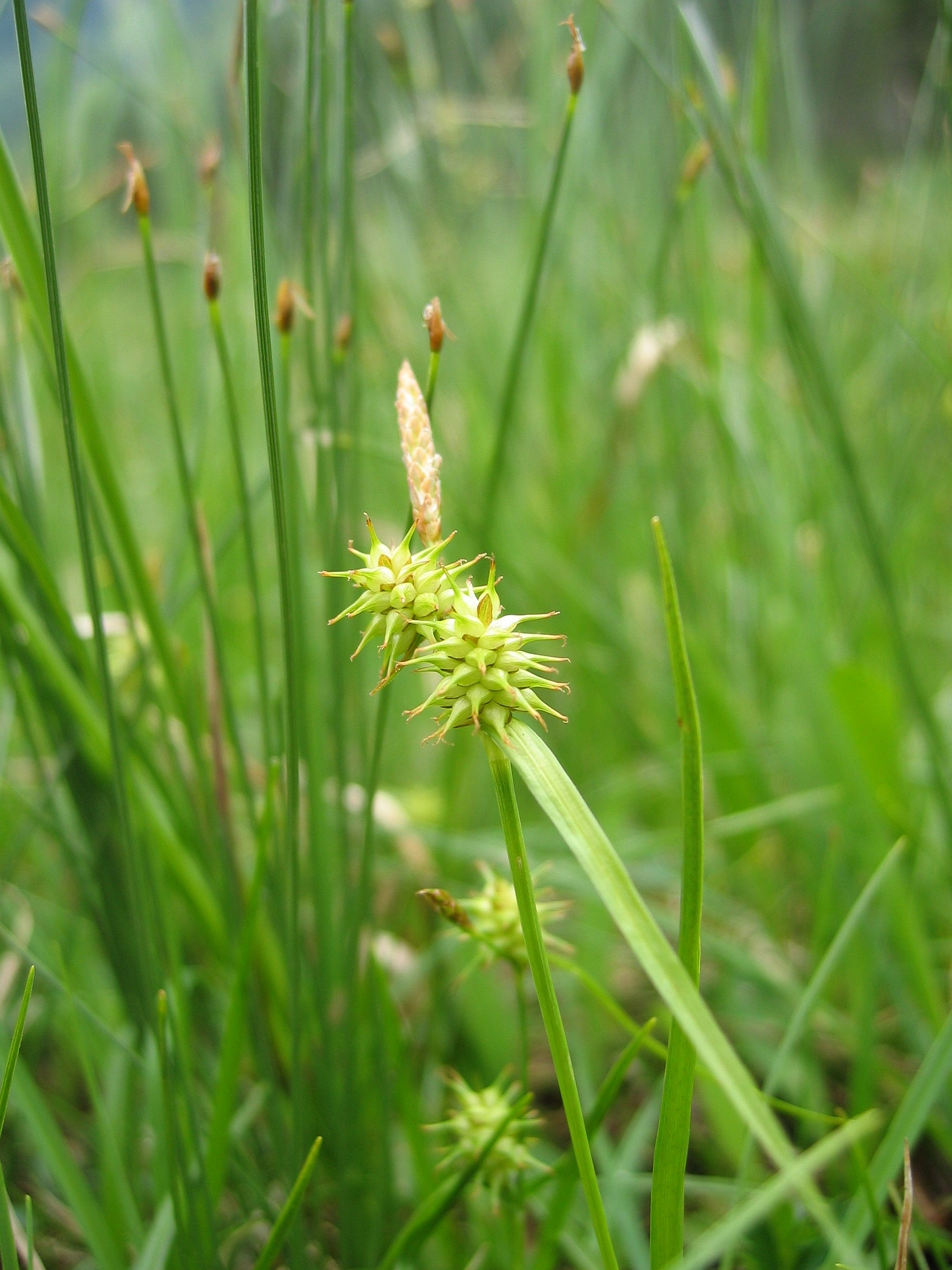
Carex flava

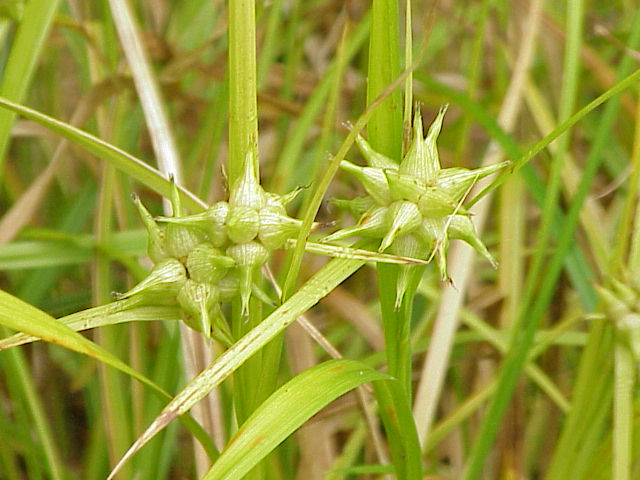
Carex grayi

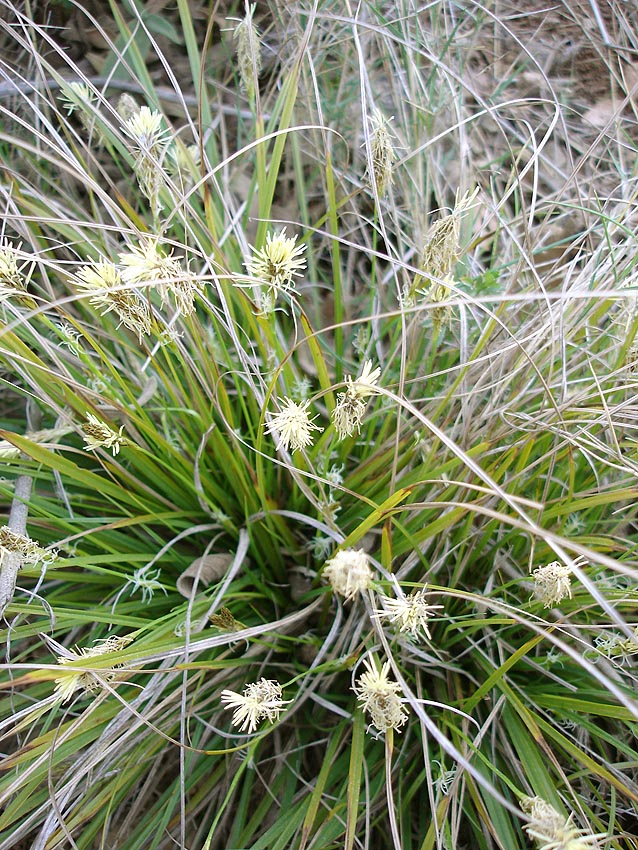
Carex halleriana

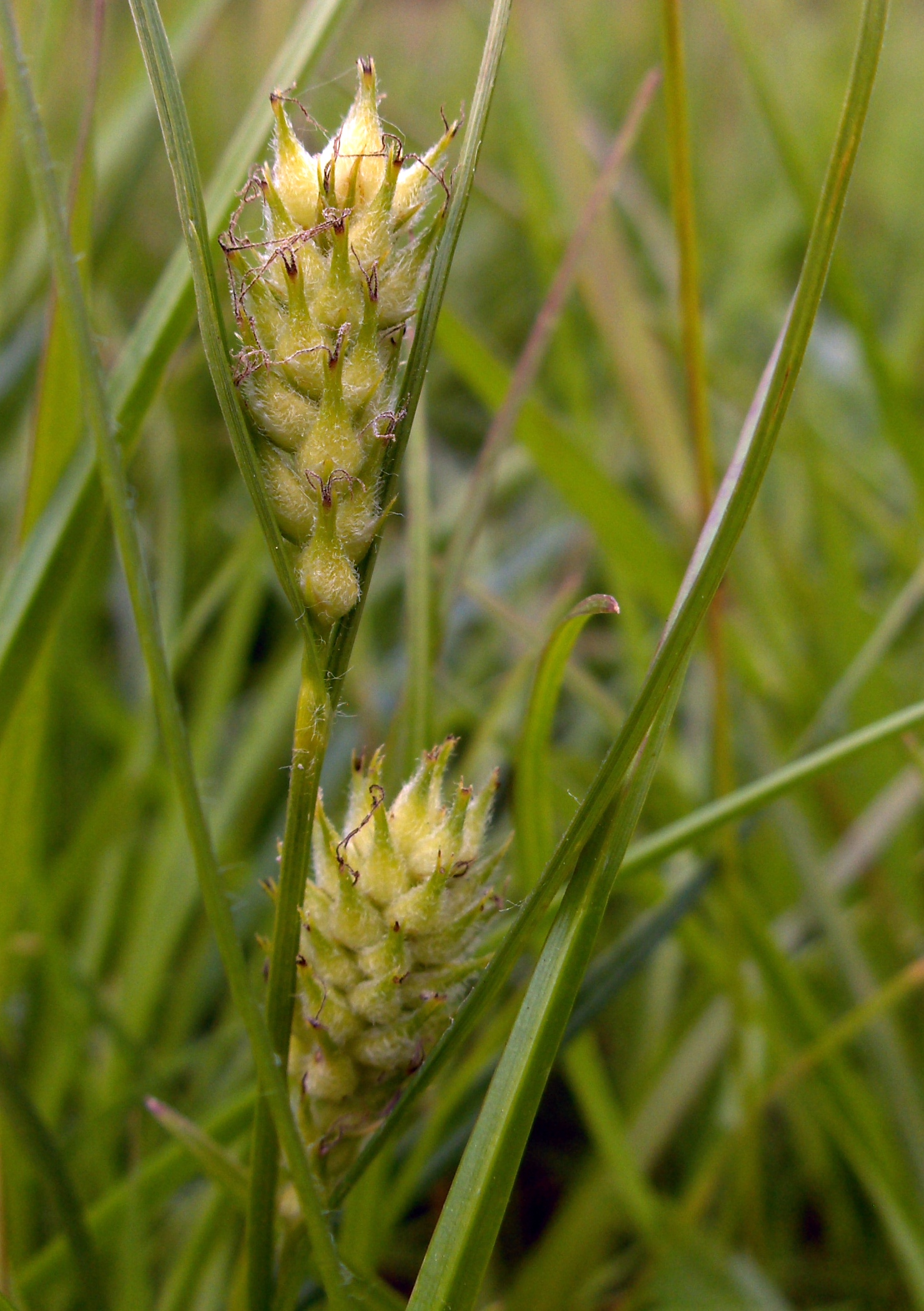
Carex hirta

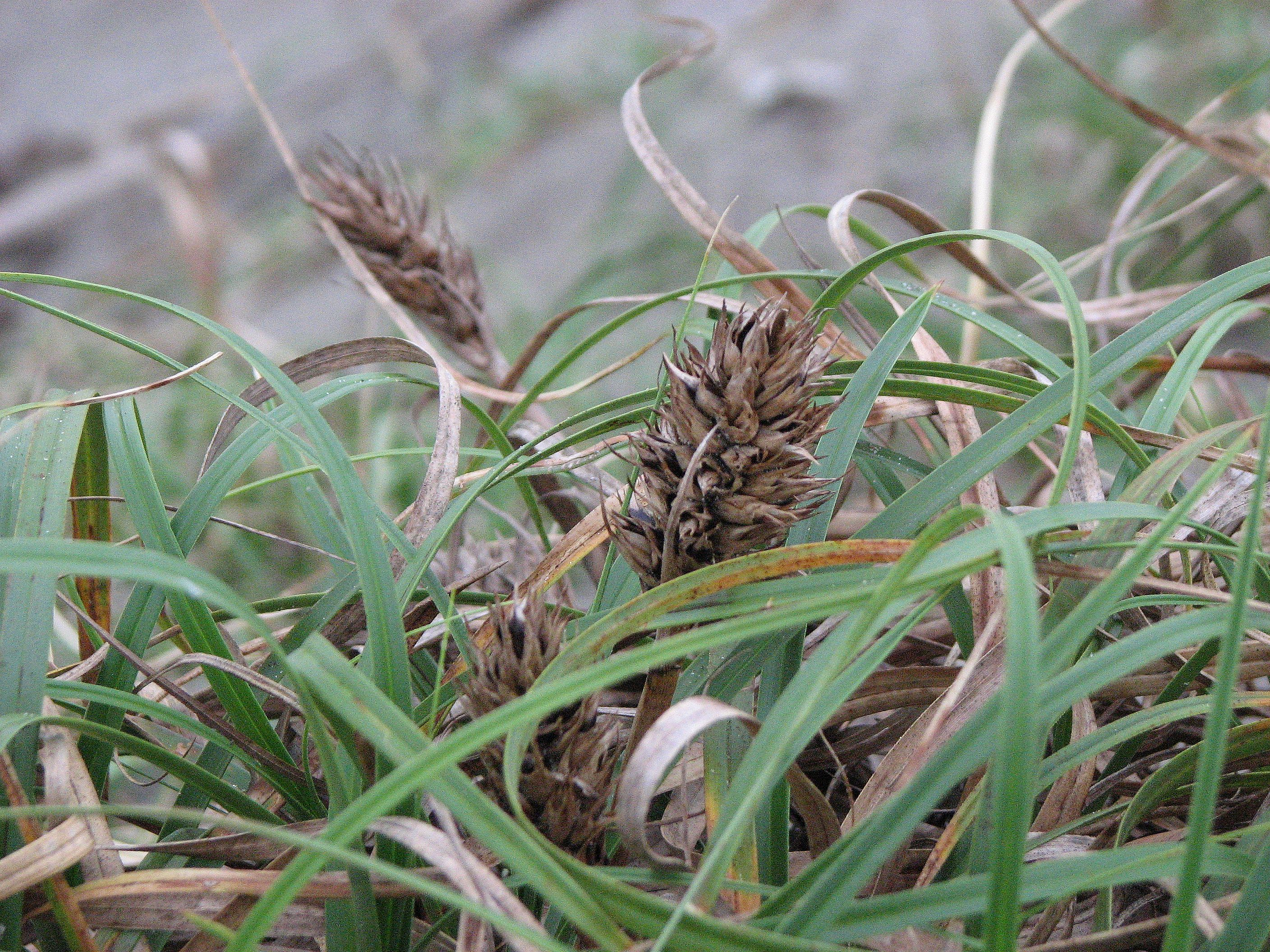
Carex kobomugi

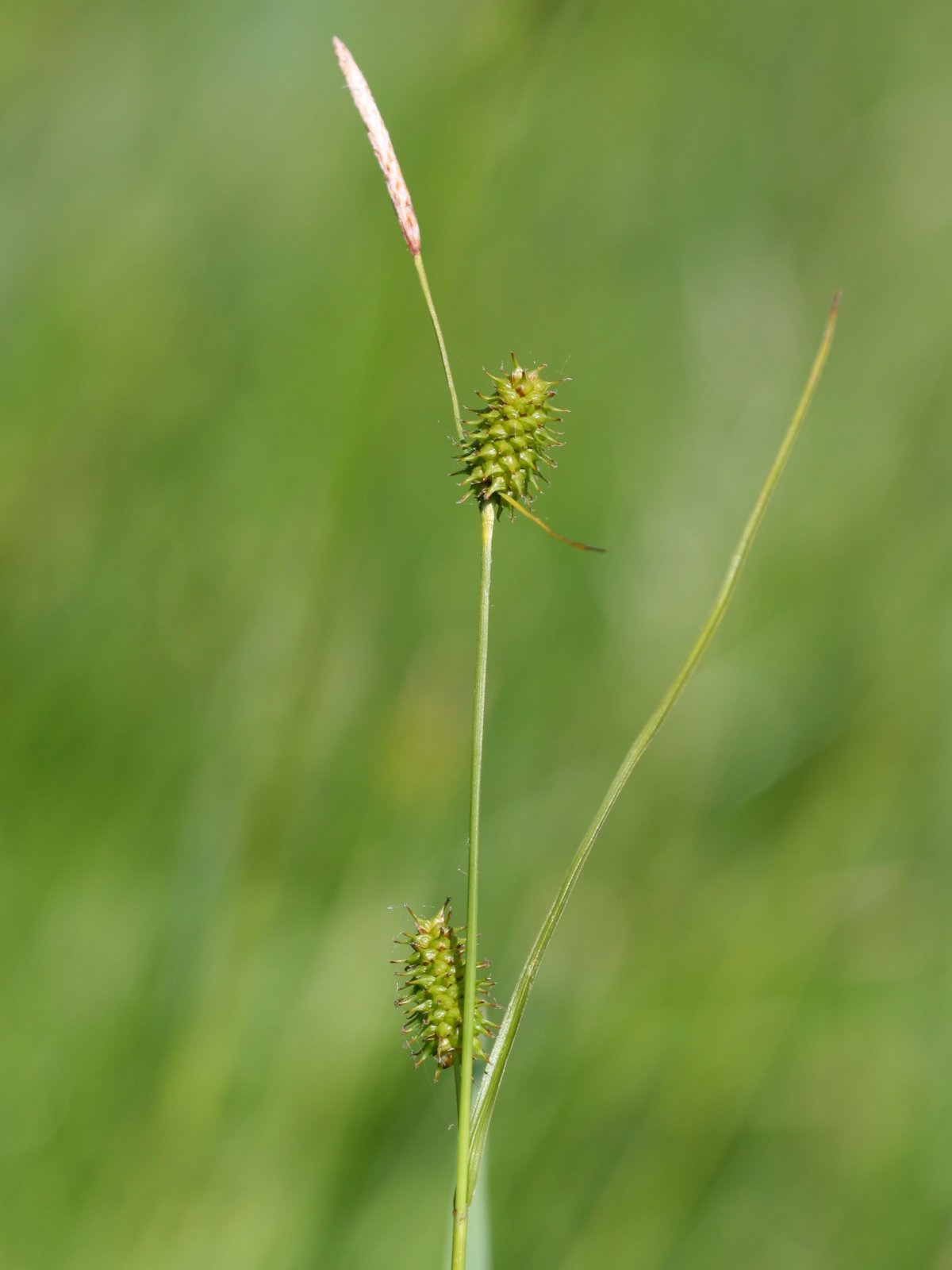
Carex lepidocarpa

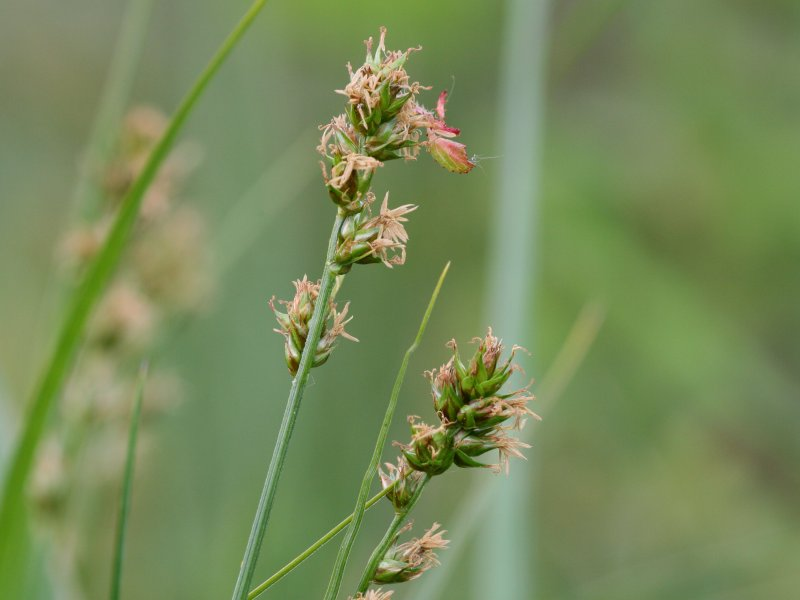
Carex muricata

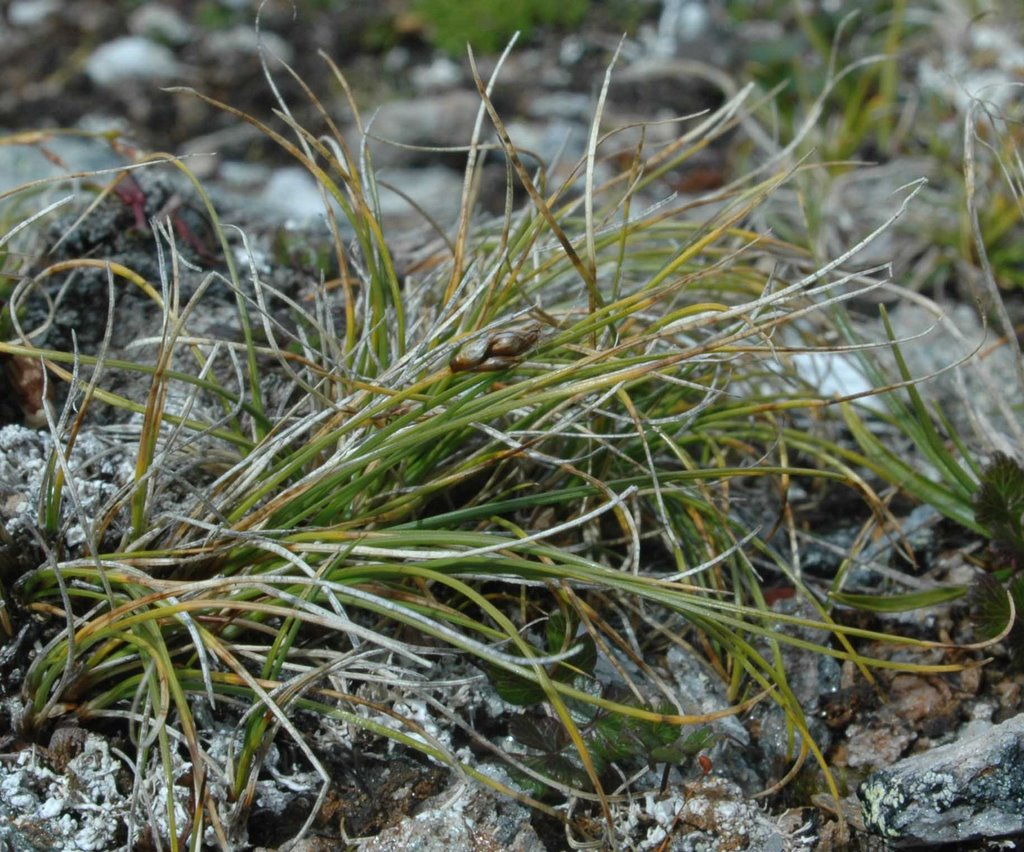
Carex nardina

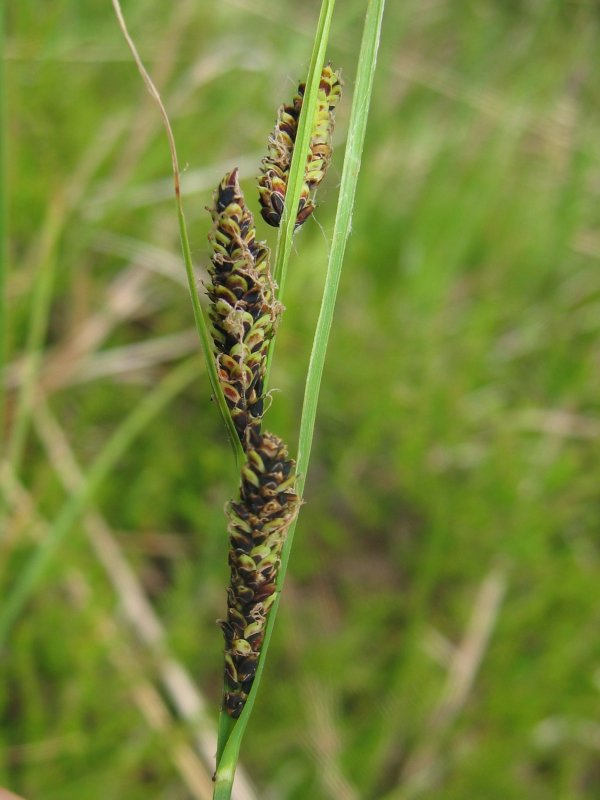
Carex nigra

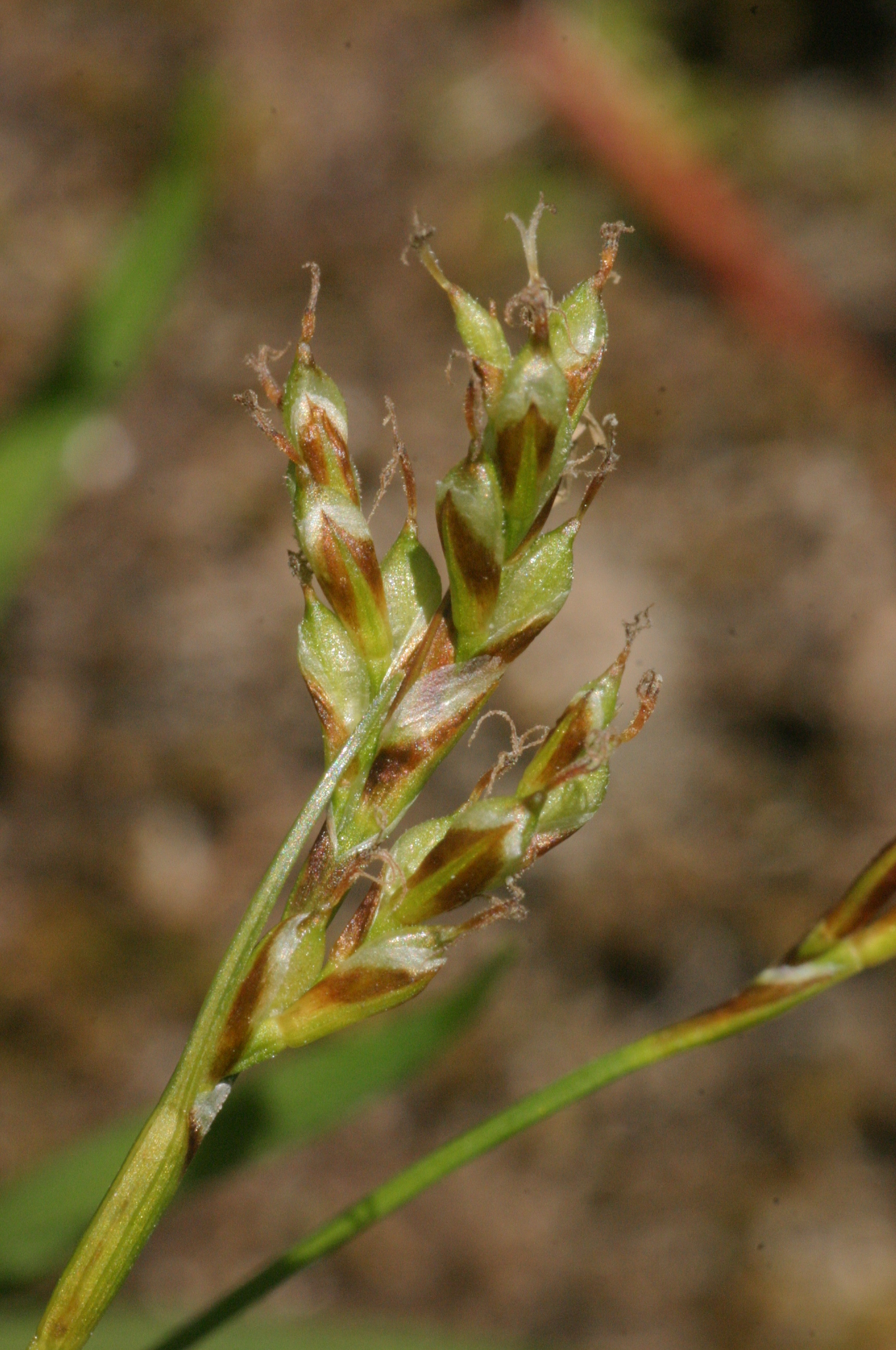
Carex ornithopoda

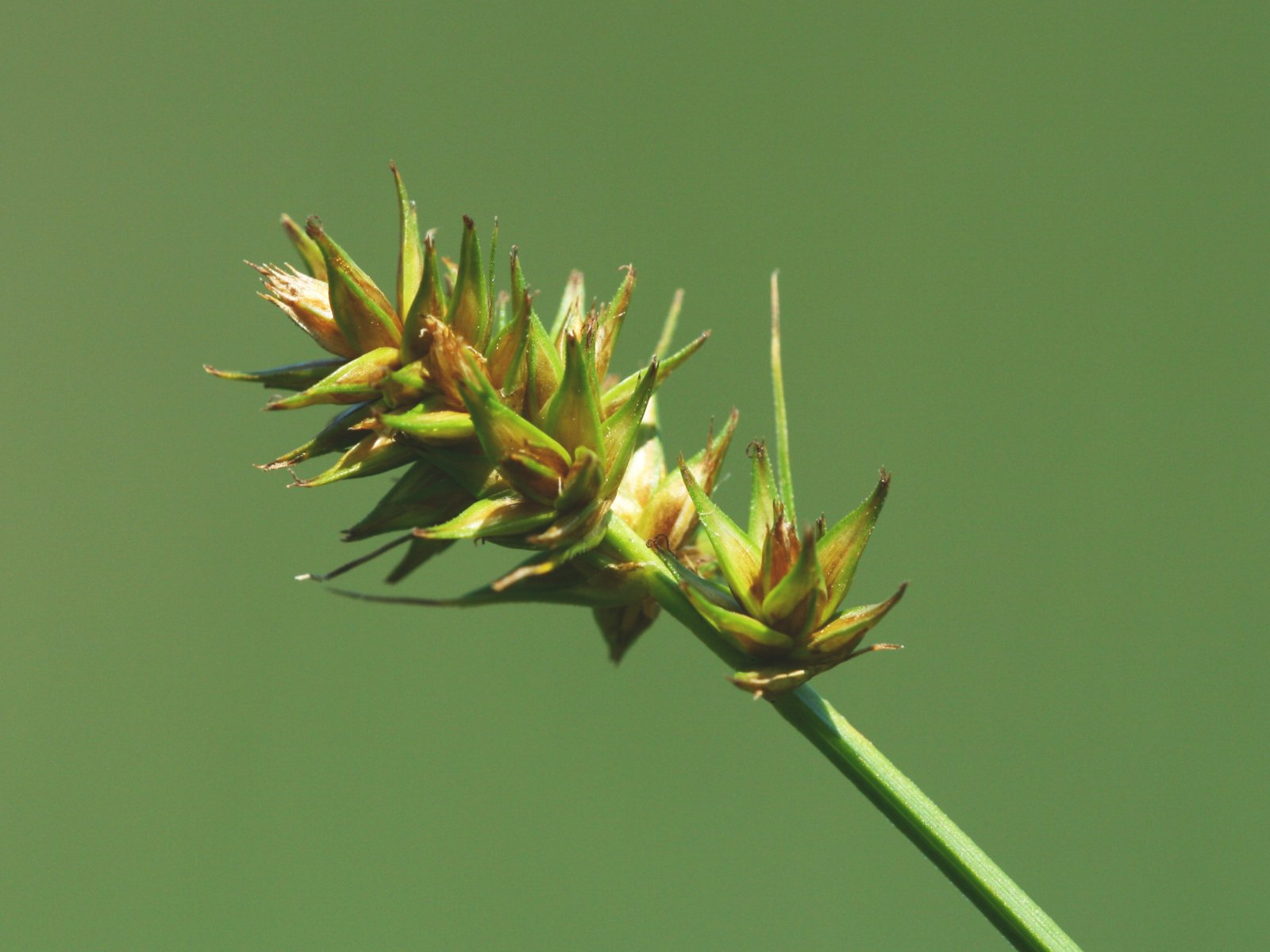
Carex otrubae

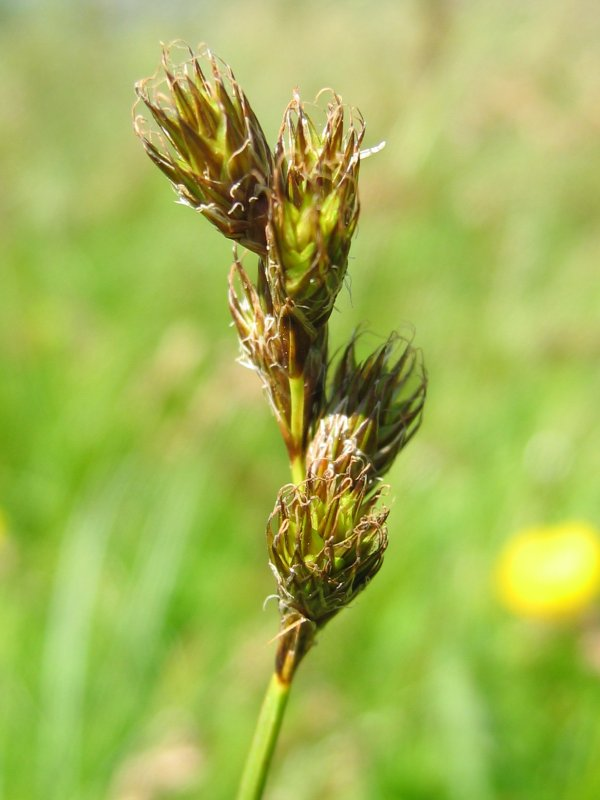
Carex ovalis

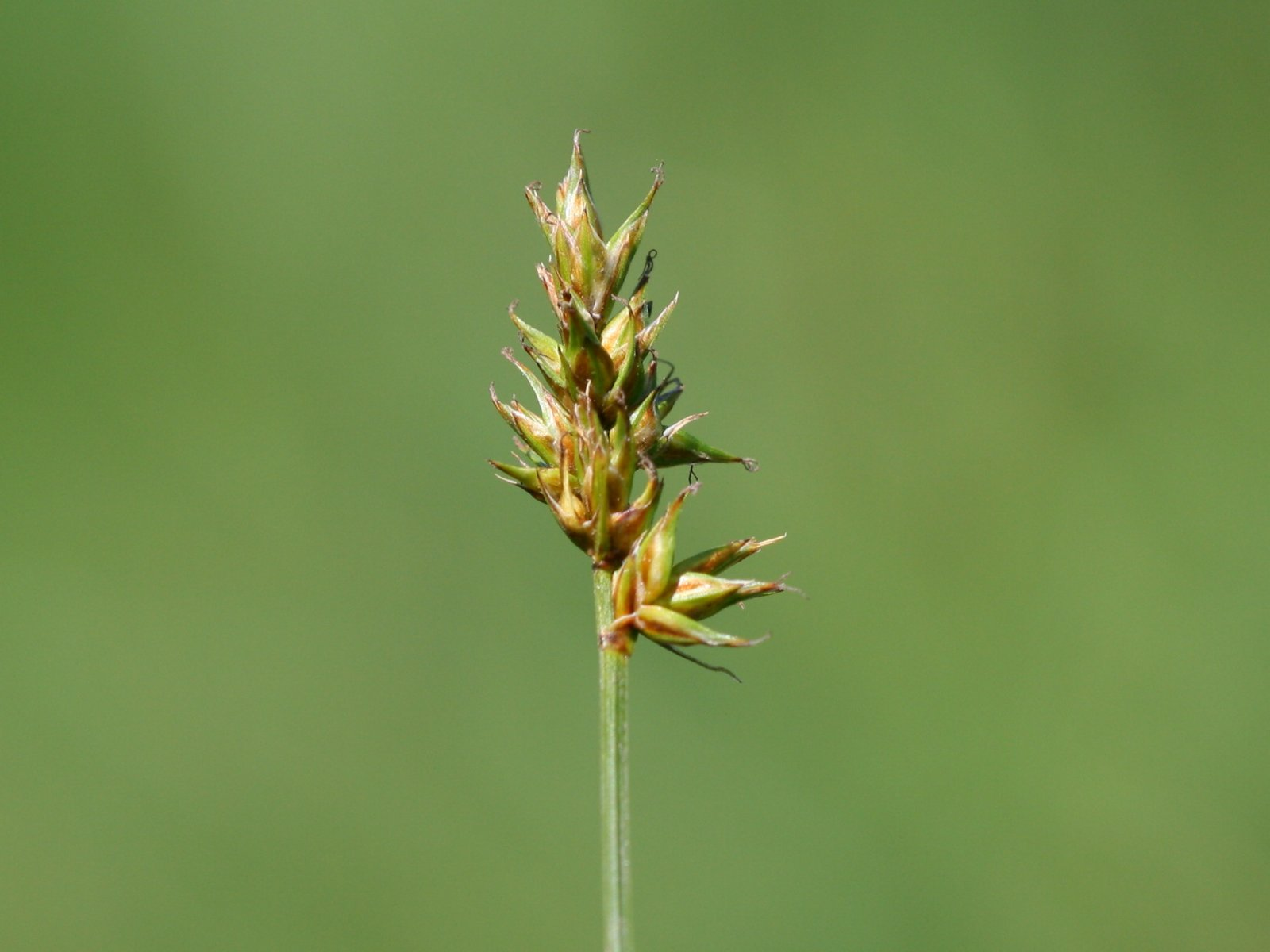
Carex pairae

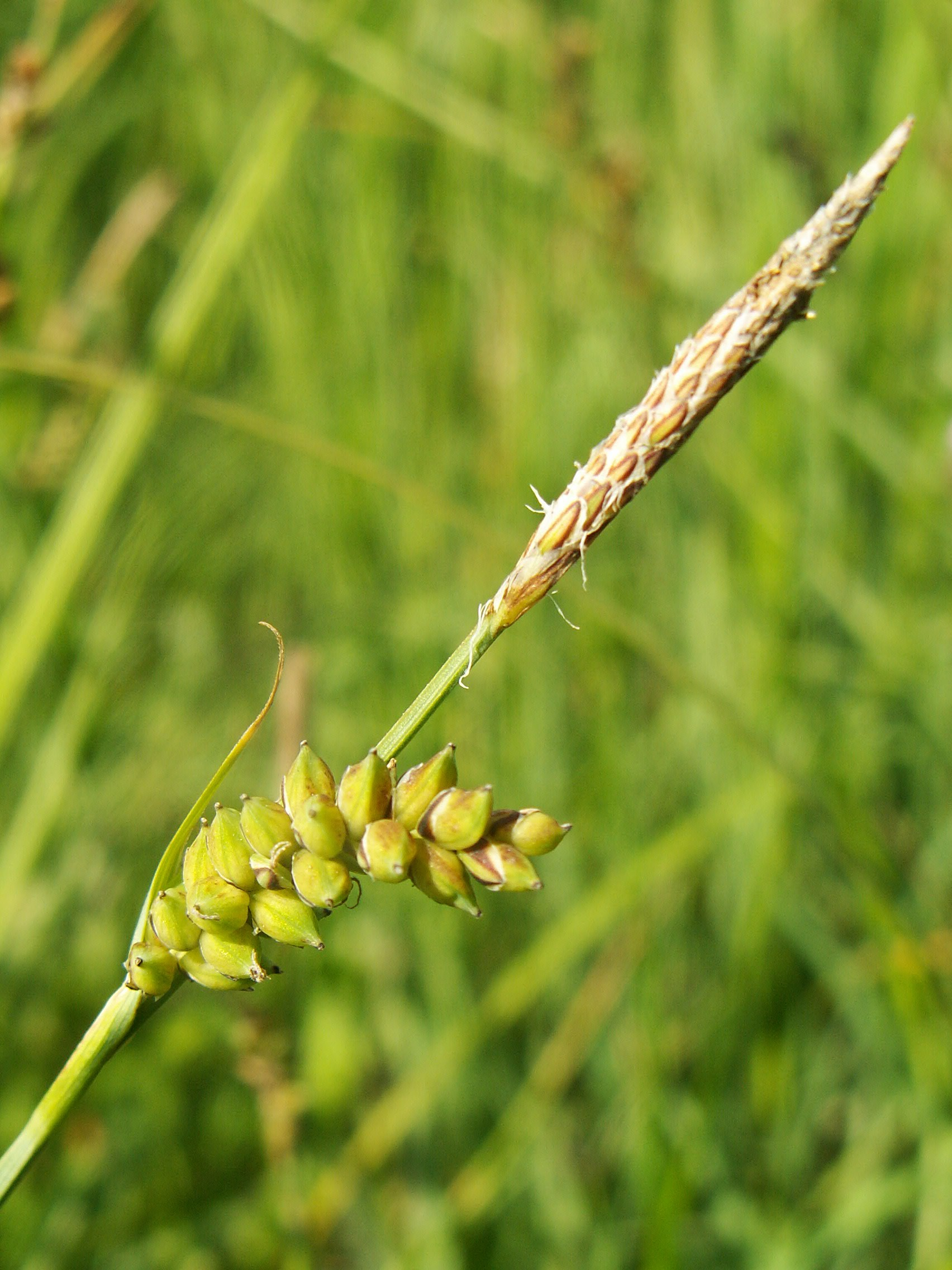
Carex panicea

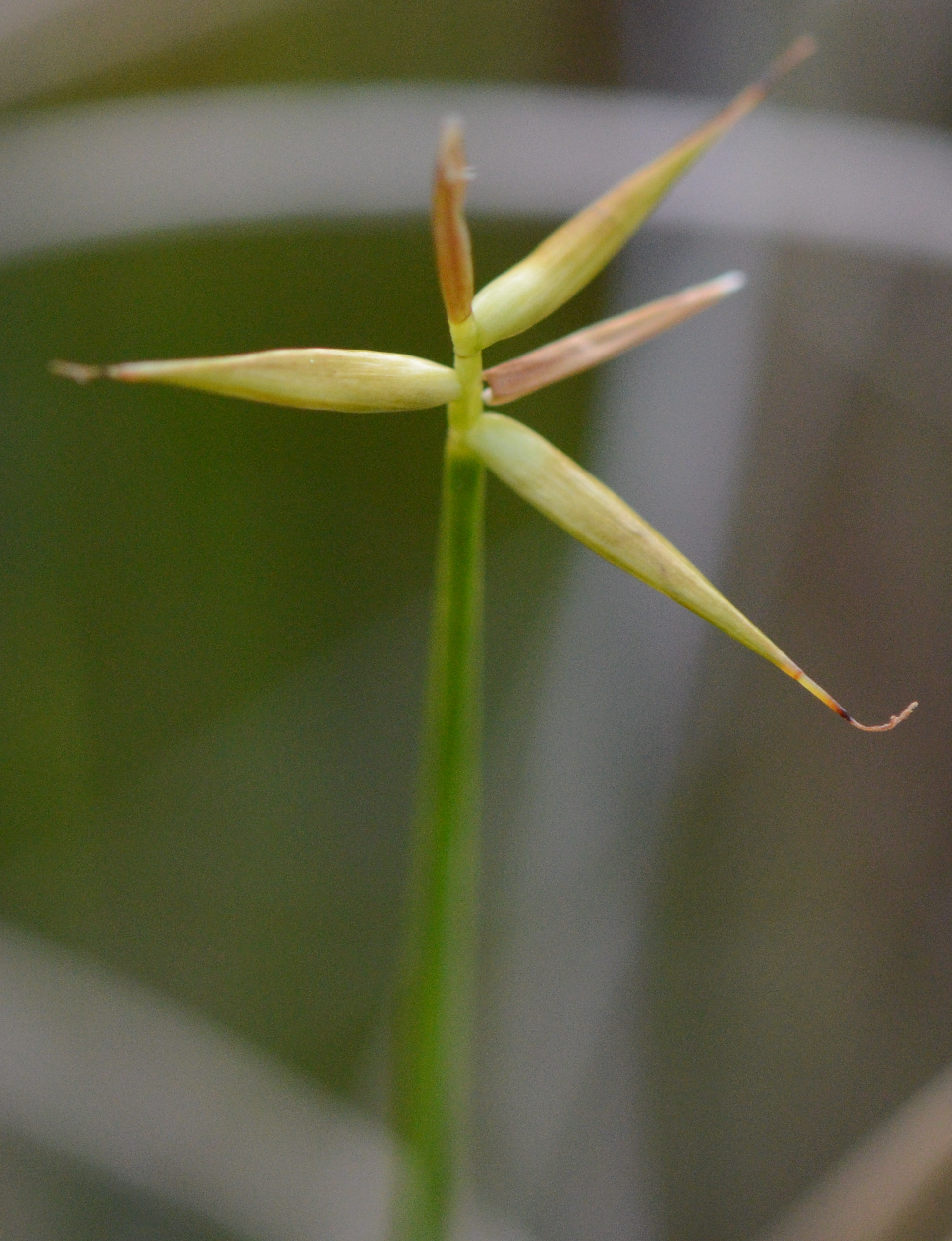
Carex pauciflora

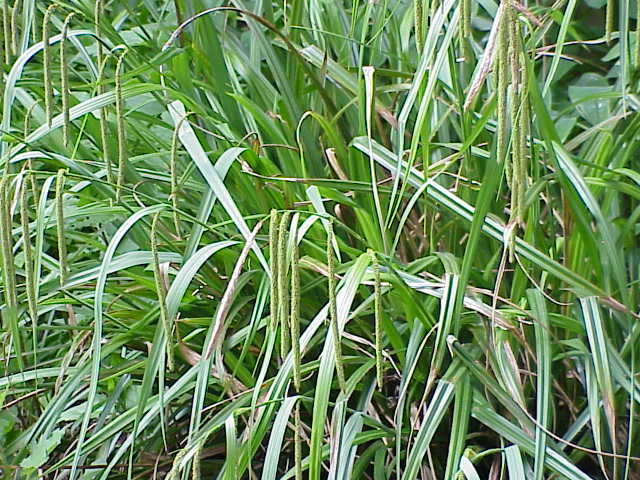
Carex pendula

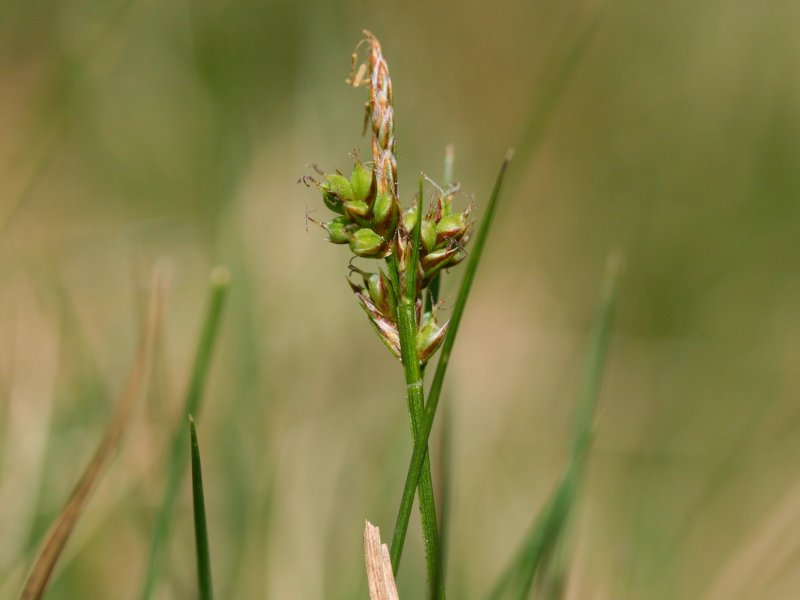
Carex pilulifera

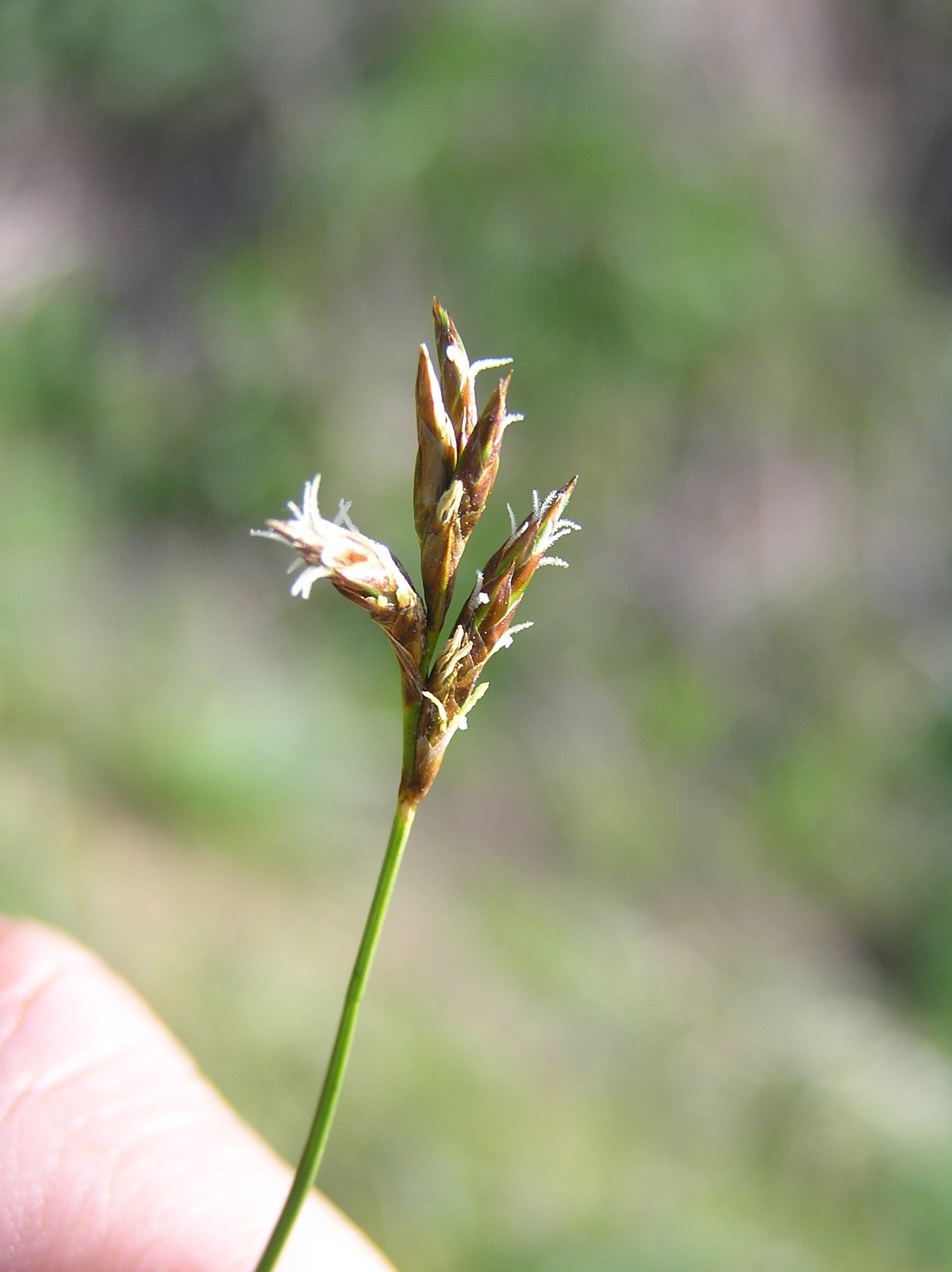
Carex praecox

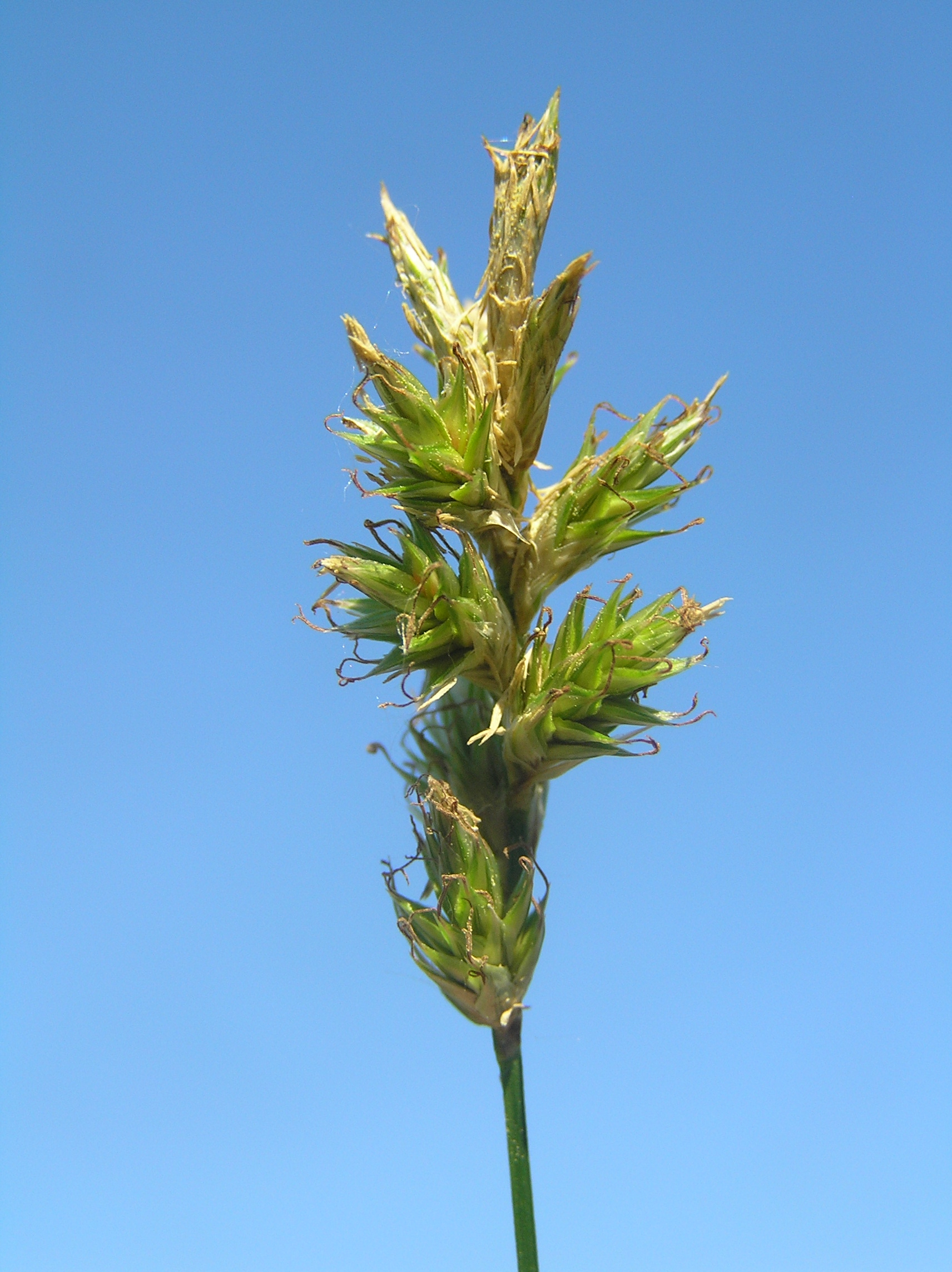
Carex pseudobrizoides

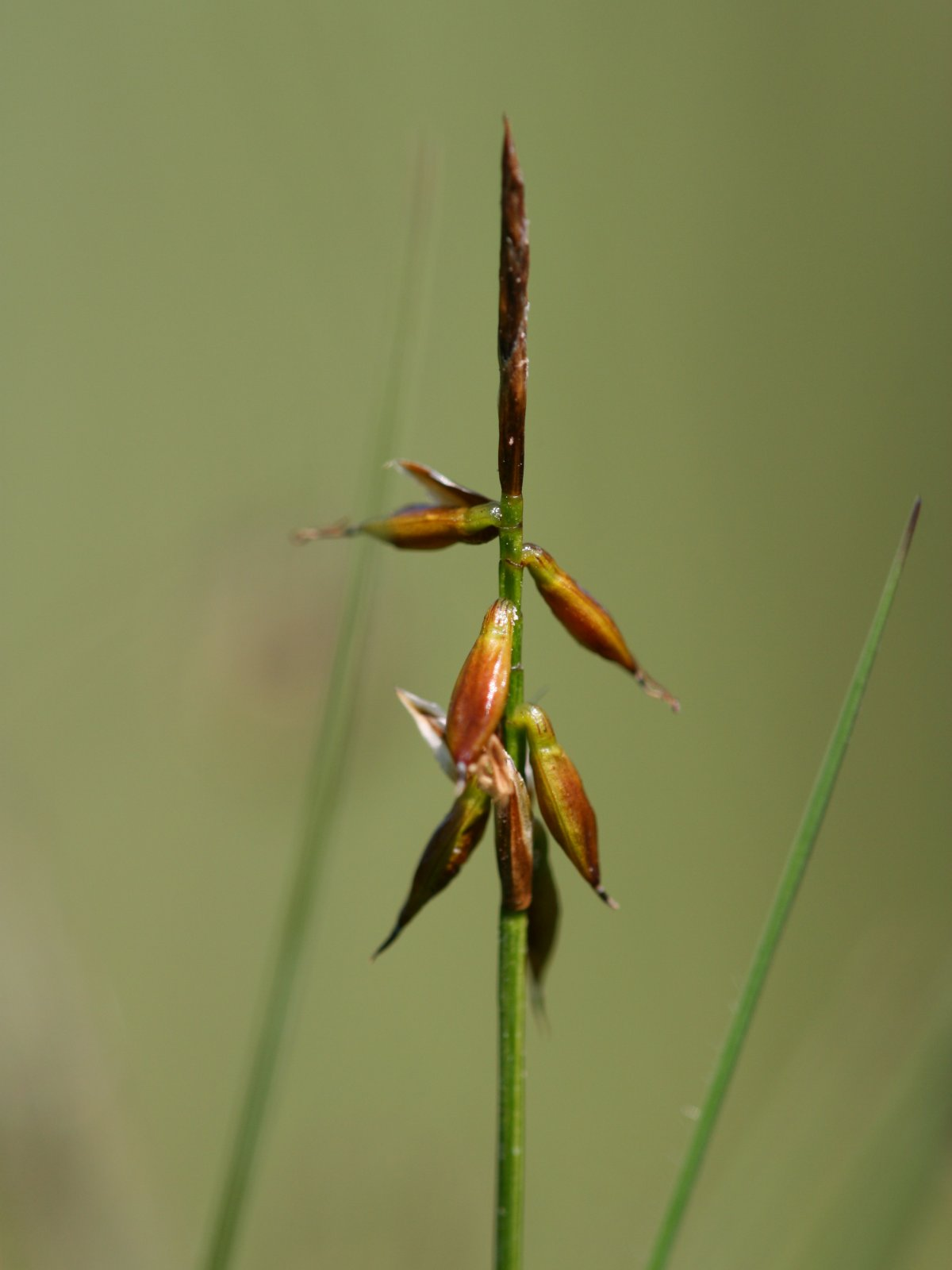
Carex pulicaris

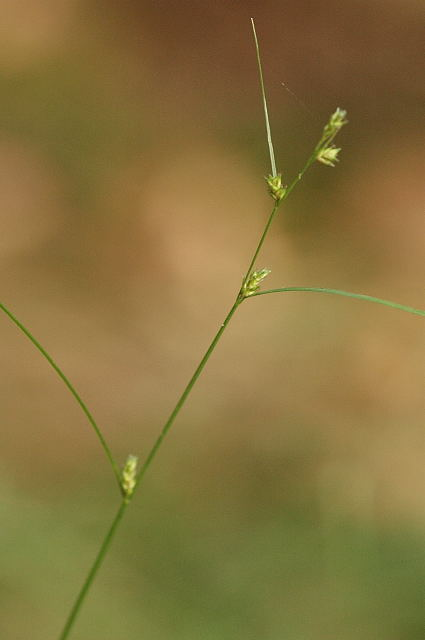
Carex.remota

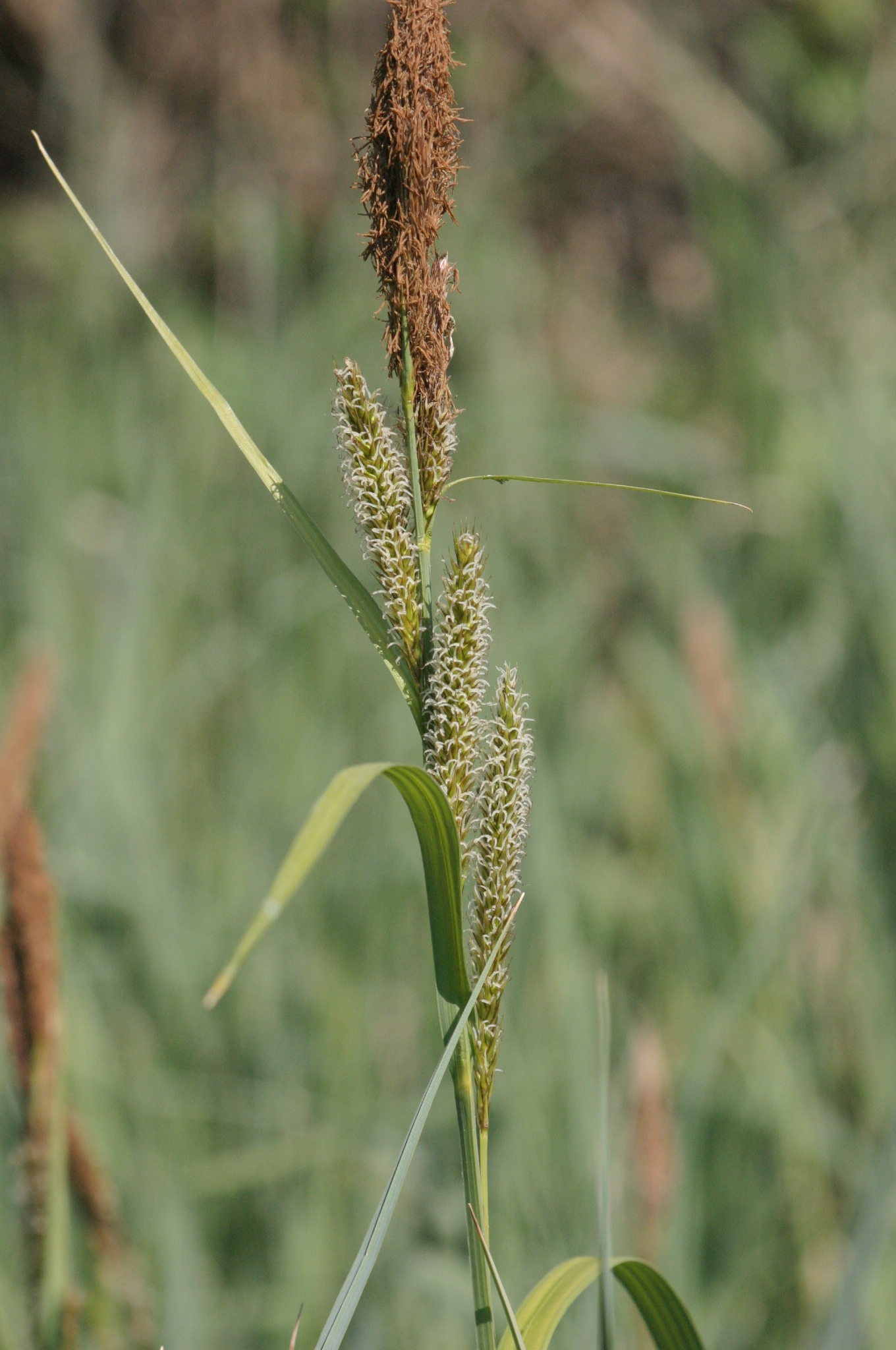
Carex riparia

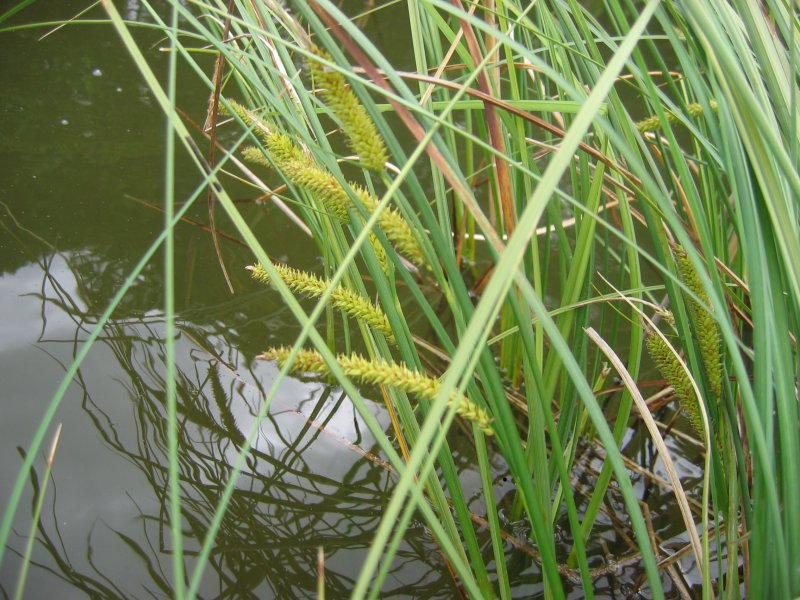
Carex rostrata

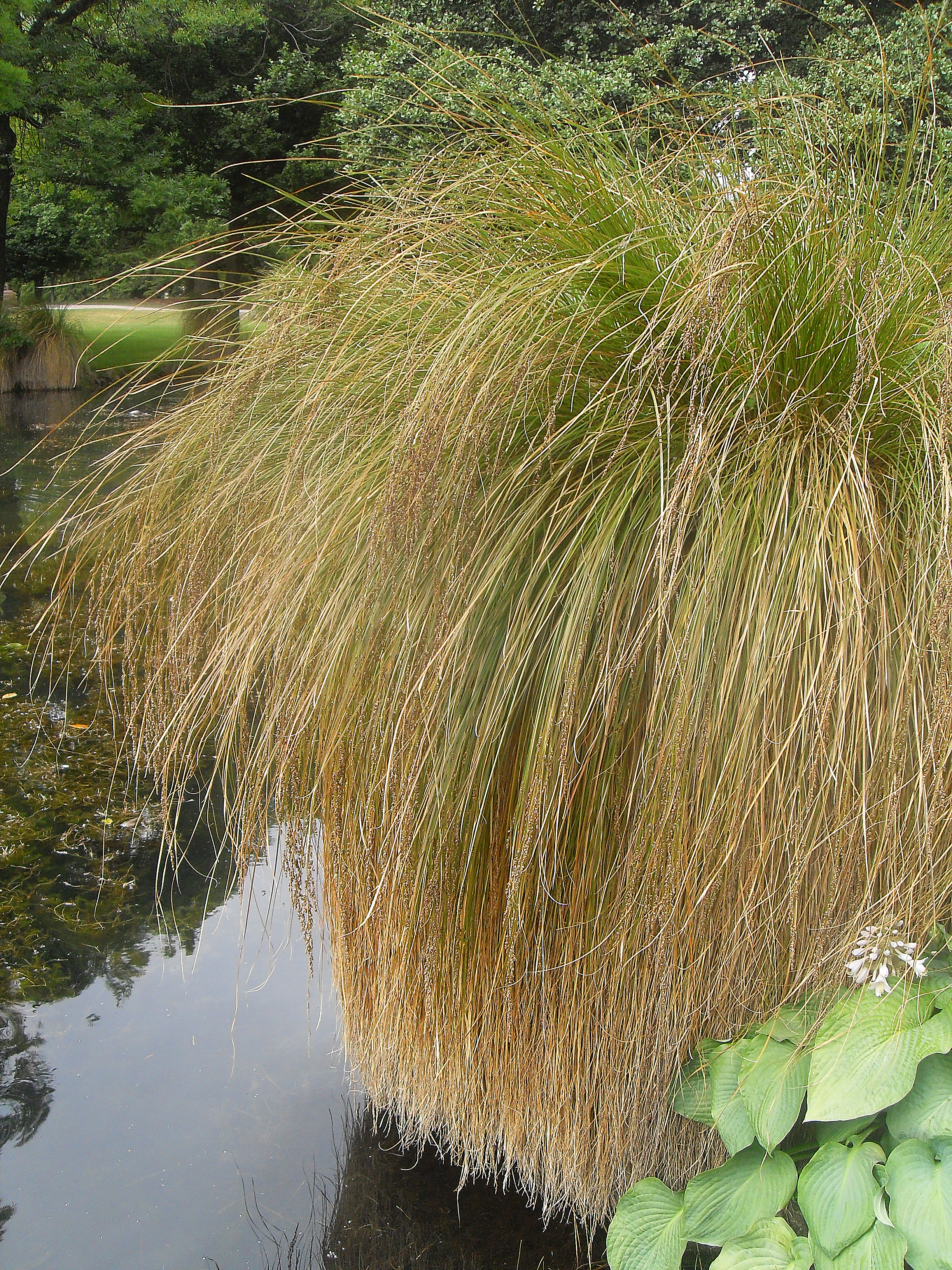
Carex secta

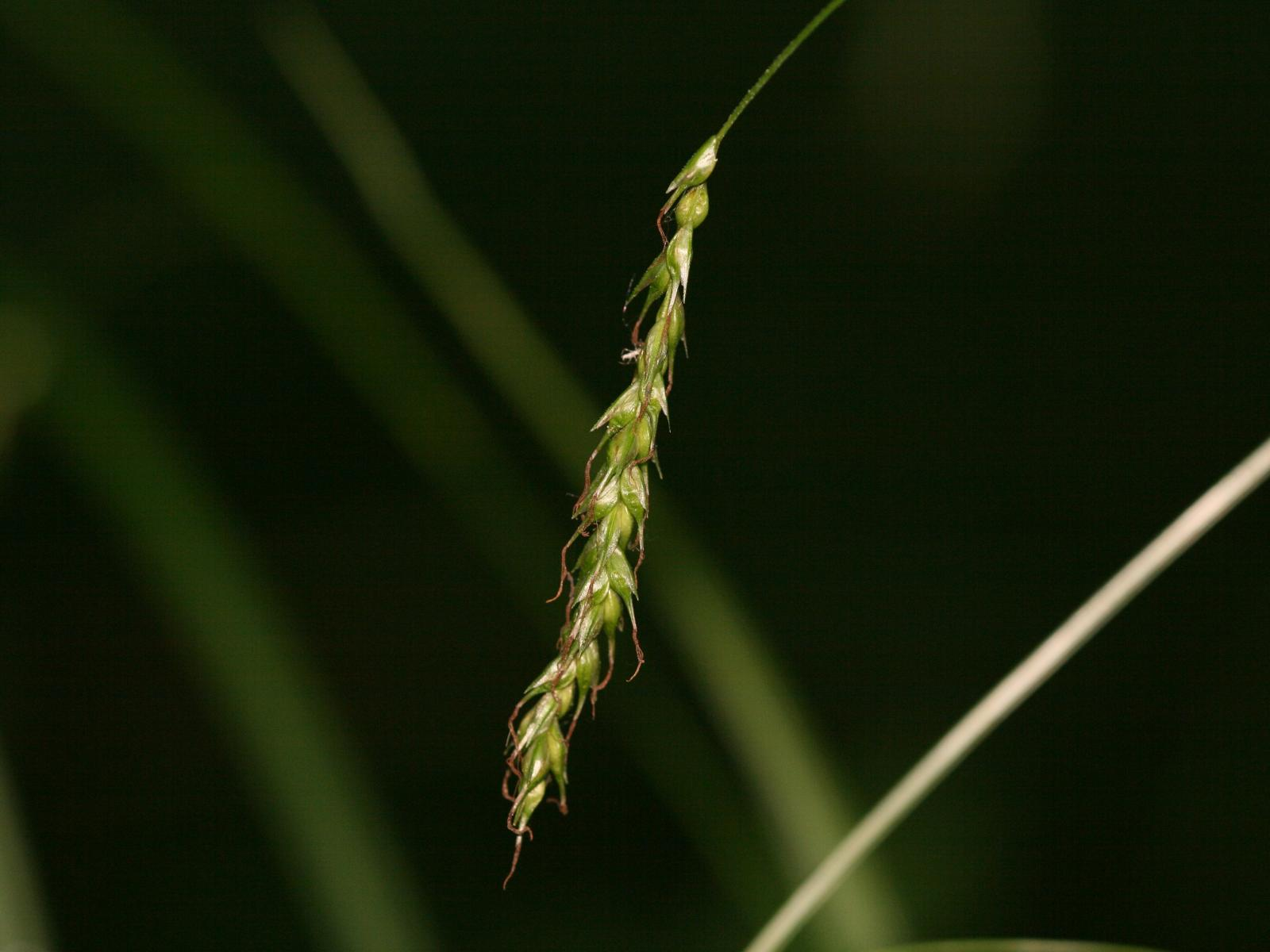
Carex strigosa

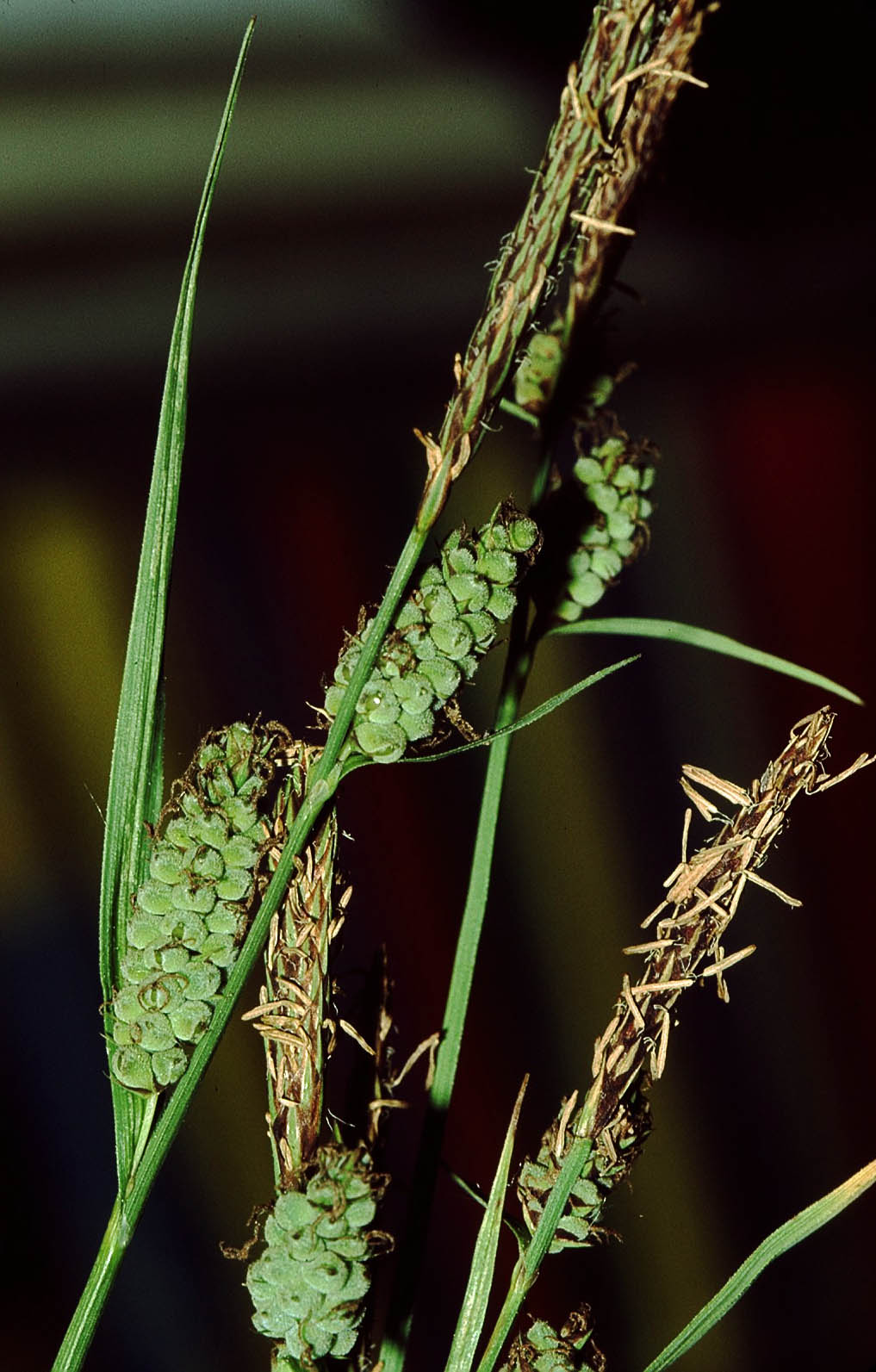
Carex tomentosa

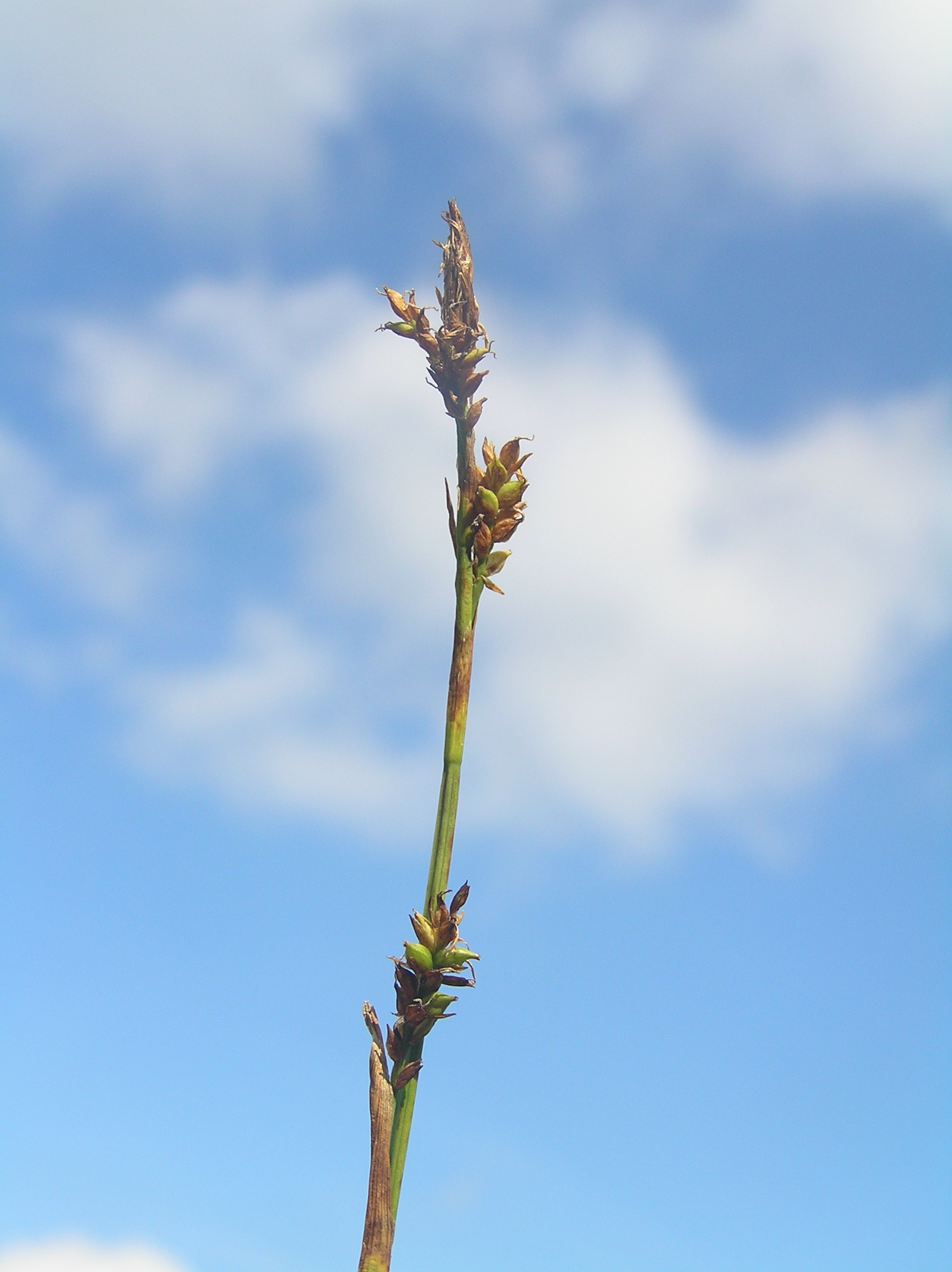
Carex vaginata

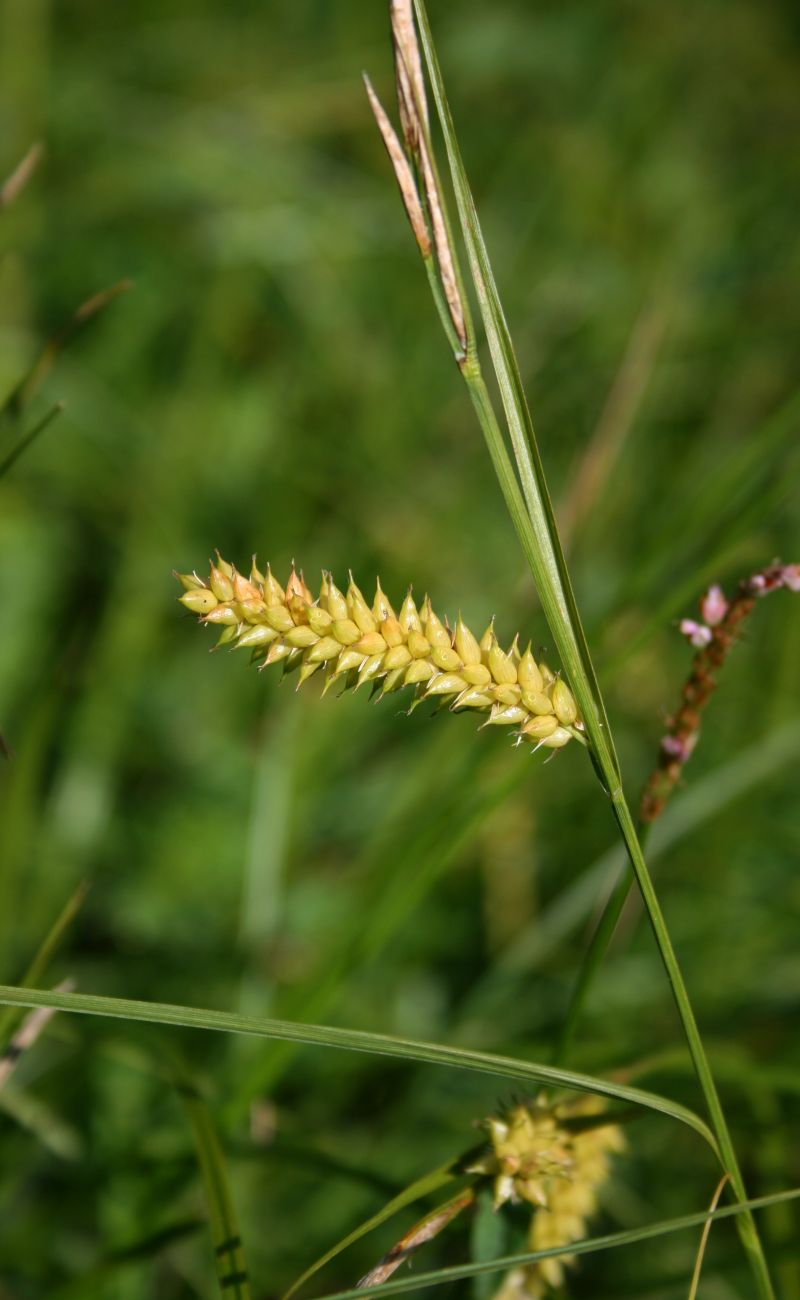
Carex vesicaria

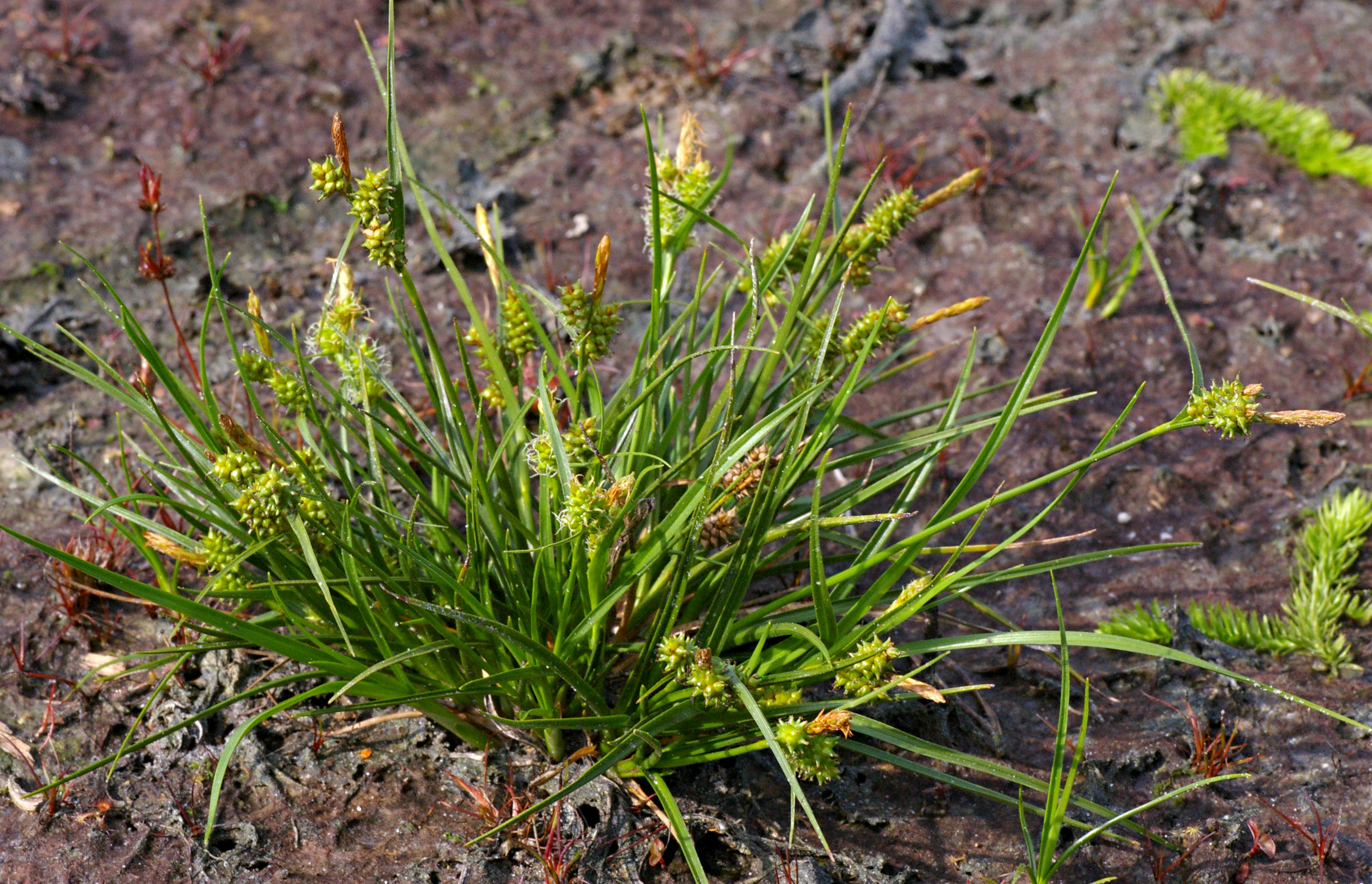
Carex viridula

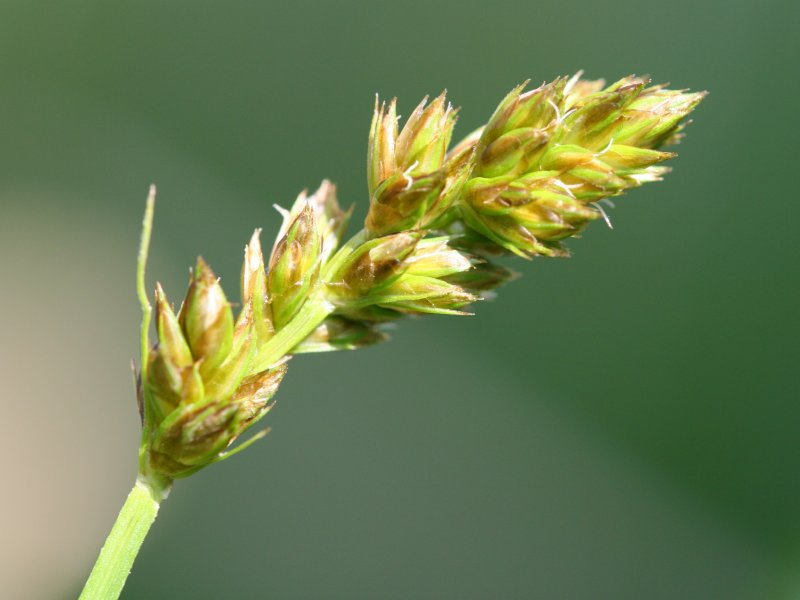
Carex vulpina

- Carex acuta L. – turzyca zaostrzona
- Carex acutata Boott
- Carex acutiformis Ehrh. – turzyca błotna
- Carex adelostoma V.I.Krecz.
- Carex adrienii E.G.Camus
- Carex adusta Boott
- Carex aematorrhyncha Desv.
- Carex aequialta Kük.
- Carex aestivalis M.A.Curtis ex A.Gray
- Carex aethiopica Schkuhr
- Carex agglomerata C.B.Clarke
- Carex aggregata Mack.
- Carex alajica Litv.
- Carex alata Torr.
- Carex alba Scop. – turzyca biała
- Carex albert-smithii T.Koyama
- Carex albicans Willd. ex Spreng.
- Carex albida L.H.Bailey
- Carex albidibasis T.Koyama
- Carex albolutescens Schwein.
- Carex albonigra Mack.
- Carex alboviridis C.B.Clarke
- Carex albula Allan
- Carex albursina E.Sheld.
- Carex algida Turcz. ex V.I.Krecz.
- Carex allanii Hamlin
- Carex alligata Boott
- Carex alliiformis C.B.Clarke
- Carex allivescens V.I.Krecz.
- Carex alma L.H.Bailey
- Carex alopecoidea Tuck.
- Carex alopecuroides D.Don ex Tilloch & Taylor
- Carex alsophila F.Muell.
- Carex alta Boott
- Carex altaica (Gorodkov) V.I.Krecz.
- Carex amgunensis F.Schmidt
- Carex amicta Boott
- Carex amphibola Steud.
- Carex amplectens Mack.
- Carex amplifolia Boott
- Carex andersonii Boott
- Carex andicola G.A.Wheeler
- Carex andina Phil.
- Carex andringitrensis Cherm.
- Carex angolensis Nelmes
- Carex angustata Boott
- Carex angustinowiczii Meinsh. ex Korsh.
- Carex angustispica Reznicek & S.González
- Carex angustisquama Franch.
- Carex angustiutricula F.T.Wang & Tang ex L.K.Dai
- Carex anisoneura V.I.Krecz.
- Carex anisostachys Liebm.
- Carex annectens (E.P.Bicknell) E.P.Bicknell
- Carex anningensis F.T.Wang & Tang ex P.C.Li
- Carex anomoea Hand.-Mazz.
- Carex anthoxanthea J.Presl & C.Presl
- Carex antoniensis A.Chev.
- Carex aperta Boott
- Carex aphanolepis Franch. & Sav.
- Carex aphylla Kunth
- Carex aphyllopus Kük.
- Carex apiahyensis Palla
- Carex apoiensis Akiyama
- Carex appalachica J.M.Webber & P.W.Ball
- Carex appendiculata (Trautv. & C.A.Mey.) Kük.
- Carex appressa R.Br.
- Carex appropinquata Schumach. – turzyca tunikowa
- Carex aquatilis Wahlenb.
- Carex aquilonalis Akiyama
- Carex arapahoensis Clokey
- Carex arcatica Meinsh.
- Carex archeri Boott
- Carex arcta Boott
- Carex arctata Boott
- Carex arctiformis Mack.
- Carex arenaria L. – turzyca piaskowa
- Carex arenicola F.Schmidt
- Carex argentina Barros
- Carex argunensis Turcz. ex Ledeb.
- Carex argyi H.Lév. & Vaniot
- Carex argyrantha Tuck. ex Boott
- Carex aridula V.I.Krecz.
- Carex arisanensis Hayata
- Carex aristatisquamata Tang & F.T.Wang ex L.K.Dai
- Carex aristulifera P.C.Li
- Carex arkansana (L.H.Bailey) L.H.Bailey
- Carex arnellii Christ ex Scheutz
- Carex arnottiana Nees ex Drejer
- Carex arsenei Kük.
- Carex ascotreta C.B.Clarke ex Franch.
- Carex asperifructus Kük.
- Carex asraoi D.M.Verma
- Carex assiniboinensis W.Boott
- Carex asturica Boiss.
- Carex asynchrona Naczi
- Carex atherodes Spreng. – turzyca oścista
- Carex athrostachya Olney
- Carex atlantica L.H.Bailey
- Carex atractodes F.J.Herm.
- Carex atrata L. – turzyca czarniawa
- Carex atratiformis Britton
- Carex atrivaginata Nelmes
- Carex atrofusca Schkuhr
- Carex atrofuscoides K.T.Fu
- Carex atropicta Steud.
- Carex atrosquama Mack.
- Carex atroviridis Ohwi
- Carex aueri Kalela
- Carex augustini Tuyama
- Carex augustinowiczii Meinsh.
- Carex aurea Nutt.
- Carex aureolensis Steud.
- Carex austrina Mack.
- Carex austro-occidentalis F.T.Wang & Tang ex Y.C.Tang
- Carex austroalpina Bech.
- Carex austroamericana G.A.Wheeler
- Carex austrocaroliniana L.H.Bailey
- Carex austrodeflexa P.D.McMillan, Sorrie & van Eerden
- Carex austrokoreensis Ohwi
- Carex austromexicana Reznicek
- Carex austrosinensis Tang & F.T.Wang ex S.Y.Liang
- Carex austrozhejiangensis C.Z.Zheng & X.F.Jin
- Carex autumnalis Ohwi
- Carex aztecica Mack.
- Carex azuayae Steyerm.
- Carex baccans Nees
- Carex backii Boott
- Carex baileyi Britton
- Carex baimaensis S.W.Su
- Carex baiposhanensis P.C.Li
- Carex balansae Franch.
- Carex baldensis L.
- Carex balfourii Kük.
- Carex ballsii Nelmes
- Carex baltzellii Chapm.
- Carex bambusetorum Merr.
- Carex banksii Boott
- Carex baohuashanica Tang & F.T.Wang ex L.K.Dai
- Carex barbarae Dewey
- Carex barbata Boott
- Carex baronii Baker
- Carex barrattii Torr. ex Schwein.
- Carex basiantha Steud.
- Carex bathiei H.Lév.
- Carex bavicola Raymond
- Carex bebbii (L.H.Bailey) Olney ex Fernald
- Carex beckii G.A.Wheeler
- Carex bella L.H.Bailey
- Carex benkei Tak.Shimizu
- Carex bequaertii De Wild.
- Carex berggrenii Petrie
- Carex bermudiana Hemsl.
- Carex berteroana Steud.
- Carex bichenoviana Boott
- Carex bicknellii Britton & A.Br.
- Carex bicolor Bellardi ex All.
- Carex biegensis Cherm.
- Carex bigelowii Torr. ex Schwein. – turzyca tęga
- Carex bijiangensis S.Yun Liang & S.R.Zhang
- Carex bilateralis Hayata
- Carex biltmoreana Mack.
- Carex binervis Sm.
- Carex bitchuensis T.Hoshino & H.Ikeda
- Carex blakei Nelmes
- Carex blanda Dewey
- Carex blepharicarpa Franch.
- Carex blinii H.Lév. & Vaniot
- Carex bodinieri Franch.
- Carex boecheriana Á.Löve, D.Löve & Raymond
- Carex boelckeiana Barros
- Carex bohemica Schreb. – turzyca ciborowata
- Carex bolanderi Olney
- Carex boliviensis Van Heurck & Müll.Arg.
- Carex bonanzensis Britton
- Carex bonariensis Desf. ex Poir.
- Carex bonplandii Kunth
- Carex boottiana Hook. & Arn.
- Carex borbonica Lam.
- Carex borealihinganica Y.L.Chang & Y.L.Yang
- Carex borii Nelmes
- Carex boryana Schkuhr
- Carex bostrychostigma Maxim.
- Carex brachyanthera Ohwi
- Carex brachycalama Griseb.
- Carex brachystachys Schrank – turzyca krótkokłosa
- Carex bracteosa Kunze
- Carex bradei Gross
- Carex brainerdii Mack.
- Carex brasiliensis A.St.-Hil.
- Carex brassii Nelmes
- Carex breviaristata K.T.Fu
- Carex brevicollis DC.
- Carex breviculmis R.Br.
- Carex brevicuspis C.B.Clarke
- Carex brevior (Dewey) Mack. ex Lunell
- Carex breviscapa C.B.Clarke
- Carex breweri Boott
- Carex brizoides L. – turzyca drżączkowata
- Carex bromoides Willd.
- Carex brongniartii Kunth
- Carex brownii Tuck.
- Carex brunnea Thunb.
- Carex brunnescens (Pers.) Poir. – turzyca brunatna
- Carex brunnipes Reznicek
- Carex brysonii Naczi
- Carex buchananii Berggr.
- Carex bucharica Kük.
- Carex buekii Wimm. – turzyca Bueka
- Carex bulbostylis Mack.
- Carex bullata Willd.
- Carex burchelliana Boeckeler
- Carex burttii Noltie
- Carex bushii Mack.
- Carex buxbaumii Wahlenb. – turzyca Buxbauma
- Carex caduca Boott
- Carex caeligena Reznicek
- Carex caespititia Nees
- Carex calcicola Tang & F.T.Wang
- Carex calcifugens Naczi
- Carex calcis K.A.Ford
- Carex californica L.H.Bailey
- Carex callista Nelmes
- Carex callitrichos V.I.Krecz.
- Carex cambodiensis Nelmes
- Carex camposii Boiss. & Reut.
- Carex campylorhina V.I.Krecz.
- Carex canaliculata P.C.Li
- Carex canariensis Kük.
- Carex canescens L. – turzyca siwa
- Carex canina Dunn
- Carex capillacea Boott
- Carex capillaris L. – turzyca włosowata
- Carex capilliculmis S.R.Zhang
- Carex capilliformis Franch.
- Carex capitata Sol.
- Carex capitellata Boiss. & Balansa
- Carex capricornis Meinsh. ex Maxim.
- Carex cardiolepis Nees
- Carex careyana Torr. ex Dewey
- Carex caroliniana Schwein.
- Carex carsei Petrie
- Carex caryophyllea Latourr. – turzyca wiosenna
- Carex castanea Wahlenb.
- Carex castanostachya K.Schum. ex Kük.
- Carex castroviejoi Luceño & Jim.Mejías
- Carex catamarcensis C.B.Clarke ex Kük.
- Carex cataphyllodes Nelmes
- Carex cataractae R.Br.
- Carex caucasica Steven
- Carex caudata (Kük.) Pereda & Laínz
- Carex caudispicata F.T.Wang & Tang ex P.C.Li
- Carex cavaleriensis H.Lév. & Vaniot
- Carex caxinensis F.J.Herm.
- Carex celebica Kük.
- Carex cephaloidea (Dewey) Dewey ex Boott
- Carex cephalophora Muhl. ex Willd.
- Carex cephalotes F.Muell.
- Carex cercidascus C.B.Clarke
- Carex cespitosa L. – turzyca darniowa
- Carex ceylanica Boeckeler
- Carex chaffanjonii E.G.Camus
- Carex chalciolepis Holm
- Carex changmuensis Tang & F.T.Wang ex Y.C.Yang
- Carex chaofangii C.Z.Zheng & X.F.Jin
- Carex chapmanii Steud.
- Carex chathamica Petrie
- Carex cheniana Tang & F.T.Wang ex S.Y.Liang
- Carex cherokeensis Schwein.
- Carex chiapensis F.J.Herm.
- Carex chichijimensis Katsuy.
- Carex chihuahuensis Mack.
- Carex chikungana L.H.Bailey
- Carex chillanensis Phil.
- Carex chinensis Retz.
- Carex chinganensis Litv.
- Carex chinoi Ohwi ex T.Koyama
- Carex chiovendae Pamp.
- Carex chiwuana F.T.Wang & Tang ex P.C.Li
- Carex chlorantha R.Br.
- Carex chlorocephalula F.T.Wang & Tang ex P.C.Li
- Carex chlorosaccus C.B.Clarke
- Carex chlorostachys Steven
- Carex chorda H.Lév. & Vaniot
- Carex chordorrhiza L.f. – turzyca strunowa
- Carex chosenica Ohwi
- Carex chrysolepis Franch. & Sav.
- Carex chuana F.T.Wang & Tang ex P.C.Li
- Carex chuii Nelmes
- Carex chungii Z.P.Wang
- Carex cilicica Boiss.
- Carex cinerascens Kük.
- Carex circinnata C.A.Mey.
- Carex cirrhosa Berggr.
- Carex cirrhulosa Nees
- Carex clavata Thunb.
- Carex clivorum Ohwi
- Carex cochinchinensis Raymond
- Carex cochranei Reznicek
- Carex cockayniana Kük.
- Carex colchaguensis Kük.
- Carex colchica J.Gay – turzyca loarska
- Carex colensoi Boott
- Carex collifera Ohwi
- Carex collimitanea V.I.Krecz.
- Carex collinsii Nutt.
- Carex collumanthus (Steyerm.) L.E.Mora
- Carex comans Berggr.
- Carex commixta Steud.
- Carex communis L.H.Bailey
- Carex comosa Boott
- Carex complanata Torr. & Hook.
- Carex composita Boott
- Carex concinna R.Br.
- Carex concinnoides Mack.
- Carex condensata Nees
- Carex conferta Hochst. ex A.Rich.
- Carex confertospicata Boeckeler
- Carex congdonii L.H.Bailey
- Carex congestiflora Reznicek & S.González
- Carex conglomerata Reznicek
- Carex congolensis Turrill
- Carex conica Boott
- Carex conjuncta Boott
- Carex conoidea Willd.
- Carex conoides Kük.
- Carex consanguinea Kunth
- Carex conspecta Mack.
- Carex conspissata V.I.Krecz.
- Carex constanceana Stacey
- Carex continua C.B.Clarke
- Carex contracta F.Muell.
- Carex cordillerana Saarela & B.A.Ford
- Carex cordouei H.Lév.
- Carex coriacea Hamlin
- Carex coriogyne Nelmes
- Carex coriophora Fisch. & C.A.Mey. ex Kunth
- Carex corrugata Fernald
- Carex cortesii Liebm.
- Carex coulteri Boott ex Hemsl.
- Carex courtallensis Nees ex Boott
- Carex coxiana Petrie
- Carex cranaocarpa Nelmes
- Carex craspedotricha Nelmes
- Carex crassibasis H.Lév. & Vaniot
- Carex crassiflora Kük.
- Carex crawei Dewey ex Torr.
- Carex crawfordii Fernald
- Carex crebra V.I.Krecz.
- Carex crebriflora Wiegand
- Carex cremnicola K.A.Ford
- Carex cremostachys Franch.
- Carex cretica Gradst. & J.Kern
- Carex crinita Lam.
- Carex cristatella Britton & A.Br.
- Carex cruciata Wahlenb.
- Carex cruenta Nees
- Carex crus-corvi Shuttlew. ex Kunze
- Carex cryptolepis Mack.
- Carex cryptostachys Brongn.
- Carex cubensis Kük.
- Carex cuchumatanensis Standl. & Steyerm.
- Carex culmenicola Steyerm.
- Carex cumberlandensis Naczi, Kral & Bryson
- Carex cumulata (L.H.Bailey) Mack.
- Carex cuprina (Sándor ex Heuff.) Nendtv. ex A.Kern. – turzyca niby-lisia
- Carex curaica Kunth
- Carex curatorum Stacey
- Carex curvicollis Franch. & Sav.
- Carex curviculmis Reznicek
- Carex curvula All.
- Carex cusickii Mack.
- Carex cuspidosa Dunn
- Carex cylindrostachys Franch.
- Carex cyprica Molina Gonz., Acedo & Llamas
- Carex dabieensis S.W.Su
- Carex dahurica Kük.
- Carex dailingensis Y.L.Chou
- Carex daisenensis Nakai
- Carex dallii Kirk
- Carex daltonii Boott
- Carex damiaoshanensis X.F.Jin & C.Z.Zheng
- Carex darwinii Boott
- Carex dasycarpa Muhl.
- Carex davalliana Sm. – turzyca Davalla
- Carex david-smithii Reznicek
- Carex davidii Franch.
- Carex davisii Schwein. & Torr.
- Carex davyi Mack.
- Carex dayuongensis Z.P.Wang
- Carex debeauxii H.Lév. & Vaniot
- Carex debilis Michx.
- Carex decaulescens V.I.Krecz.
- Carex decidua Boott
- Carex deciduisquama F.T.Wang & Tang ex P.C.Li
- Carex declinata Boott
- Carex decomposita Muhl.
- Carex decora Boott
- Carex decurtata Cheeseman
- Carex deflexa Hornem.
- Carex delavayi Franch.
- Carex delicata C.B.Clarke
- Carex densa (L.H.Bailey) L.H.Bailey
- Carex densicaespitosa L.K.Dai
- Carex densifimbriata Tang & F.T.Wang
- Carex densinervosa Chiov.
- Carex densipilosa C.Z.Zheng & X.F.Jin
- Carex depauperata Curtis ex Stokes
- Carex depressa Link
- Carex deqinensis L.K.Dai
- Carex derelicta Štěpánková
- Carex desponsa Boott
- Carex devia Cheeseman
- Carex deweyana Schwein.
- Carex dianae Steud.
- Carex diandra Schrank – turzyca obła
- Carex diastena V.I.Krecz.
- Carex dichroa Freyn
- Carex dickinsii Franch. & Sav.
- Carex dielsiana Kük.
- Carex digitalis Willd.
- Carex digitata L. – turzyca palczasta
- Carex diluta M.Bieb.
- Carex diminuta Boeckeler
- Carex dimorpholepis Steud.
- Carex dioica L. – turzyca dwupienna
- Carex diplodon Nelmes
- Carex dipsacea Berggr.
- Carex dispalata Boott
- Carex disperma Dewey – turzyca szczupła
- Carex dissita Sol. ex Boott
- Carex dissitiflora Franch.
- Carex dissitispicula Ohwi
- Carex distachya Desf.
- Carex distans L. – turzyca odległokłosa
- Carex distentiformis F.J.Herm.
- Carex disticha Huds. – turzyca dwustronna
- Carex distracta C.B.Clarke
- Carex divisa Huds.
- Carex divulsa Stokes – turzyca rozsunięta
- Carex doenitzii Boeckeler
- Carex doisutepensis T.Koyama
- Carex dolichogyne T.Koyama
- Carex dolichostachya Hayata
- Carex dolomitica Heenan & de Lange
- Carex doniana Spreng.
- Carex donnell-smithii L.H.Bailey
- Carex douglasii Boott
- Carex drakensbergensis C.B.Clarke
- Carex drepanorhyncha Franch.
- Carex druceana Hamlin
- Carex drymophila Turcz.
- Carex dunniana H.Lév.
- Carex durangensis Reznicek & S.González
- Carex durieui Steud. ex Kunze
- Carex duriuscula C.A.Mey.
- Carex dusenii Kük. ex Dusén
- Carex duvaliana Franch. & Sav.
- Carex earistata F.T.Wang & Y.L.Chang ex S.Yun Liang
- Carex ebenea Rydb.
- Carex eburnea Boott
- Carex echinata Murray – turzyca gwiazdkowata
- Carex echinochloe Kunze
- Carex echinochloiformis Y.L.Chang ex Y.C.Yang
- Carex echinodes (Fernald) P.Rothr., Reznicek & Hipp
- Carex echinus Ohwi
- Carex ecklonii Nees
- Carex ecostata C.B.Clarke
- Carex ecuadorica Kük.
- Carex edgariae Hamlin
- Carex edwardsiana E.L.Bridges & Orzell
- Carex egglestonii Mack.
- Carex egorovae Molina Gonz., Acedo & Llamas
- Carex ekmanii Kük.
- Carex elata All. – turzyca sztywna
- Carex elatior Boeckeler
- Carex eleusinoides Turcz. ex Kunth
- Carex elgonensis Nelmes
- Carex elingamita Hamlin
- Carex elliottii Schwein. & Torr.
- Carex elongata L. – turzyca długokłosa
- Carex eluta Nelmes
- Carex elynoides Holm
- Carex eminens Nees
- Carex emoryi Dewey
- Carex endlichii Kük.
- Carex enervis C.A.Mey.
- Carex engelmannii L.H.Bailey
- Carex enneastachya C.B.Clarke
- Carex enokii Molina Gonz., Acedo & Llamas
- Carex ensifolia Turcz. ex Ledeb.
- Carex enysii Petrie
- Carex erawinensis Korotky
- Carex ereica Tang & F.T.Wang ex L.K.Dai
- Carex eremitica Paine
- Carex eremopyroides V.I.Krecz.
- Carex eremostachya S.T.Blake
- Carex ericetorum Pollich – turzyca wrzosowiskowa
- Carex eriocarpa Hausskn. & Kük.
- Carex eriophylla (Kük.) Kom.
- Carex erythrobasis H.Lév. & Vaniot
- Carex erythrorrhiza Boeckeler
- Carex esquiroliana H.Lév.
- Carex esquirolii H.Lév. & Vaniot
- Carex euprepes Nelmes
- Carex evadens S.González & Reznicek
- Carex excelsa Poepp. ex Kunth
- Carex exilis Dewey
- Carex exsiccata L.H.Bailey
- Carex extensa Gooden. – turzyca wyciągnięta
- Carex faberiana Loes.
- Carex fargesii Franch.
- Carex fastigiata Franch.
- Carex feanii F.Br.
- Carex fecunda Steud.
- Carex feddeana H.Pfeiff.
- Carex fedia Nees
- Carex fenghuangshanica F.T.Wang & Tang ex P.C.Li
- Carex fernandezensis Mack. ex G.A.Wheeler
- Carex ferruginea Scop.
- Carex festivelloides Reznicek
- Carex festucacea Schkuhr ex Willd.
- Carex feta L.H.Bailey
- Carex filamentosa Petrie
- Carex filicina Nees
- Carex filifolia Nutt.
- Carex filiformis L. – turzyca filcowata
- Carex filipedunculata S.W.Su
- Carex filipes Franch. & Sav.
- Carex fimbriata Schkuhr
- Carex finitima Boott
- Carex firma Host – turzyca mocna
- Carex firmicaulis Kalela
- Carex fischeri K.Schum.
- Carex fissa Mack.
- Carex fissuricola Mack.
- Carex flabellata H.Lév. & Vaniot
- Carex flacca Schreb. – turzyca sina
- Carex flaccosperma Dewey
- Carex flagellifera Colenso
- Carex flava L. – turzyca żółta
- Carex flaviformis Nelmes
- Carex flavocuspis Franch. & Sav.
- Carex flexirostris Reznicek
- Carex floridana Schwein.
- Carex fluviatilis Boott
- Carex foenea Willd.
- Carex foetida All.
- Carex fokienensis Dunn
- Carex foliosa D. Don
- Carex foliosissima F.Schmidt
- Carex folliculata L.
- Carex foraminata C.B.Clarke
- Carex foraminatiformis Y.C.Tang & S.Yun Liang
- Carex forficula Franch. & Sav.
- Carex formosa Dewey
- Carex forrestii Kük.
- Carex forsteri Wahlenb.
- Carex fossa G.A.Wheeler
- Carex fracta Mack.
- Carex fragilis Boott
- Carex frankii Kunth
- Carex fretalis Hamlin
- Carex frigida All.
- Carex fritschii Waisb.
- Carex fructus Reznicek
- Carex fucata Boott ex C.B.Clarke
- Carex fuliginosa Schkuhr – turzyca przydymiona
- Carex fulta Franch.
- Carex fulvorubescens Hayata
- Carex funhuangshanica F.T.Wang & Tang ex P.C.Li
- Carex funingensis Tang & F.T.Wang ex S.Y.Liang
- Carex furva Webb
- Carex fusanensis Ohwi
- Carex fuscolutea Boeckeler
- Carex fuscula d'Urv.
- Carex fusiformis Nees
- Carex gandakiensis Katsuy.
- Carex garberi Fernald
- Carex gaudichaudiana Kunth
- Carex gayana Desv.
- Carex gemella Hochst. ex Steud.
- Carex geminata Schkuhr
- Carex genkaiensis Ohwi
- Carex gentilis Franch.
- Carex geophila Mack.
- Carex geyeri Boott
- Carex gholsonii Naczi & Cochrane
- Carex gibba Wahlenb.
- Carex gibbsiae Rendle
- Carex gibertii G.A.Wheeler
- Carex gifuensis Franch.
- Carex gigantea Rudge
- Carex giraldiana Kük.
- Carex giraudiasii H.Lév.
- Carex glabrescens (Kük.) Ohwi
- Carex glacialis Mack.
- Carex glareosa Schkuhr ex Wahlenb.
- Carex glaucescens Elliott
- Carex glauciformis Meinsh.
- Carex glaucodea Tuck. ex Olney
- Carex globistylosa P.C.Li
- Carex globosa Boott
- Carex globularis L. – turzyca kulista
- Carex globulosa Phulphong & D.A.Simpson
- Carex glomerabilis V.I.Krecz.
- Carex glossostigma Hand.-Mazz.
- Carex gmelinii Hook. & Arn.
- Carex godfreyi Naczi
- Carex goligongshanensis P.C.Li
- Carex gonggaensis P.C.Li
- Carex gongshanensis Tang & F.T.Wang ex Y.C.Yang
- Carex goodenoughii Gay
- Carex gotoi Ohwi
- Carex goyenii Petrie
- Carex gracilenta Boott ex Boeckeler
- Carex graciliflora Dunn
- Carex gracilior Mack.
- Carex gracillima Schwein.
- Carex graeffeana Boeckeler
- Carex grallatoria Maxim.
- Carex graminiculmis T.Koyama
- Carex graminifolia Cherm.
- Carex grandiligulata Kük.
- Carex granifera Dunn
- Carex granularis Muhl. ex Willd.
- Carex gravida L.H.Bailey
- Carex grayi J.Carey
- Carex greenwayi Nelmes
- Carex griersonii Noltie
- Carex grioletii Roem. ex Schkuhr
- Carex grisea Wahlenb.
- Carex guatemalensis F.J.Herm.
- Carex guffroyi H.Lév. & H.Perrier
- Carex gunniana Boott
- Carex gynaecandra H.Pfeiff.
- Carex gynandra Schwein.
- Carex gynocrates Wormsk.
- Carex gynodynama Olney
- Carex hachijoensis Akiyama
- Carex haematorrhyncha Ohwi & T.Koyama
- Carex haematosaccus C.B.Clarke
- Carex haematostoma Nees
- Carex hakkodensis Franch.
- Carex hakonemontana Katsuy.
- Carex hakonensis Franch. & Sav.
- Carex halleriana Asso
- Carex halliana L.H.Bailey
- Carex hallii Olney
- Carex hanamninhensis K.K.Nguyen
- Carex hancockiana Maxim.
- Carex handelii Kük.
- Carex hanensis Dunn
- Carex hangtongensis H.Lév. & Vaniot
- Carex hangzhouensis C.Z.Zheng, X.F.Jin & B.Y.Ding
- Carex harfordii Mack.
- Carex harlandii Boott
- Carex harrysmithii Kük.
- Carex hartmanii Cajander – turzyca Hartmana
- Carex hashimotoi Ohwi
- Carex hassei L.H.Bailey
- Carex hassiana Loes.
- Carex hastata Kük.
- Carex hattoriana Nakai ex Tuyama
- Carex hatuyenensis K.K.Nguyen
- Carex haydeniana Olney
- Carex haydenii Dewey
- Carex hebecarpa C.A.Mey.
- Carex hebes Nelmes
- Carex hebetata Boott
- Carex hectori Petrie
- Carex heleonastes Ehrh. ex L.f. – turzyca torfowa
- Carex helferi Boeckeler
- Carex helleri Mack.
- Carex helodes Link
- Carex hemineuros T.Koyama
- Carex hendersonii L.H.Bailey
- Carex henryi (C.B.Clarke) L.K.Dai
- Carex hermannii Cochrane
- Carex herteri G.A.Wheeler
- Carex heshuonensis S.Yun Liang
- Carex heterodoxa Cherm.
- Carex heterolepis Bunge
- Carex heteroneura S.Watson
- Carex heterostachya Bunge
- Carex heudesii H.Lév. & Vaniot
- Carex hexinensis S.Yun Liang & Y.Z.Huang
- Carex hezhouensis H.Wang & S.N.Wang
- Carex hieronymi Boeckeler
- Carex hilairei Boott
- Carex hilaireioides C.B.Clarke ex Kük.
- Carex hildebrandtiana Boeckeler
- Carex himalaica T.Koyama
- Carex hinnulea C.B.Clarke
- Carex hirsutella Mack.
- Carex hirta L. – turzyca owłosiona
- Carex hirtelloides (Kük.) F.T.Wang & Tang ex P.C.Li
- Carex hirticaulis P.C.Li
- Carex hirtifolia Mack.
- Carex hirtigluma C.B.Clarke
- Carex hirtissima W.Boott
- Carex hirtiutriculata L.K.Dai
- Carex hispida Willd. ex Schkuhr
- Carex hitchcockiana Dewey
- Carex hoatiensis H.Lév.
- Carex hochstetteriana J.Gay ex Seub.
- Carex hokarsarensis E.U.Haq & Dar
- Carex holostoma Drejer
- Carex holotricha Ohwi
- Carex hondoensis Ohwi
- Carex hongnoensis H.Lév.
- Carex hongyuanensis Y.C.Tang & S.Yun Liang
- Carex hoodii Boott
- Carex hookeri Kunth
- Carex hookeriana Dewey
- Carex hoozanensis Hayata
- Carex hopeiensis F.T.Wang & Tang
- Carex hordeistichos Vill.
- Carex hormathodes Fernald
- Carex horsfieldii Boott
- Carex hostiana DC. – turzyca Hosta
- Carex hotaizanensis Akiyama
- Carex houghtoniana Torr. ex Dewey
- Carex hovarum Cherm.
- Carex huashanica Tang & F.T.Wang ex L.K.Dai
- Carex hubbardii Nelmes
- Carex huehueteca Standl. & Steyerm.
- Carex hultenii Aspl.
- Carex humahuacaensis G.A.Wheeler
- Carex humbertiana Ohwi
- Carex humbertii Cherm.
- Carex humboldtiana Steud.
- Carex humida Y.L.Chang & Y.L.Yang
- Carex humilis Leyss. – turzyca niska
- Carex humpatensis H.E.Hess
- Carex huolushanensis P.C.Li
- Carex husnotiana H.Lév.
- Carex hwangii Matsuda
- Carex hyalina Boott
- Carex hyalinolepis Steud.
- Carex hymenodon Ohwi
- Carex hymenolepis Nees
- Carex hypandra F.Muell.
- Carex hypaneura V.I.Krecz.
- Carex hypoblephara Ohwi & Ryu
- Carex hypochlora Freyn
- Carex hypoleucos E. Desv.
- Carex hypolytroides Ridl.
- Carex hypsipedos C.B.Clarke
- Carex hypsobates Nelmes
- Carex hystericina Muhl. ex Willd.
- Carex idahoa L.H.Bailey
- Carex idzuroei Franch. & Sav.
- Carex iljinii V.I.Krecz.
- Carex illegitima Ces.
- Carex illota L.H.Bailey
- Carex impexa K.A.Ford
- Carex impressinervia Bryson, Kral & Manhart
- Carex impura Ohwi
- Carex inamii Ohwi
- Carex inanis Kunth
- Carex incisa Boott
- Carex inclinis Boott ex C.B.Clarke
- Carex incomitata K.R.Thiele
- Carex incurviformis Mack.
- Carex indica L.
- Carex indiciformis F.T.Wang & Tang ex P.C.Li
- Carex indistincta H.Lév. & Vaniot
- Carex indosinica Raymond
- Carex infirminervia Naczi
- Carex infossa Z.P.Wang
- Carex infuscata Nees
- Carex inopinata V.J.Cook
- Carex inops L.H.Bailey
- Carex insaniae Koidz.
- Carex insignis Boott
- Carex insularis Carmich.
- Carex integra Mack.
- Carex interior L.H.Bailey
- Carex interrupta Boeckeler
- Carex intumescens Rudge
- Carex inversa R.Br.
- Carex inversonervosa Nelmes
- Carex iraqensis S.S.Hooper & Kukkonen
- Carex ischnogyne Gilli
- Carex ischnostachya Steud.
- Carex ivanoviae T.V.Egorova
- Carex ixtapalucensis Reznicek
- Carex iynx Nelmes
- Carex jacens C.B.Clarke
- Carex jackiana Boott
- Carex jacutica V.I.Krecz.
- Carex jaluensis Kom.
- Carex jamesii Schwein.
- Carex jamesonii Boott
- Carex jankowskii Gorodkov
- Carex japonica Thunb.
- Carex jeanpertii E.G.Camus
- Carex jiaodongensis Y.M.Zhang & X.D.Chen
- Carex jinfoshanensis Tang & F.T.Wang ex S.Y.Liang
- Carex jizhuangensis S.Yun Liang
- Carex johnstonii Boeckeler
- Carex jonesii L.H.Bailey
- Carex joorii L.H.Bailey
- Carex jubozanensis J.Oda & A.Tanaka
- Carex juncella Th. Fries
- Carex juniperorum Catling, Reznicek & Crins
- Carex juvenilis C.B.Clarke ex E.G.Camus
- Carex kabanovii V.I.Krecz.
- Carex kagoshimensis Tak.Shimizu
- Carex kaloides Petrie
- Carex kamagariensis K.Okamoto
- Carex kansuensis Nelmes
- Carex kaoi Tang & F.T.Wang ex S.Y.Liang
- Carex karlongensis Kük.
- Carex karoi (Freyn) Freyn
- Carex kashmirensis C.B.Clarke
- Carex kauaiensis R.W.Krauss
- Carex kermadecensis Petrie
- Carex khoii T.V.Egorova & Aver.
- Carex kiangsuensis Kük.
- Carex kimurae Ohwi & T.Koyama
- Carex kingii (R.Br. ex Boott) Reznicek
- Carex kiotensis Franch. & Sav.
- Carex kirganica Kom.
- Carex kirinensis W.Wang & Y.L.Chang
- Carex kirkii Petrie
- Carex kitaibeliana Degen ex Bech.
- Carex klamathensis B.L.Wilson & Janeway
- Carex klaphakei K.L.Wilson
- Carex knorringiae Kük. ex Krecz.
- Carex kobomugi Ohwi
- Carex koestlinii Hochst. ex Steud.
- Carex korkischkoae A.E.Kozhevn.
- Carex korshinskyi Kom.
- Carex koshewnikowii Litv.
- Carex koyaensis J.Oda & Nagam.
- Carex kraliana Naczi & Bryson
- Carex krascheninnikovii Kom. ex V.I.Krecz.
- Carex krascheninnikowii Kom. ex V. Krecz.
- Carex krausei Boeckeler
- Carex kreczetoviczii T.V.Egorova
- Carex kuchunensis Tang & F.T.Wang ex S.Y.Liang
- Carex kucyniakii Raymond
- Carex kujuzana Ohwi
- Carex kulingana L.H.Bailey
- Carex kumaonensis Kük.
- Carex kunlunsanensis N.R.Cui
- Carex kurdica Kük. ex Hand.-Mazz.
- Carex kurtziana Kük.
- Carex kwangsiensis F.T.Wang & Tang ex P.C.Li
- Carex kwangtoushanica K.T.Fu
- Carex lachenalii Schkuhr – turzyca Lachenala
- Carex lacistoma R.Br.
- Carex lacustris Willd.
- Carex laeta Boott
- Carex laeviconica Dewey
- Carex laeviculmis Meinsh.
- Carex laevigata Sm.
- Carex laevissima Nakai
- Carex laevivaginata (Kük.) Mack.
- Carex lageniformis Nelmes
- Carex lagunensis M.E.Jones
- Carex lainzii Luceño, E.Rico & T.Romero
- Carex lambertiana Boott
- Carex lamprocarpa Phil.
- Carex lamprochlamys S.T.Blake
- Carex lancangensis S.Yun Liang
- Carex lanceisquama (Hand.-Mazz.) V.I.Krecz.
- Carex lanceolata Boott
- Carex lancifolia C.B.Clarke
- Carex lancisquamata L.K.Dai
- Carex lankana T.Koyama
- Carex laosensis Nelmes
- Carex lapazensis C.B.Clarke
- Carex lapponica O.Lang
- Carex larensis Steyerm.
- Carex laricetorum Y.L.Chou
- Carex lasiocarpa Ehrh. – turzyca nitkowata
- Carex lasiolepis Franch.
- Carex latebracteata Waterf.
- Carex lateralis Kük.
- Carex lateriflora Phil.
- Carex laticeps C.B.Clarke ex Franch.
- Carex latisquamea Kom.
- Carex lativena S.D.Jones & G.D.Jones
- Carex laxa Wahlenb.
- Carex laxiculmis Schwein.
- Carex laxiflora Lam.
- Carex leavenworthii Dewey
- Carex lebrunii H.Lév.
- Carex ledebouriana C.A.Mey. ex Trevir.
- Carex leersii F.W.Schultz
- Carex lehmannii Drejer
- Carex leiorhyncha C.A.Mey.
- Carex lemanniana Boott
- Carex lemmonii W.Boott
- Carex lenta D.Don
- Carex lenticularis Michx.
- Carex lepida Boott
- Carex leporina L. – turzyca zajęcza
- Carex leporinella Mack.
- Carex leptalea Wahlenb.
- Carex leptonervia (Fernald) Fernald
- Carex leptopoda Mack.
- Carex lessoniana Steud.
- Carex leucantha Arn. ex Boott
- Carex lianchengensis S.Yun Liang & Y.Z.Huang
- Carex libera (Kük.) Hamlin
- Carex ligata Boott
- Carex ligulata Nees
- Carex limosa L. – turzyca bagienna
- Carex limprichtiana Kük.
- Carex lindleyana Nees
- Carex lingii F.T.Wang & Tang
- Carex liouana F.T.Wang & Tang
- Carex liparocarpos Gaudin
- Carex liqingii Tang & F.T.Wang ex S.Y.Liang
- Carex lithophila Turcz.
- Carex litorhyncha Franch.
- Carex litorosa L.H.Bailey
- Carex litvinovii Kük.
- Carex liui T.Koyama & T.I.Chuang
- Carex livida (Wahlenb.) Willd.
- Carex lobolepis F.Muell.
- Carex lobulirostris Drejer
- Carex loheri C.B.Clarke
- Carex loliacea L. – turzyca życicowa
- Carex lonchocarpa Willd. ex Spreng.
- Carex longhiensis Franch.
- Carex longibrachiata Boeckeler
- Carex longicaulis Boeckeler
- Carex longicruris Nees
- Carex longiculmis Petrie
- Carex longicuspis Boeckeler
- Carex longii Mack.
- Carex longiligula Reznicek & S.González
- Carex longipes D.Don ex Tilloch & Taylor
- Carex longirostrata C.A.Mey.
- Carex longispiculata Y.C.Yang
- Carex longissima M.E.Jones
- Carex longpanlaensis S.Yun Liang
- Carex longqishanensis S.Yun Liang
- Carex longshengensis Y.C.Tang & S.Yun Liang
- Carex longxishanensis S.Yun Liang
- Carex lophocarpa C.B.Clarke
- Carex louisianica L.H.Bailey
- Carex lowei Bech.
- Carex lucorum Willd.
- Carex luctuosa Franch.
- Carex lupuliformis Sartwell ex Dewey
- Carex lupulina Muhl. ex Willd.
- Carex lurida Wahlenb.
- Carex luridiformis Mack. ex Reznicek & S.González
- Carex lushanensis Kük.
- Carex lutea Leblond
- Carex luzulifolia W.Boott
- Carex luzulina Olney
- Carex lycurus K.Schum. ex Engl.
- Carex lyi H.Lév. & Vaniot
- Carex lyngbyei Hornem.
- Carex maackii Maxim.
- Carex mackenziana Weath.
- Carex mackenziei V.I.Krecz.
- Carex macloviana d'Urv.
- Carex macrandrolepsis H.Lév.
- Carex macrocephala Willd. ex Spreng.
- Carex macrochaeta C.A.Mey.
- Carex macrogyna Turcz. ex Steudel
- Carex macrolepis DC.
- Carex macrophyllidion Nelmes
- Carex macrorrhiza Boeckeler
- Carex macrosandra (Franch.) V.I.Krecz.
- Carex macrosolen Steud.
- Carex macrostigmatica Kük.
- Carex macrostyla Lapeyr.
- Carex maculata Boott
- Carex madagascariensis Boeckeler
- Carex madrensis L.H.Bailey
- Carex magacis Molina Gonz., Acedo & Llamas
- Carex magellanica Lam. – turzyca patagońska
- Carex magnoutriculata Tang & F.T.Wang ex L.K.Dai
- Carex mairei Coss. & Germ.
- Carex makinoensis Franch.
- Carex makuensis P.C.Li
- Carex malaccensis C.B.Clarke
- Carex malmei Kalela
- Carex malyschevii T.V.Egorova
- Carex manca Boott
- Carex manciformis C.B.Clarke ex Franch.
- Carex mandoniana Boeckeler
- Carex mandshurica Meinsh.
- Carex manginii E.G.Camus
- Carex manhartii Bryson
- Carex mannii E.A.Bruce
- Carex maorica Hamlin
- Carex maorshanica Y.L.Chou
- Carex maquensis Y.C.Yang
- Carex marahuacana Reznicek
- Carex marianensis Stacey
- Carex marina Dewey
- Carex mariposana L.H.Bailey ex Mack.
- Carex maritima Gunnerus
- Carex markgrafii Kük.
- Carex martini H.Lév. & Vaniot
- Carex martynenkoi Zolot.
- Carex matsumurae Franch.
- Carex maubertiana Boott
- Carex maximowiczii Miq.
- Carex mayebarana Ohwi
- Carex mckittrickensis P.W.Ball
- Carex mcvaughii Reznicek
- Carex meadii Dewey
- Carex media R.Br.
- Carex mediterranea C.B.Clarke ex Post
- Carex medwedewii Leskov
- Carex meeboldiana Kük.
- Carex meihsienica K.T.Fu
- Carex meiocarpa H.Lév. & Vaniot
- Carex melanantha C.A.Mey.
- Carex melananthiformis Litv.
- Carex melanocarpa Cham. ex Trautv.
- Carex melanocephala Turcz.
- Carex melanorrhyncha Nelmes
- Carex melanostachya M.Bieb. ex Willd. – turzyca ciemnokłosa
- Carex melinacra Franch.
- Carex membranacea Hook.
- Carex mendocinensis Olney ex Boott
- Carex meridiana Akiyama
- Carex merritt-fernaldii Mack.
- Carex mertensii Prescott ex Bong.
- Carex merxmuelleri Podlech
- Carex mesochorea Mack.
- Carex metallica H.Lév.
- Carex meyenii Nees
- Carex meyeriana Kunth
- Carex michauxiana Boeckeler
- Carex michelii Host – turzyca Michela
- Carex michoacana Reznicek, Hipp & S.González
- Carex micrantha Kük.
- Carex microcarpa Bertol. ex Moris
- Carex microchaeta Holm
- Carex microdonta Torr.
- Carex microglochin Wahlenb. – turzyca drobnozadziorkowa
- Carex micropoda C.A.Mey.
- Carex microptera Mack.
- Carex microrhyncha Mack.
- Carex middendorffii F.Schmidt
- Carex mildbraediana Kük.
- Carex millsii Dunn
- Carex mingrelica Kük.
- Carex minuticulmis S.W.Su & S.M.Xu
- Carex minutiscabra Kük. ex Krecz.
- Carex minutissima Barros
- Carex minxianensis S.Yun Liang
- Carex minxianica Y.C.Yang
- Carex mira Kük.
- Carex misera Buckley
- Carex missouriensis P.Rothr. & Reznicek
- Carex mitchelliana M.A.Curtis
- Carex mitrata Franch.
- Carex miyabei Franch.
- Carex mochomuensis Katsuy.
- Carex molesta Mack.
- Carex molestiformis Reznicek & Rothrock
- Carex molinae Phil.
- Carex mollicula Boott
- Carex mollissima Christ ex Scheutz
- Carex monodynama (Griseb.) G.A.Wheeler
- Carex monostachya A.Rich.
- Carex monotropa Nelmes
- Carex montana L. – turzyca pagórkowa
- Carex montanoaltaica Zolot.
- Carex montis-eeka Hillebr.
- Carex montis-everesti Kük.
- Carex montis-wutaii T.Koyama
- Carex moorcroftii Falc. ex Boott
- Carex moorei G.A.Wheeler
- Carex morii Hayata
- Carex morrowii Boott – turzyca japońska
- Carex mosoynensis Franch.
- Carex mossii Nelmes
- Carex motuoensis Y.C.Yang
- Carex moupinensis Franch.
- Carex mucronata All.
- Carex mucronatiformis Tang & F.T.Wang ex S.Yun Liang
- Carex muehlenbergii Willd.
- Carex muelleri Petrie
- Carex muliensis Hand.-Mazz.
- Carex multicaulis L.H.Bailey
- Carex multicostata Mack.
- Carex munda Boott
- Carex munipoorensis C.B.Clarke
- Carex munroi Boott ex C.B.Clarke
- Carex muricata L.
- Carex muriculata F.J.Herm.
- Carex muskingumensis Schwein. – turzyca muskegońska
- Carex myosurus Nees
- Carex nachiana Ohwi
- Carex nairii Ghildyal & U.C.Bhattach.
- Carex nakaoana T.Koyama
- Carex nakasimae Ohwi
- Carex nanchuanensis K.L.Chu ex S.Y.Liang
- Carex nandadeviensis Ghildyal, U.C.Bhattach. & Hajra
- Carex nangtciangensis Pamp.
- Carex nardina (Hornem.) Fr.
- Carex neblinensis Reznicek
- Carex nebraskensis Dewey
- Carex nebularum Phil.
- Carex neesiana Endl.
- Carex negrii Chiov.
- Carex nelmesiana Barros
- Carex nelsonii Mack.
- Carex nemostachys Steud.
- Carex nemurensis Franch.
- Carex neochevalieri Kük. ex A.Chev.
- Carex neodigyna P.C.Li
- Carex neofilipes Nakai
- Carex neoguinensis C.B.Clarke
- Carex neohebridensis Guillaumin & Kük.
- Carex neokukenthaliana H.Lév. & Vaniot
- Carex neopetelotii Raymond
- Carex neopolycephala Tang & F.T.Wang ex L.K.Dai
- Carex nervata Franch. & Sav.
- Carex nervina L.H.Bailey
- Carex neurocarpa Maxim.
- Carex neurophora Mack.
- Carex nevadensis Boiss. & Reut.
- Carex niederleiniana Boeckeler
- Carex nigerrima Nelmes
- Carex nigra (L.) Reichard – turzyca pospolita
- Carex nigricans C.A.Mey.
- Carex nigromarginata Schwein.
- Carex nikolskensis Kom.
- Carex nitidiutriculata L.K.Dai
- Carex nivalis Boott
- Carex nodaeana A.I.Baranov & Skvortsov
- Carex nodiflora Boeckeler
- Carex noguchii J.Oda & Nagam.
- Carex nordica Molina Gonz., Acedo & Llamas
- Carex normalis Mack.
- Carex norvegica Retz.
- Carex notha Kunth
- Carex nova L.H.Bailey
- Carex novae-angliae Schwein.
- Carex novogaliciana Reznicek
- Carex nubigena D.Don ex Tilloch & Taylor
- Carex nudata W.Boott
- Carex nugata Ohwi
- Carex obispoensis Stacey
- Carex oblanceolata T.Koyama
- Carex obliquicarpa X.F.Jin, C.Z.Zheng & B.Y.Ding
- Carex obliquitruncata Y.C.Tang & S.Yun Liang
- Carex obnupta L.H.Bailey
- Carex obovatosquamata F.T.Wang & Y.L.Chang ex P.C.Li
- Carex obscura Nees
- Carex obscuriceps Kük.
- Carex obtusata Lilj.
- Carex occidentalis L.H.Bailey
- Carex ochrochlamys Ohwi
- Carex ochrosaccus (C.B.Clarke) Hamlin
- Carex oedipostyla Duval-Jouve
- Carex oedorrhampha Nelmes
- Carex okamotoi Ohwi
- Carex oklahomensis Mack.
- Carex olbiensis Jord.
- Carex oligantha Steud.
- Carex oligocarpa Willd.
- Carex oligocarya C.B.Clarke
- Carex oligosperma Michx.
- Carex oligostachya Nees
- Carex olivacea Boott
- Carex olivieri H.Lév.
- Carex omeiensis Tang
- Carex omeyica Molina Gonz., Acedo & Llamas
- Carex omiana Franch. & Sav.
- Carex omurae T.Koyama
- Carex onoei Franch. & Sav.
- Carex opaca (F.J.Herm.) P.Rothr. & Reznicek
- Carex ophiolithica Heenan & de Lange
- Carex ophiopogon H.Lév.
- Carex orbicularinucis L.K.Dai
- Carex orbicularis Boott
- Carex oreocharis Holm
- Carex oreophila C.A.Mey.
- Carex orizabae Liebm.
- Carex ormostachya Wiegand
- Carex ornithopoda Willd. – turzyca ptasie łapki
- Carex oronensis Fernald
- Carex orthostemon Hayata
- Carex oshimensis Nakai
- Carex otaruensis Franch.
- Carex otayae Ohwi
- Carex otomana Molina Gonz., Acedo & Llamas
- Carex ouachitana Kral, Manhart & Bryson
- Carex ovatispiculata F.T.Wang & Y.L.Chang ex S.Yun Liang
- Carex ovoidoconica Ohwi
- Carex ownbeyi G.A.Wheeler
- Carex oxyandra (Franch. & Sav.) Kudô
- Carex oxylepis Torr. & Hook.
- Carex oxyphylla Franch.
- Carex ozarkana P.Rothr. & Reznicek
- Carex pachygyna Franch. & Sav.
- Carex pachyneura Kitag.
- Carex pachystylis J.Gay
- Carex paeninsulae Naczi, E.L.Bridges & Orzell
- Carex pairae F.W.Schultz – turzyca najeżona
- Carex palawanensis Kük.
- Carex paleacea Schreb. ex Wahlenb.
- Carex pallescens L. – turzyca blada
- Carex pallidula Harmaja
- Carex pamirensis C.B.Clarke
- Carex pandanophylla C.B.Clarke
- Carex panicea L. – turzyca prosowata
- Carex paniculata L. – turzyca prosowa
- Carex panormitana Guss.
- Carex pansa L.H.Bailey
- Carex papillosissima Nelmes
- Carex papulosa Boott
- Carex paracuraica F.T.Wang & Y.L.Chang ex S.Yun Liang
- Carex parallela (Laest.) Sommerf.
- Carex parryana Dewey
- Carex parva Nees
- Carex parviflora Host – turzyca czarna
- Carex parvigluma C.B.Clarke
- Carex patagonica Speg.
- Carex pauciflora Lightf. – turzyca skąpokwiatowa
- Carex paucimascula H.Lév. & Vaniot
- Carex paulo-vargasii Luceño & Marín
- Carex paupera Nelmes
- Carex paxii Kük.
- Carex paysonis Clokey
- Carex peckii Howe
- Carex pediformis C.A.Mey. – turzyca stopowata
- Carex pedunculata Muhl. ex Willd.
- Carex peiktusanii Kom.
- Carex peliosanthifolia F.T.Wang & Tang ex P.C.Li
- Carex pellita Muhl. ex Willd.
- Carex pelocarpa F.J.Herm.
- Carex pendula Huds. – turzyca zwisła
- Carex penduliformis Cherm.
- Carex pensylvanica Lam.
- Carex perakensis C.B.Clarke
- Carex percostata F.J.Herm.
- Carex perdentata S.D.Jones
- Carex peregrina Link
- Carex perglobosa Mack.
- Carex pergracilis Nelmes
- Carex perlonga Fernald
- Carex perprava C.B.Clarke
- Carex perraudieriana (Kük. ex Bornm.) Gay ex Kük.
- Carex pertenuis L.H.Bailey
- Carex peruviana J.Presl & C.Presl
- Carex peruvida G.A.Wheeler
- Carex petasata Dewey
- Carex petelotii Gross
- Carex petitiana A.Rich.
- Carex petricosa Dewey
- Carex petriei Cheeseman
- Carex peucophila Holm
- Carex phacota Spreng.
- Carex phaenocarpa Franch.
- Carex phaeocephala Piper
- Carex phaeodon T.Koyama
- Carex phaeothrix Ohwi
- Carex phalaroides Kunth
- Carex phankei K.K.Nguyen
- Carex phoenicis Dunn
- Carex phragmitoides Kük.
- Carex phyllocaula Nelmes
- Carex phyllocephala T.Koyama
- Carex phyllostachys C.A.Mey.
- Carex physodes M.Bieb.
- Carex pichinchensis Kunth
- Carex picta Steud.
- Carex pigra Naczi
- Carex pilosa Scop. – turzyca orzęsiona
- Carex pilulifera L. – turzyca pigułkowata
- Carex pinophila Reznicek & S.González
- Carex pisanoi G.A.Wheeler
- Carex pisiformis Boott
- Carex pityophila Mack.
- Carex planata Franch. & Sav.
- Carex planiculmis Kom.
- Carex planiscapa Chun & F.C.How
- Carex planispicata Naczi
- Carex planostachys Kunze
- Carex plantaginea Lam.
- Carex platyphylla J.Carey
- Carex platysperma Y.L.Chang & Y.L.Yang
- Carex plectobasis V.I.Krecz.
- Carex pleiandra Ohwi
- Carex pleioneura G.A.Wheeler
- Carex pleiostachys C.B.Clarke
- Carex pleurocaula Nelmes
- Carex pluriflora Hultén
- Carex poculisquama Kük.
- Carex podocarpa R.Br.
- Carex podogyna Franch. & Sav.
- Carex poeppigii C.B.Clarke ex G.A.Wheeler
- Carex poilanei Raymond
- Carex polyantha F.Muell.
- Carex polycephala Boott
- Carex polymascula P.C.Li
- Carex polymorpha Muhl.
- Carex polyschoenoides K.T.Fu
- Carex polystachya Sw. ex Wahlenb.
- Carex polysticha Boeckeler
- Carex pomiensis Y.C.Yang
- Carex pontica Albov
- Carex popovii V.I.Krecz.
- Carex porrecta Reznicek & Camelb.
- Carex potosina Hemsl.
- Carex praeceptorium Mack.
- Carex praeclara Nelmes
- Carex praecox Schreb. – turzyca wczesna
- Carex praegracilis W.Boott
- Carex praelonga C.B.Clarke
- Carex prairea Dewey ex Alph.Wood
- Carex prasina Wahlenb.
- Carex praticola Rydb.
- Carex preissii Nees
- Carex prescottiana Boott
- Carex preslii Steud.
- Carex pringlei L.H.Bailey
- Carex projecta Mack.
- Carex prolongata Kük.
- Carex proposita Mack.
- Carex provotii Franch.
- Carex proxima Cherm.
- Carex pruinosa Boott
- Carex przewalskii T.V.Egorova
- Carex pseudoaperta Boeckeler ex Kük.
- Carex pseudobicolor Boeckeler
- Carex pseudobrizoides Clavaud – turzyca Reichenbacha
- Carex pseudochinensis H.Lév. & Vaniot
- Carex pseudocuraica F.Schmidt
- Carex pseudocyperus L. – turzyca nibyciborowata
- Carex pseudodahurica A.P.Khokhr.
- Carex pseudodispalata K.T.Fu
- Carex pseudofoetida Kük.
- Carex pseudohumilis F.T.Wang & Y.L.Chang ex P.C.Li
- Carex pseudohypochlora Y.L.Chang & Y.L.Yang
- Carex pseudolaticeps Tang & F.T.Wang ex S.Y.Liang
- Carex pseudoligulata L.K.Dai
- Carex pseudololiacea F.Schmidt
- Carex pseudomacloviana G.A.Wheeler
- Carex pseudophyllocephala L.K.Dai
- Carex pseudosadoensis Akiyama
- Carex pseudospachiana H.Lév. & Vaniot
- Carex pseudosupina Y.C.Tang ex L.K.Dai
- Carex pseudotristachya X.F.Jin & C.Z.Zheng
- Carex psilocarpa Steud.
- Carex psychrophila Nees
- Carex pterocarpa Petrie
- Carex pterocaulos Nelmes
- Carex pubigluma Reznicek
- Carex pudica Honda
- Carex pulchra Boott
- Carex pulchrifolia A.E.Kozhevn.
- Carex pulicaris L. – turzyca pchla
- Carex pumila Thunb.
- Carex punctata Gaudin – turzyca punktowana
- Carex purdiei Boott
- Carex purpleovaginalis Q.S.Wang
- Carex purpureosquamata L.K.Dai
- Carex purpureotincta Ohwi
- Carex purpureovagina F.T.Wang & Y.L.Chang ex S.Yun Liang
- Carex purpureovaginata Boeckeler
- Carex purpurifera Mack.
- Carex putuoensis S.Yun Liang
- Carex pycnostachys Kar. & Kir.
- Carex pygmaea Boeckeler
- Carex pyramidalis Kük.
- Carex pyrenaica Wahlenb.
- Carex qingdaoensis F.Z.Li & S.J.Fan
- Carex qinghaiensis Y.C.Yang
- Carex qingliangensis D.M.Weng, H.W.Zhang & S.F.Xu
- Carex qingyangensis S.W.Su & S.M.Xu
- Carex qiyunensis S.W.Su & S.M.Xu
- Carex quadriflora (Kük.) Ohwi
- Carex queretarensis Reznicek & S.González
- Carex quichensis F.J.Herm.
- Carex raddei Kük.
- Carex radfordii Gaddy
- Carex radiata (Wahlenb.) Small
- Carex radicalis Boott
- Carex radiciflora Dunn
- Carex radicina Z.P.Wang
- Carex rafflesiana Boott
- Carex raleighii Nelmes
- Carex ramenskii Kom.
- Carex ramentaceofructus K.T.Fu
- Carex ramosa Willd.
- Carex ramosii Kük.
- Carex randalpina B.Walln.
- Carex raoulii Boott
- Carex raphidocarpa Nees
- Carex rara Boott
- Carex rariflora (Wahlenb.) Sm.
- Carex ratongensis (C.B.Clarke) C.B.Clarke
- Carex raynoldsii Dewey
- Carex recta Boott
- Carex regeliana (Kük.) Litv.
- Carex reichei Kük.
- Carex reinii Franch. & Sav.
- Carex relaxa V.I.Krecz.
- Carex remota L. – turzyca rzadkokłosa
- Carex remotiuscula Wahlenb.
- Carex renauldii H.Lév.
- Carex reniformis (L.H.Bailey) Small
- Carex renschiana Boeckeler
- Carex repanda C.B.Clarke
- Carex repens Bellardi – turzyca poznańska
- Carex reptabunda (Trautv.) V.I.Krecz.
- Carex resectans Cheeseman
- Carex retroflexa Muhl. ex Willd.
- Carex retrofracta Kük.
- Carex retrorsa Schwein.
- Carex reuteriana Boiss.
- Carex reznicekii Werier
- Carex rhizina Blytt ex Lindblom
- Carex rhodesiaca Nelmes
- Carex rhombifructus Ohwi
- Carex rhynchachaenium C.B.Clarke
- Carex rhynchoperigynium S.D.Jones & Reznicek
- Carex rhynchophora Franch.
- Carex richardsonii R.Br.
- Carex ridongensis P.C.Li
- Carex rigidioides (Gorodkov) V.I.Krecz.
- Carex riloensis Stoeva & E.D.Popova
- Carex riparia Curtis – turzyca brzegowa
- Carex rivulorum Dunn
- Carex roanensis F.J.Herm.
- Carex roraimensis Steyerm.
- Carex rorulenta Porta
- Carex rosea Willd.
- Carex rossii Boott
- Carex rostellifera Y.L.Chang & Y.L.Yang
- Carex rostrata Stokes – turzyca dzióbkowata
- Carex rotundata Wahlenb.
- Carex rubicunda Petrie
- Carex rubrobrunnea C.B.Clarke
- Carex rufina Drejer
- Carex rufulistolon T.Koyama
- Carex rugata Ohwi
- Carex rugulosa Kük.
- Carex runssoroensis K.Schum.
- Carex rupestris All. – turzyca skalna
- Carex rupicola (Pedersen) G.A.Wheeler
- Carex ruralis J.Oda & Nagam.
- Carex rutenbergiana Boeckeler
- Carex ruthii Mack.
- Carex ruthsatziae G.A.Wheeler
- Carex rzedowskii Reznicek & S.González
- Carex sabulosa Turcz. ex Kunth
- Carex sacerdotis Nelmes
- Carex sacrosancta Honda
- Carex sadoensis Franch.
- Carex sagaensis Y.C.Yang
- Carex sagei Phil.
- Carex sahnii Ghildyal & U.C.Bhattach.
- Carex sajanensis V.I.Krecz.
- Carex sakonis T.Koyama
- Carex salina Wahlenb.
- Carex saltaensis Gross
- Carex sambiranensis (H.Lév.) Cherm.
- Carex sampsonii Hance
- Carex sanctae-marthae L.E.Mora & J.O.Rangel
- Carex sarawaketensis Kük.
- Carex sartwelliana Olney
- Carex sartwellii Dewey
- Carex satakeana T.Koyama
- Carex satsumensis Franch. & Sav.
- Carex savaiiensis Kük.
- Carex saxatilis L.
- Carex saxicola Tang & F.T.Wang
- Carex saximontana Mack.
- Carex scabrata Schwein.
- Carex scabrella Wahlenb.
- Carex scabrifolia Steud.
- Carex scabripes Cherm.
- Carex scabrirostris Kük.
- Carex scabrisacca Ohwi & Ryu
- Carex scabriuscula Mack.
- Carex scaposa C.B.Clarke
- Carex schaffneri Boeckeler
- Carex schiedeana Kunze
- Carex schliebenii Podlech
- Carex schmidtii Meinsh.
- Carex schneideri Nelmes
- Carex schottii Dewey
- Carex schwackeana Boeckeler
- Carex schweinitzii Dewey ex Schwein.
- Carex scirpoidea Michx.
- Carex scita Maxim.
- Carex scitiformis Kük.
- Carex scitula Boott
- Carex sclerocarpa Franch.
- Carex scolopendriformis F.T.Wang & Tang ex P.C.Li
- Carex scoparia Willd.
- Carex scopulorum Holm
- Carex secalina Willd. ex Wahlenb. – turzyca żytowata
- Carex secta Boott
- Carex sectoides (Kük.) Edgar
- Carex sedakowii C.A.Mey. ex Meinsh.
- Carex sellowiana Schltdl.
- Carex semihyalofructa Tak.Shimizu
- Carex sempervirens Vill. – turzyca zawsze zielona
- Carex sendaica Franch.
- Carex senta Boott
- Carex seorsa Howe
- Carex seposita C.B.Clarke
- Carex serpenticola Zika
- Carex serratodens S.Watson
- Carex serreana Hand.-Mazz.
- Carex seticulmis Boeckeler
- Carex setifolia Kunze
- Carex setigera D.Don
- Carex setigluma Reznicek & S.González
- Carex setispica C.B.Clarke
- Carex setosa Boott
- Carex shaanxiensis F.T.Wang & Tang ex P.C.Li
- Carex shandanica Y.C.Yang
- Carex shanensis C.B.Clarke
- Carex shangchengensis S.Yun Liang
- Carex shanghangensis S.Yun Liang
- Carex sheldonii Mack.
- Carex shimidzensis Franch.
- Carex shinnersii P.Rothr. & Reznicek
- Carex shiriyajirensis Akiyama ex Tatew.
- Carex shortiana Dewey & Torr.
- Carex shuangbaiensis L.K.Dai
- Carex shuchengensis S.W.Su & Q.Zhang
- Carex siccata Dewey
- Carex sichouensis P.C.Li
- Carex siderosticta Hance
- Carex silicea Olney
- Carex silvestrii Pamp.
- Carex simensis Hochst. ex A.Rich.
- Carex simulans C.B.Clarke
- Carex simulata Mack.
- Carex sinclairii Boott ex Cheeseman
- Carex sinoaristata Tang & F.T.Wang ex L.K.Dai
- Carex sinodissitiflora Tang & F.T.Wang ex L.K.Dai
- Carex sinomairei H.Lév.
- Carex siroumensis Koidz.
- Carex skottsbergiana Kük.
- Carex socialis Mohlenbr. & Schwegman
- Carex sociata Boott
- Carex soczavaeana Gorodkov
- Carex sodiroi Kük.
- Carex sohachii Ohwi
- Carex solandri Boott
- Carex songorica Kar. & Kir.
- Carex sordida Van Heurck & Müll.Arg.
- Carex sorianoi Barros
- Carex sororia Kunth
- Carex sozusensis Ohwi
- Carex spachiana Boott
- Carex sparganioides Muhl. ex Willd.
- Carex specifica L.H.Bailey
- Carex speciosa Kunth
- Carex spectabilis Dewey
- Carex specuicola J.T.Howell
- Carex sphaerogyna Baker
- Carex spicata Huds. – turzyca ściśniona
- Carex spicatopaniculata Boeckeler ex C.B.Clarke
- Carex spicigera Nees
- Carex spilocarpa Steud.
- Carex spinirostris Colenso
- Carex spissa L.H.Bailey ex Hemsl.
- Carex spongiosa Ohwi
- Carex sprengelii Dewey ex Spreng.
- Carex squarrosa L.
- Carex standleyana Steyerm.
- Carex stenantha Franch. & Sav.
- Carex stenocarpa Turcz. ex V.I.Krecz.
- Carex stenophylla Wahlenb. – turzyca wąskolistna
- Carex stenoptila F.J.Herm.
- Carex stenostachys Franch. & Sav.
- Carex sterilis Willd.
- Carex steudneri Boeckeler
- Carex stevenii (Holm) Kalela
- Carex steyermarkii Standl.
- Carex stipata Muhl. ex Willd.
- Carex stiphrogyne Gilli
- Carex stipitinux C.B.Clarke ex Franch.
- Carex stipitiutriculata P.C.Li
- Carex stokesii F.Br.
- Carex stracheyi Boott ex C.B.Clarke
- Carex stramentitia Boott ex Boeckeler
- Carex straminea Willd. ex Schkuhr
- Carex straminiformis L.H.Bailey
- Carex stramintita Boott ex Boeck.
- Carex streptorrhampha Nelmes
- Carex striata Michx.
- Carex striatula Michx.
- Carex stricta Lam. – turzyca sztywna
- Carex strigosa Huds. – turzyca zgrzebłowata
- Carex stuessyi G.A.Wheeler
- Carex styloflexa Buckley
- Carex stylosa C.A.Mey.
- Carex subandrogyna G.A.Wheeler & Guagl.
- Carex subantarctica Speg.
- Carex subbracteata Mack.
- Carex subcapitata X.F.Jin, C.Z.Zheng & B.Y.Ding
- Carex subcernua Ohwi
- Carex subdivulsa (Kük.) G.A.Wheeler
- Carex subdola Boott
- Carex subebracteata (Kük.) Ohwi
- Carex suberecta (Olney) Britton
- Carex subfilicinoides Kük.
- Carex subfuegiana G.A.Wheeler
- Carex subinclinata T.Koyama
- Carex subinflata Nelmes
- Carex sublateralis T.Koyama
- Carex submollicula Tang & F.T.Wang ex L.K.Dai
- Carex subnigricans Stacey
- Carex subperakensis L.K.Ling & Y.Z.Huang
- Carex subphysodes Popov ex V.I.Krecz.
- Carex subpumila Tang & F.T.Wang ex L.K.Dai
- Carex subscabrella Kük.
- Carex subspathacea Wormsk. ex Hornem.
- Carex subtransversa C.B.Clarke
- Carex subtumida (Kük.) Ohwi
- Carex subumbellata Meinsh.
- Carex subviridula Fernald
- Carex suifunensis Kom.
- Carex superata Naczi, Reznicek & B.A.Ford
- Carex supina Willd. ex Wahlenb. – turzyca delikatna
- Carex sutchuensis Franch.
- Carex swanii (Fernald) Mack.
- Carex sychnocephala J.Carey
- Carex sylvatica Huds. – turzyca leśna
- Carex tachirensis Steyerm.
- Carex tahitensis F.Br.
- Carex tahoensis Smiley
- Carex taihokuensis Hayata
- Carex taihuensis S.W.Su & S.M.Xu
- Carex taipaishanica K.T.Fu
- Carex taldycola Meinsh.
- Carex tamana Steyerm.
- Carex tangiana Ohwi
- Carex tangii Kük.
- Carex tangulashanensis Y.C.Yang
- Carex tapintzensis Franch.
- Carex taprobanensis T.Koyama
- Carex tarumensis Franch.
- Carex tashiroana Ohwi
- Carex tasmanica Kük.
- Carex tatjanae Malyschev
- Carex tatsiensis (Franch.) Kük.
- Carex tavoyensis Nelmes
- Carex tegulata H.Lév. & Vaniot
- Carex teinogyna Boott
- Carex tenax Chapm. ex Dewey
- Carex tenebrosa Boott
- Carex tenejapensis Reznicek & S.González
- Carex tenera Dewey
- Carex tenuiculmis (Petrie) Heenan & de Lange
- Carex tenuiflora Wahlenb.
- Carex tenuiformis H.Lév. & Vaniot
- Carex tenuinervis Ohwi
- Carex tenuior T.Koyama & T.I.Chuang
- Carex tenuipaniculata P.C.Li
- Carex tenuiseta Franch.
- Carex tenuispicula Tang ex S.Y.Liang
- Carex teres Boott
- Carex tereticaulis F.Muell.
- Carex ternaria G.Forst.
- Carex tessellata Spruce ex C.B.Clarke
- Carex testacea Sol. ex Boott
- Carex tetanica Schkuhr
- Carex tetrastachya Scheele
- Carex texensis (Torr. ex L.H.Bailey) L.H.Bailey
- Carex thailandica T.Koyama
- Carex thanikaimoniana Govind.
- Carex thibetica Franch.
- Carex thomsonii Boott
- Carex thornei Naczi
- Carex thouarsii Carmich.
- Carex thunbergii Steud.
- Carex thurberi Dewey ex Torr.
- Carex tianmushanica C.Z.Zheng & X.F.Jin
- Carex tianschanica T.V.Egorova
- Carex timida Naczi & B.A.Ford
- Carex tincta (Fernald) Fernald
- Carex titovii V.I.Krecz.
- Carex tojquianensis Standl. & Steyerm.
- Carex tokarensis T.Koyama
- Carex tolucensis (F.J.Herm.) Reznicek
- Carex tompkinsii J.T.Howell
- Carex tonsa (Fernald) E.P.Bicknell
- Carex toreadora Steyerm.
- Carex toroensis G.A.Wheeler
- Carex torreyi Tuck.
- Carex torta Boott ex Tuck.
- Carex tovarensis Reznicek & G.A.Wheeler
- Carex townsendii Mack.
- Carex toyoshimae Tuyama
- Carex trachycarpa Cheeseman
- Carex trachycystis Griseb.
- Carex traiziscana F.Schmidt
- Carex transandina G.A.Wheeler
- Carex transcaucasica T.V.Egorova
- Carex trautvetteriana Kom.
- Carex traversii Kirk
- Carex triangularis Boeckeler
- Carex tribuloides Wahlenb.
- Carex tricephala Boeckeler
- Carex trichocarpa Muhl. ex Willd.
- Carex trichodes Steud.
- Carex tricholepis Nelmes
- Carex trichophylla Nelmes
- Carex tricolor Velen.
- Carex trifida Cav.
- Carex trigonosperma Ohwi
- Carex trinervis Degl.
- Carex triquetra Boott
- Carex trisperma Dewey
- Carex tristachya Thunb.
- Carex tristis M.Bieb.
- Carex trongii K.K.Nguyen
- Carex troodi Turrill
- Carex truncatigluma C.B.Clarke
- Carex tsaiana F.T.Wang & Tang ex P.C.Li
- Carex tsaratananensis Cherm.
- Carex tsiangii F.T.Wang & Tang
- Carex tsoi Merr. & Chun
- Carex tsushimensis (Ohwi) Ohwi
- Carex tuberculata Liebm.
- Carex tubulosa Pamp.
- Carex tuckermanii Boott
- Carex tucumanensis G.A.Wheeler
- Carex tumidula Ohwi
- Carex tuminensis Kom.
- Carex tumulicola Mack.
- Carex tungfangensis L.K.Dai & S.M.Huang
- Carex tunimanensis Standl. & Steyerm.
- Carex turbinata Liebm.
- Carex turgescens Torr.
- Carex turkestanica Regel
- Carex turrita C.B.Clarke
- Carex turumiquirensis Steyerm.
- Carex tweedieana Nees
- Carex typhina Michx.
- Carex uda Maxim.
- Carex ulobasis V.I.Krecz.
- Carex umbellata Willd.
- Carex umbrosa Host – turzyca cienista
- Carex umbrosiformis H.Lév.
- Carex uncifolia Cheeseman
- Carex ungurensis Litv.
- Carex unilateralis Mack.
- Carex unisexualis C.B.Clarke
- Carex urelytra Ohwi
- Carex ursina Dewey
- Carex uruguensis Boeckeler
- Carex ussuriensis Kom.
- Carex utriculata Boott – turzyca gładkodzióbkowa
- Carex vacillans Drejer
- Carex vaginata Tausch – turzyca luźnokwiatowa
- Carex valbrayi H.Lév.
- Carex vallicola Dewey
- Carex vallis-pulchrae Phil.
- Carex vallis-rosetto K.Schum.
- Carex van-heurckii Müll.Arg.
- Carex ventosa C.B.Clarke
- Carex venusta Dewey
- Carex vernacula L.H.Bailey
- Carex verrucosa Muhl.
- Carex verticillata Zoll. & Moritzi
- Carex vesca C.B.Clarke ex Kük.
- Carex vesicaria L. – turzyca pęcherzykowata
- Carex vesicata Meinsh.
- Carex vesiculosa Boott
- Carex vestita Willd.
- Carex vexans F.J.Herm.
- Carex vicinalis Boott
- Carex vietnamica Raymond
- Carex virescens Muhl. ex Willd.
- Carex viridimarginata Kük.
- Carex viridior Mack.
- Carex viridula Michx.
- Carex vixdentata (Kük.) G.A.Wheeler
- Carex volckmannii Phil.
- Carex vulcani Hochst. ex Seub.
- Carex vulpina L. – turzyca lisia
- Carex vulpinaris Nees
- Carex vulpinoidea Michx.
- Carex wahlenbergiana Boott
- Carex wahuensis C.A.Mey.
- Carex wakatipu Petrie
- Carex walkeri Arn. ex Boott
- Carex wallichiana Spreng.
- Carex wawuensis W.M.Chu ex S.Yun Liang
- Carex wenshanensis L.K.Dai
- Carex werdermannii L.Gross
- Carex whitneyi Olney
- Carex wiegandii Mack.
- Carex wightiana Nees
- Carex willdenowii Willd.
- Carex williamsii Britton
- Carex winterbottomii C.B.Clarke
- Carex woodii Dewey
- Carex wootonii Mack.
- Carex wui W.M.Chu ex L.K.Dai
- Carex wushanensis S.Yun Liang
- Carex wutuensis K.T.Fu
- Carex wuyishanensis S.Yun Liang
- Carex xerantica L.H.Bailey
- Carex xiangxiensis Z.P.Wang
- Carex xiphium Kom.
- Carex yajiangensis Tang & F.T.Wang ex S.Yun Liang
- Carex yamatsutana Ohwi
- Carex yandangshanica C.Z.Zheng & X.F.Jin
- Carex yangshuoensis Tang & F.T.Wang ex S.Y.Liang
- Carex yasuii Katsuy.
- Carex yonganensis L.K.Dai & Y.Z.Huang
- Carex ypsilandrifolia F.T.Wang & Tang
- Carex yuexiensis S.W.Su & S.M.Xu
- Carex yulungshanensis P.C.Li
- Carex yunlingensis P.C.Li
- Carex yunnanensis Franch.
- Carex yunyiana X.F.Jin & C.Z.Zheng
- Carex yushuensis Y.C.Yang
- Carex zekogensis Y.C.Yang
- Carex zhejiangensis X.F.Jin, Y.J.Zhao, C.Z.Zheng & H.W.Zhang
- Carex zhenkangensis Tang & F.T.Wang ex S.Yun Liang
- Carex zhonghaiensis S.Yun Liang
- Carex zizaniifolia Raymond
- Carex zuluensis C.B.Clarke
- Carex zunyiensis Tang & F.T.Wang

Mieszańce międzygatunkowe
- Carex × abitibiana Lepage
- Carex × abortiva Holmb.
- Carex × absconditiformis Fernald
- Carex × adulterina Chenev.
- Carex × aestivaliformis Mack.
- Carex × akitaensis Fujiw.
- Carex × akiyamana Ohwi
- Carex × albertii H.Lév.
- Carex × allolepis Rchb.
- Carex × alluvialis Figert
- Carex × almii Holmb.
- Carex × alsatica Zahn
- Carex × aniaiensis Fujiw. & Y.Matsuda
- Carex × anticostensis (Fernald) Lepage
- Carex × arakanei T.Koyama
- Carex × arctophila F.Nyl.
- Carex × arthuriana C.L.Beckm. & Figert
- Carex × aschersonii H.Lév.
- Carex × auroniensis L.C.Lamb.
- Carex × bakkeriana D.T.E.Ploeg & Rudolphy
- Carex × beckmanniana Figert
- Carex × beckmannii Keck
- Carex × bengyana H.Lév. & L.C.Lamb.
- Carex × biharica Simonk.
- Carex × binderi Podp.
- Carex × boenninghausiana Weihe
- Carex × bogstadensis Kük.
- Carex × bolina O.Lang
- Carex × bosoensis Yashiro
- Carex × caesariensis Mack.
- Carex × candrianii Kneuck.
- Carex × cariei Aubin
- Carex × cenantha A.E.Kozhevn.
- Carex × cetica Rech.
- Carex × clausa Holmb.
- Carex × connectens Holmb.
- Carex × corstorphinei Druce
- Carex × costei Rouy
- Carex × crepinii Torges
- Carex × crinitoides Lepage
- Carex × cryptochlaena Holm
- Carex × csomadensis Simonk.
- Carex × danielis H.Lév.
- Carex × deamii F.J.Herm.
- Carex × decolorans Wimm.
- Carex × deinbolliana J.Gay
- Carex × descendens Kük.
- Carex × deserta Merino
- Carex × ducellieri Beauverd
- Carex × duereriana Kük.
- Carex × dufftii Hausskn.
- Carex × dumanii Lepage
- Carex × elanescens Cif. & Giacom.
- Carex × elisabethae J.Andrés & al.
- Carex × elytroides Fr.
- Carex × emmae L.Gross
- Carex × evoluta Hartm.
- Carex × exsalina Lepage
- Carex × favratii Christ
- Carex × felixii L.C.Lamb.
- Carex × ferdinandi-sauteri Asch. & Graebn.
- Carex × figertii Asch. & Graebn.
- Carex × filkukae Podp.
- Carex × firmior (Norman) Holmb.
- Carex × flavicans (F.Nyl.) F.Nyl.
- Carex × fragosoana Pau
- Carex × fridtzii Holmb.
- Carex × friesii Blytt
- Carex × fulva Gooden.
- Carex × fussii Simonk.
- Carex × gaudiniana Guthnick
- Carex × gerhardtii Figert
- Carex × ginsiensis Waisb.
- Carex × grantii A.Benn.
- Carex × grossii Fiek
- Carex × haematolepis Drejer
- Carex × hageri E.Baumann
- Carex × halophila F.Nyl.
- Carex × hanasakensis T.Koyama
- Carex × hanseniana Junge
- Carex × hartii Dewey
- Carex × helvola Blytt
- Carex × heterophyta Holmb.
- Carex × hibernica A.Benn.
- Carex × hosoii T.Koyama
- Carex × ilseana Ruhmer
- Carex × imandrensis Kihlm. ex Hjelt
- Carex × interjecta Waisb.
- Carex × involuta (Bab.) Syme
- Carex × jaegeri F.W.Schultz
- Carex × josephi-schmittii Raymond
- Carex × justi-schmidtii Junge
- Carex × kattaeana Kük.
- Carex × kenaica Lepage
- Carex × ketonensis Akiyama
- Carex × knieskernii Dewey
- Carex × kohtsii K.Richt.
- Carex × krajinae Domin
- Carex × kuekenthaliana Appel & A.Brückn.
- Carex × kuekenthalii Dörfl. ex Zahn
- Carex × kurilensis Ohwi
- Carex × kyyhkynenii Hiitonen
- Carex × lackowitziana Aug.R.Paul
- Carex × laggeri Wimm.
- Carex × langeana Fernald
- Carex × langii Steud.
- Carex × lausii Podp.
- Carex × leptoblasta Holmb.
- Carex × lidii Hadac
- Carex × ligniciensis Figert
- Carex × limnicola H.Gross
- Carex × limnogena Appel
- Carex × limosoides J.Cay.
- Carex × limula Fr.
- Carex × loretii Rouy
- Carex × ludibunda J.Gay
- Carex × luteola (Rchb.) Sendtn.
- Carex × macilenta F.Nyl.
- Carex × macounii Dewey
- Carex × mainensis Porter ex Britton
- Carex × marshallii A.Benn.
- Carex × massonii Cay. & Lepage
- Carex × mendica Lepage
- Carex × microstachya Ehrh.
- Carex × microstyla J.Gay ex Gaudin
- Carex × mithala Callier
- Carex × moriyoshiensis Fujiw. & Y.Matsuda
- Carex × mucronulata Holmb.
- Carex × muelleriana F.W.Schultz
- Carex × musashiensis Ohwi
- Carex × musei Steud.
- Carex × neobigelowii Lepage
- Carex × neofilipendula Lepage
- Carex × neomiliaris Lepage
- Carex × neorigida Lepage
- Carex × nicoloffii Pamp.
- Carex × nikaii T.Koyama
- Carex × nubens Lepage
- Carex × oberrodensis B.Walln.
- Carex × oenensis A.Neumann ex B.Walln.
- Carex × ohmuelleriana O.Lang
- Carex × olneyi Boott
- Carex × oneillii Lepage
- Carex × paczoskii Zapal.
- Carex × paludivagans W.H.Drury
- Carex × paponii Muret ex T.Durand & Pittier
- Carex × patuensis Lepage
- Carex × paulii Asch. & Graebn.
- Carex × persalina Lepage
- Carex × physocarpoides Lepage
- Carex × pilosiuscula Gobi
- Carex × ploegii Jac.Koopman
- Carex × ploettneriana Beyer
- Carex × prahliana Junge
- Carex × prolixa Fr.
- Carex × pseudoaxillaris K.Richt.
- Carex × pseudohelvola Kihlm.
- Carex × pseudomairei E.G.Camus
- Carex × pseudovulpina K.Richt.
- Carex × putjatini Kom.
- Carex × quebecensis Lepage
- Carex × quirponensis Fernald
- Carex × raciborskii Zapal.
- Carex × reducta Drejer
- Carex × rieseana Figert
- Carex × rikuchiuensis Akiyama
- Carex × rossiana Degen
- Carex × rotae De Not.
- Carex × sakaguchii Ohwi
- Carex × salisiana Brügger
- Carex × sanionis K.Richt.
- Carex × sardloqensis Å.E.Dahl
- Carex × saxenii Raymond
- Carex × schallertii Murr
- Carex × schuetzeana Figert
- Carex × senayana Soó
- Carex × sendtneriana Brügger
- Carex × serravalensis Beauverd
- Carex × shakushizawaensis Akiyama
- Carex × shinanoana Nakai ex Aliyama
- Carex × soerensenii Lepage
- Carex × sooi Jakucs
- Carex × spiculosa Fr.
- Carex × squamigera V.I.Krecz. & Luchnik
- Carex × stenolepis Less.
- Carex × stricticulmis Holmb.
- Carex × strictiformis Almq.
- Carex × strigosula Chatenier
- Carex × stygia Fr.
- Carex × subcostata Holmb.
- Carex × subimpressa Clokey
- Carex × subpaleacea J.Cay.
- Carex × subpatula Holmb.
- Carex × subrecta J.Cay.
- Carex × sullivantii Boott
- Carex × sumikawaensis Fujiw. & Y.Matsuda
- Carex × suziella Podp.
- Carex × sylvenii Holmb.
- Carex × takoensis Y.Endo & Yashiro
- Carex × tenebricans Holmb.
- Carex × tenelliformis Holmb.
- Carex × timmiana Junge
- Carex × toezensis Simonk.
- Carex × torgesiana Kük.
- Carex × tornabenei Chiov.
- Carex × treverica Hausskn.
- Carex × trichina Fernald
- Carex × turfosa Fr.
- Carex × turuli Simonk.
- Carex × uechtritziana K.Richt.
- Carex × ungavensis Lepage
- Carex × uzenensis Koidz.
- Carex × viadrina Figert
- Carex × villacensis Kük.
- Carex × vimariensis Hausskn. ex Berthold
- Carex × vratislaviensis Figert
- Carex × walasii Ceyn.-Gield
- Carex × winkelmannii Asch. & Graebn.
- Carex × wolteri Gross
- Carex × xanthocarpa Degl.
- Carex × zahnii Kneuck.